# Lista postaci ze świata Śródziemia
Jest to artykuł o charakterze zbiorczym dotyczący fikcyjnych postaci ze stworzonej przez J.R.R. Tolkiena mitologii Śródziemia. Na liście najpierw podano ludzi, należących do różnych grup etnicznych, potem hobbitów, elfów i przedstawicieli innych ras.
Daty dotyczące Pierwszej Ery podano za hipotetyczną chronologią autorstwa Roberta Fostera, opracowaną tylko na podstawie Silmarillionu.

## Ród Bëora

### Andreth
Bohaterka tekstu Athrabeth Finrod ah Andreth, opublikowanego w Morgoth’s Ring, tomie dziesiątym The History of Middle-earth.
Była córką Boromira i siostrą Bregora. W młodości mieszkała w domu Belemira, gdzie uczyła się od jego żony Adanel tradycji rodu Maracha. Zakochała się ze wzajemnością w Aegnorze, władcy elfów. Nie związali się, ponieważ Ñoldor, świadom zagrożenia wojną z Morgothem, nie chciał jej unieszczęśliwić. Andreth przyjaźniła się też z bratem Aegnora, Finrodem.
Athrabeth Finrod ah Andreth opowiada o rozmowie, jaką prowadziła z Finrodem na temat natury i przeznaczenia ludzi oraz elfów.
Andreth prawdopodobnie zginęła podczas Dagor Bragollach (455 rok).
Jej imię znaczy Cierpliwość. Elfowie nazywali ją też Saelind (sind. mądre serce), ponieważ była uczona w tradycji ludzi, a jej sądy cechowała mądrość.

### Baragund i Belegund
Poza Quenta Silmarillion o postaciach tych wspomina się w tekście Narn i Hîn Húrin oraz w opartej na nim powieści Dzieci Húrina.
Byli synami Bregolasa. Mieszkali w Ladros do czasów Dagor Bragollach (455 rok). Po śmierci ojca, który zginął w walce z siłami Morgotha, obaj przyłączyli się do stryja Barahira, który wraz z garstką wojowników desperacko bronił się w górach Dorthonionu. Po pięciu latach ciągłych potyczek z orkami, Baragund i Belegund zginęli wraz z pozostałymi Edainami, gdy jeden z nich, Gorlim, zdradził położenie ich kryjówki nad jeziorem Tarn Aeluin.
Córką Baragunda była Morwena, natomiast dzieckiem Belegunda – Ríana.

### Barahir
Wspominają o nim także bohaterowie  Władcy Pierścieni, zwykle w zwrocie dotyczącym jego syna (Beren, syn Barahira).
Był synem Bregora, bratem Bregolasa. Żył na obszarze krainy Ladros. Poślubił Emeldirę i miał z nią syna, Berena.
Podczas bitwy Dagor Bragollach (455 rok), na czele grupy wojowników, walczył w pobliżu Przełomu Sirionu. Gdy w tej okolicy, na moczarach Serech, król Nargothrondu Finrod został otoczony przez orków, Barahir pośpieszył mu z pomocą i uratował go. Wówczas Finrod dał mu swój pierścień jako znak przyjaźni i obietnicę pomocy w potrzebie. Barahir powrócił potem do Dorthonionu, jako prawowity wódz plemienia, ponieważ Bregolas zginął. Mimo iż większość ludności uciekła stamtąd, nadal toczył desperacką walkę z żołdakami Morgotha na tym obszarze.
Wkrótce sytuacja stała się tak ciężka, że resztki kobiet i dzieci pod wodzą Emeldiry opuściły Dorthonion. W tym czasie większość wojowników Barahira zginęła i u jego boku zostało już tylko dwunastu towarzyszy. Byli to: syn Beren, jego bratankowie Baragund i Belegund oraz Dagnir, Dairuin, Radhruin, Ragnor, Gildor, Gorlim, Arthad, Urthel i Hatholdir. Cała grupa ukrywała się opodal jeziora Tarn Aeluin i kontynuowała walkę z orkami przez następne pięć lat.

Wyjęci spod prawa, odarci ze wszelkiej nadziei, tworzyli oddział desperatów, nie mogli bowiem uciec i nie chcieli się poddać (…) wycofali się między jałowe góry ponad linie lasów i błąkali się (…) byle jak najdalej od szpiegów i złych czarów Morgotha.

W końcu jednak Gorlim został pojmany przez orków, a Sauron nakłonił go do zdrady. Tak więc Barahir i jego ludzie zginęli, gdy w nocy okrążyli ich i zaatakowali żołdacy Morgotha. Przeżył tylko Beren, którego nie było tego wtedy w kryjówce. Gdy tam powrócił, mógł tylko pogrzebać ojca i podążyć za orkami, by odzyskać ojcowski pierścień.
Imię Barahir znaczy Pan wieży.

### Baran
Był synem Bëora i towarzyszył mu w wędrówce z Eriadoru do Beleriandu. Gdy ojciec pozostawił plemię, wstępując na służbę u Finroda, Baran objął przywództwo. Resztę życia spędził na obszarze Estoladu.
Jego synem był Boron.

### Beren
Był potomkiem Bëora. Żył zapewne na terenie Dorthonionu. Miał córkę imieniem Emeldira.
Imię Beren znaczy Odważny.

### Boromir
Był synem Borona i po jego śmierci objął przywództwo nad Pierwszym Rodem. Od królów Ñoldorów otrzymał jako lenno obszar zwany Ladros w Dorthonionie, gdzie osiedliła się większość członków plemienia. Boromir był zatem pierwszym władcą tego regionu. Jego synem był Bregor.
Imię Boromir jest formą mieszaną języków quenya i sindarin; znaczy Czerwony klejnot.

### Bregolas
Poza Quenta Silmarillion wzmianki na jego temat znajdują się w tekście Narn i Hîn Húrin.
Był starszym synem Bregora, bratem Barahira. Po śmierci ojca objął władzę nad plemieniem i krainą Ladros. Podczas Dagor Bragollach (455 rok) stanął, na czele swoich ludzi, do walki z wojskami Morgotha i poległ, walcząc u boku władców elfów, Aegnora i Angroda.
Miał trójkę dzieci: synów Baragunda i Belegunda oraz córkę Bereth.
Imię Bregolas prawdopodobnie znaczy Szybki liść.

### Bregor
Był synem Boromira. Po śmierci ojca przejął władzę nad plemieniem i krainą Ladros. Miał dwóch synów: Bregolasa oraz Barahira.

### Bëor
Był przywódca plemienia Edainów, które od jego imienia nazwano Rodem Bëora. Urodził się w 262 roku.
Poprowadził swój lud z dotychczasowych siedzib, położonych gdzieś w Eriadorze, dalej na zachód. Edainowie ci przeprawili się przez góry Ered Luin i w ten sposób, w 310 roku, dotarli jako pierwsi ludzie do Beleriandu.
W Ossiriandzie Bëor i jego towarzysze spotkali króla Finroda Felagunda. Przywiązawszy się do monarchy, podążyli za nim w głąb Beleriandu i osiedlili się w krainie Estolad. Gdy Finrod postanowił wrócić do Nargothrondu, Bëor wstąpił na służbę królewską i podążył razem z nim. Władzę nad plemieniem wcześniej przekazał swemu najstarszemu synowi Baranowi. Nigdy już nie wrócił do Estoladu. Resztę życia spędził wśród elfów. Zmarł śmiercią naturalną w Nargothrondzie.

Wówczas to (…) Eldarowie po raz pierwszy przekonali się, jak szybko przemija życie człowieka, i zobaczyli śmierć ze znużenia życiem, której Pierworodni nie znali. (…) Beor wszakże rozstał się z życiem bez protestu i odszedł spokojnie, Eldarowie zaś zdumiewali się dziwnym losem człowieczym, gdyż nie znajdowali w swej wiedzy jego wyjaśnienia i był on dla nich tajemnicą.

Zwano go też Bëorem Starym, bowiem dożył sędziwego wieku wśród ówczesnych Edainów.
Imię Bëor pochodzi z ich języka i znaczy Wasal. Nadali mu je współplemieńcy po tym, jak wstąpił na służbę u Finroda. Natomiast wcześniej nosił imię Balan.

### Emeldira
Była córką Berena. Poślubiła Barahira i urodziła mu syna, który nosił imię po dziadku.
Gdy Dorthonion został opanowany przez siły Morgotha po bitwie Dagor Bragollach (455 rok), Emeldira poprowadziła kobiety i dzieci z plemienia do Brethilu, choć sama była gotowa pozostać i walczyć.
Znana jako Emeldira o Sercu Męża.

### Gorlim
Jeden z dwunastu towarzyszy Barahira na wygnaniu.
Miał żonę Eilinel którą kochał, i o którą dbał, lecz pewnego dnia wracając z bitwy z orkami napotkał swój dom opustoszały i ograbiony przystał do kompanii Barahira, gdzie wyróżniał się większą niż inni desperacją. Jako że nie dowierzał, że jego żona umarła, często w nocy wyprawiał się do swojego dawnego domu. O tych eskapadach dowiedział się Sauron i wysłał swoje oddziały, by go złapali. Zdało mu się wtedy, że widzi swoją żonę w oknie i słyszy jej głos użalający się na męża, jak się okazało była to iluzja, która sprawiła, że Gorlim został schwytany. Przyprowadzono go na Tol Sirion zwaną wtedy Tol-in-Gaurhoth. Sauron chciał wydostać od niego informacje o kryjówce Barahira, więc Gorlim został poddany ciężkim torturom. W końcu mężczyzna zgodził się wyjawić kryjówkę banitów, jeśli Sauron wypuści jego i jego żonę. Po przekazaniu informacji Gorlim został zabity przez Saurona, który powiedział mu też, że jego żona dawno nie żyje.
Duch Gorlima objawił się Berenowi we śnie, gdzie miał przekazać mu w pełni całą opowieść o jego zdradzie, by ten mógł ostrzec ojca.
Po tych wydarzeniach zyskał przydomek nieszczęsny.

### Ríana
Poza Quenta Silmarillion postać ta pojawia się w tekstach O Tuorze i jego przybyciu do Gondolinu, Narn i Hîn Húrin i w opartej na drugim z nich powieści Dzieci Húrina.
Była córką Belegunda. Żyła w Ladros do czasów bitwy Dagor Bragollach (455 rok). Po tej straszliwej klęsce opuściła Dorthonion, wraz z garstką uciekinierów po wodzą Emeldiry. Osiadła, podobnie jak część z nich, w Dor-lóminie. Była osobą łagodnego serca, kochającą przyrodę. Nie lubiła ani wojny, ani polowań.
W 473 roku poślubiła Huora, syna Galdora. Tylko przez dwa miesiące żyła z nim w szczęśliwym małżeństwie, bowiem Huor wyruszył na bitwę Nirnaeth Arnoediad i już nie wrócił. Dręczona niepokojem o męża, uległa szaleństwu i uciekła do puszczy. Od śmierci została ocalona przez grupę Elfów Szarych z Gór Mithrimu. W ich gościnie Ríana urodziła syna, Tuora i poprosiła gospodarzy, by nim się zaopiekowali. Wypowiedziała przy tym prorocze słowa:

(…) przepowiadam, bowiem że wielkie dobro wyniknie za jego sprawą dla elfów i ludzi.

Gdy elf Annael, przekazał jej wieść o tym, że Huor zginął i został pogrzebany w kurhanie Haudh-en-Ndengin, opuściła Hithlum. Przemierzyła całą równinę Anfauglith, dotarła do kurhanu i położywszy się na nim, zmarła.

## Haladinowie

### Haletha
Pojawia się w Silmarillionie. Pewne wzmianki na jej temat znajdują się w również Niedokończonych opowieściach.
Żyła w Pierwszej Erze. Była kobietą z ludu Edainów, przywódczynią plemienia Haladinów, córką Haldada, bliźniaczą siostrą Haldara.
Urodziła się i wychowała w Thargelionie. Okazała się silną i dumną dziewczyną. Z ojcem i bratem walczyła w obronie ostrokołu, położonego w widłach Ascaru i Gelionu, gdzie schroniła się większość Haladinów przed najazdem orków. Gdy ojciec i brat zginęli, Haletha podtrzymywała oblężonych na duchu. Kiedy w końcu orkowie wdarli się za ostrokół, nadciągnęła odsiecz: elfowie pod wodzą Caranthira, syna Fëanora, którzy wybili orków. Caranthir, doceniając męstwo Haladinów, zaoferował Halecie opiekę i ziemie położone bardziej na północy, lecz dziewczyna odrzuciła ta propozycję.
Haladinowie wkrótce wybrali Halethę na wodza i za jej przewodnictwem przenieśli się do Estoladu. Jednak Haletha postanowiła wyruszyć dalej na zachód, mimo niechętnego nastawienia większości plemienia. Powiodła Haladinów przez rzeki Celon i Aros, a następnie trasą pomiędzy Doriath a Ered Gorgoroth. Była to bardzo niebezpieczny obszar i plemię poniosła znaczne straty idąc tamtędy, (…) niejeden Haladin żałował, że dał się pociągnąć na tę wędrówkę, teraz wszakże nie miał już możliwości odwrotu. Dotarłszy na obszar królestwa Nargothrondu część Haladinów osiadła w rozproszeniu na równinie Talath Dirnen, reszta zaś podążyła za Halethą do lasu Brethil. Król Thingol niechętnie pozwolił im się tam osiedlić w zamian za strzeżenie przeprawy przez rzekę Teiglin.
Haletha resztę życia spędziła w Brethilu. Po śmierci pochowano ją pod kurhanem Haudh-en-Arwen. Nigdy nie wyszła za mąż i nie miała potomstwa, więc wodzem plemienia został jej bratanek Haldan.
Od imienia przywódczyni Haladinowie nazywani byli Ludem Halethy.
Wedle niektórych relacji Haletha otaczała się ponoć gwardią przyboczną, złożoną z kobiet wojowniczek.
Jej imię pochodzi z mowy Haladinów.

### Barach
Pojawia się w Niedokończonych opowieściach w opowiadaniu Wierny Kamień, w  rozdziale O Drúedainach.
Mieszkał w głębi lasu w odległości dwóch mil od najbliższej wioski z żoną i dziećmi obok siedziby Wosa Aghana.

### Brandir
Pojawia się w Silmarillionie, Narn i Hîn Húrin oraz opartej na nim książce Dzieci Húrina.
Był synem Handira. W młodości przez nieszczęśliwy wypadek pokiereszował sobie nogę i kulał przez resztę życia.Po śmierci ojca, w latach 496–501 przewodził Haladinami z Brethilu. Wzniósł Ephel Brandir. Do końca 496 roku, tj. do czasu, kiedy w strony zamieszkane przez Haladinów przybył Túrin Turambar, Brandir unikał kontaktów ze sługami Morgotha.
Brandir przyjął i uzdrowił Niënor. Zakochał się w niej, lecz ona wolała Turambara. Na jego rzecz stopniowo tracił władzę i popularność. Gdy Túrin zabił Glaurunga, Brandir myślał, że Turambar nie żyje i że uda mu się uciec z Niënor, lecz ona pobiegła do miejsca domniemanej śmierci swego męża. Słysząc słowa Glaurunga, mówiącego o tym, że jest siostrą Túrina, skoczyła do Teiglinu. Brandir poszedł z powrotem do ludu Halethy, by poinformować ich o tych zdarzeniach, a po drodze zabił Dorlasa. Lecz Túrin wrócił, bo nie był martwy, lecz zamroczony krwią smoka. Nie chciał wierzyć w zeznania Brandira. Pomiędzy mężczyznami wywiązała się kłótnia, a Túrin w szale zabił przeciwnika.
Nosił przydomek Kulawy.

### Dorlas
Poza Quenta Silmarillion pojawia się także w tekście Narn i Hîn Húrin oraz w opartej na nim powieści Dzieci Húrina.
Był wojownikiem i przewodził tym Haladinom z Brethilu, którzy chętnie wyprawiali się przeciw orkom.
W 496 roku, na czele znacznego oddziału, zasadził się przy przeprawie przez Teiglin na maszerujących ze zdobytego Nargothrondu żołdaków Morgotha. Haladinowie liczyli na to, iż uda im się odbić jeńców, jednak na samym początku walki orkowie wymordowali więźniów, wśród których była księżniczka Finduilas. Nim zmarła, zdołał wyjawić swoje imię ludziom Dorlasa, którzy pochowali ją pod kurhanem Haudh-en-Elleth.
W jakiś czas potem, ponowienie walcząc z orkami, Dorlas i jego wojownicy zostali otoczeni przez nieprzyjaciół, ale z opresji uratował ich Túrin. Jako że zaczął wypytywać o Finduilas, przywódca opowiedział mu o losie księżniczki i zaprowadził go do jej grobu. Tam Túrin zemdlał i zdawało się, że umarł. Haladinowie (poznawszy po mieczu Gurthangu, iż jest to wódz Mormegil z Nargothrondu) zanieśli go do swej siedziby, Ephel Brandir. Po wyleczeniu przez pewien czas Túrin razem z nimi często stawał do walki z orkami.
Dorlas, będąc zwolennikiem otwartej wojny, namówił go później, by po ślubie z Niënor powrócił do wojaczki. Nie podobało się to Brandirowi, wodzowi plemienia, który sprzeciwiał się śmiałym wyprawom przeciw orkom, nie mogąc zresztą w nich uczestniczyć, był bowiem kulawy.
Gdy w 501 roku Glaurung zaczął zbliżać się do Brethilu, Dorlas zgłosił Túrinowi gotowość wzięcia udziału w ze smokiem i przy tej okazji potraktował wzgardliwie kalekiego Brandira, obecnego na naradzie. W końcu obaj wojownicy, wraz z ochotnikiem Hunthorem, ruszyli nocą ku Teiglinowi, by stawić czoło smokowi. Gdy jednak zbliżyli się do parowu, którym płynęła rzeka, Dorlas stchórzył. Uciekł i ukrył się w lesie. Gdy później spotkał go Brandir, doszło między nimi do gwałtownej sprzeczki. W jej wyniku Dorlas zginął z ręki Brandira.
Imię Dorlas pochodzi z sindarinu lub z mowy Haladinów.

### Haldad
Był ojcem Halethy i Haldara. Gdy Haladinowie zostali zaatakowani przez orków w Thargelionie, zorganizował obronę. W widłach rzek Ascar i Gelion wzniósł ostrokół, gdzie schronili się członkowie plemienia. Haldad kierował obroną tego miejsca przed żołdakami Morgotha dopóki nie zginął, podczas jednej z wycieczek za ostrokół.

### Haldan
Był synem Haldara i bratankiem Halethy. Po jej śmierci objął przywództwo nad pelemieniam w Brethilu.

### Haldar
Był synem Haldada, bratem Halethy. Podczas oblężenia ostrokołu Haladinów w Thargelionie przez orków, rzucił się, by bronić ciała zabitego ojca, lecz sam również zginął z rąk przeciwników.
Jego synem był Haldan.

### Haldir

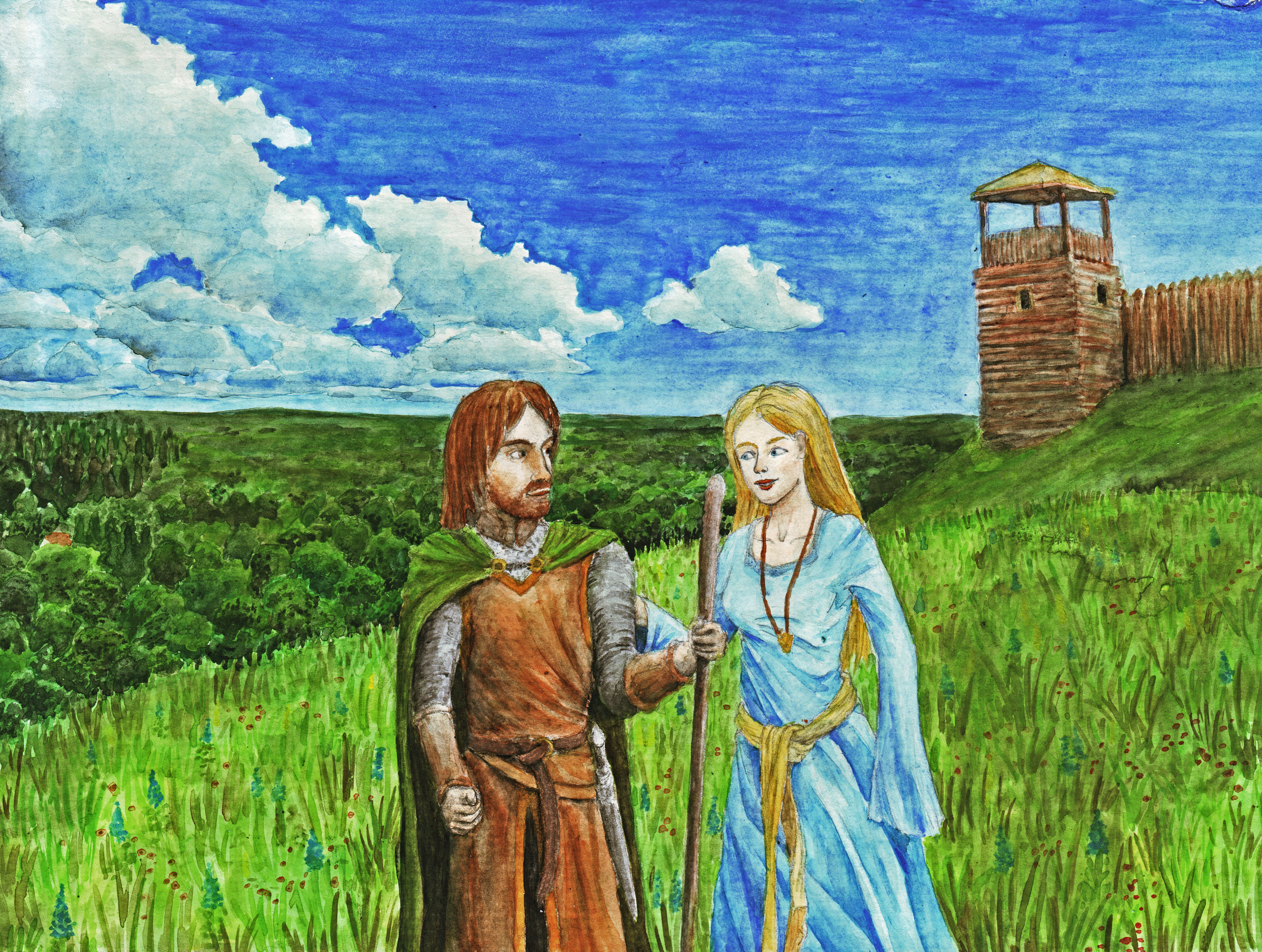
Matěj Čadil, Haldir and Glóredhel

Poza Quenta Silmarillion postać ta pojawia się także w tekście Narn i Hîn Húrin i w opartej na nim powieści Dzieci Húrina.
Był synem Halmira, bratem Harethy. Poślubił Glóredhelę, córkę Hadora. Miał z nią syna imieniem Handir. Pod opieką Haldira, przez pewien czas, wychowywali się w Brethilu jego siostrzeńcy: Húrin i Huor.
Po śmierci ojca i objęciu władzy nad plemieniem przyłączył się do Ligi Maedhrosa, której celem było pokonanie Morgotha. Haldir, wraz z zastępem Haldinów, wziął udział w bitwie Nirnaeth Arnoediad (473 rok). Zginął w walce na równinie Anfauglith, osłaniając odwrót armii Fingona spod Angbandu.
Imię Haldir pochodzi z mowy Haladinów lub z sindarinu. W tym drugim przypadku znaczy Wysoki mąż.

### Haretha
Była córką Halmira. Poślubiła Galdora z Dor-lóminu, syna Hadora. Urodziła mu dwóch synów, Húrina i Huora.
Imię Haretha pochodzi z języka Haladinów.

### Hunthor
Postać ta pojawia się w Silmarillionie, Niedokończonych opowieściach i Dzieciach Hurina.
Jeden z Haladingów żyjących w Pierwszej Erze w Brethilu, krewniak Brandira Kulawego. Wraz z Túrinem wyruszył zabić Glaurunga. Zginął pod Cabed-en-Aras uderzony spadającym kamieniem w głowę.

## Ród Hadora

### Aerina
Była blisko spokrewniona z Húrin Thalionem, władcą Dor-lóminu. Była córką Indora. Zamieszkiwała Dor-lómin.
Została zmuszona do ślubu wbrew jej woli przez Easterlinga Broddę po tym, jak został on władcą Hithlumu. W tajemnicy pomagała żonie Húrina, Morwenie, po bitwie Nirnaeth Arnoediad, i za tę pomoc była bita przez swego męża.
Kiedy Túrin powrócił do Dor-lóminu, zaproponowano mu gościnę w jej domu. Dowiedział się od Aeriny, że jego matka i siostra wyruszyły do Doriathu.
Trochę później Túrin zabił Broddę i innych Easterlingów, przypieczętowując tym los Aeriny. Zaproponował jej, że weźmie ją ze sobą i przeeskortuje do Doriathu, ale ona odmówiła, mówiąc, że jest pewne, że umrze w dziczy, jak to, że tutaj stoi.
Thomas Honegger w swej analizie postaci tolkienowskich zwraca szczególną uwagę na relacje Túrina z Aeriną i Asgonem, w związku z negatywnymi konsekwencjami jego uczynków.

### Andróg
Postać ta pojawia się w tekście Narn i Hîn Húrin i w opartej na nim powieści Dzieci Húrina.
Członek grupy banitów do których przystał Túrin. Andróg pochodził z Dor-Lominu, jednak przystał do banitów po tym, jak zabił kobietę i był ścigany w całym kraju. Zabił swoją strzałą syna krasnoluda Mîma, Khîma. Za ten czyn został przeklęty przez Mîma: miał umrzeć tak, jak jego syn – od swojej strzały. Tak też się stało: gdy orkowie odkryli siedzibę banitów w domostwie Mîma, Andróg próbując postrzelić ich z łuku, zadrasnął się zatrutą strzałą. Zdołał jednak uwolnić Belega z łańcuchów Mîma, zanim umarł.
Vogel i Sena przeanalizowali postępowanie bandyty Andróga, uznając je za podobne do działań orków.

### Algund
Postać ta pojawia się w tekście Narn i Hîn Húrin i w opartej na nim powieści Dzieci Húrina.
Był człowiekiem z Dor-Lóminu żyjącym w Pierwszej Erze. Po podbiciu całego Hithlumu przez Easterlingów uciekł i napotkał grupę banitów Gaurwaith, do których przystał. Był najstarszym jej członkiem. Zginął na Amon Rûdh podczas napadu orków na domostwo krasnoluda Mîma.

### Asgon
Postać ta pojawia się w tekście Narn i Hîn Húrin i w opartej na nim powieści Dzieci Húrina.
Był człowiekiem z Dor-Lóminu żyjącym w Pierwszej Erze. Uczestniczył w buncie Niewolników w domostwie Easterlinga Broddy. Następnie pomógł Túrinowi wydostać się z Dor-Lóminu.

### Dírhvael
Informacje na jego temat znaleźć można w przypisach dołączonych do Niedokończonych opowieści.
Był człowiekiem z Dor-Lóminu. Tolkien przypisywał mu spisanie Narn i Hin Hurin, które było jego jedynym dziełem. Był biegły w języku Elfów Szarych w którym też spisał swój utwór. Jego głównym zajęciem było zbieranie z różnych źródeł informacji o losach rodu Hadora. Miał zginąć podczas napadu synów Fëanora na Przystanie Sirionu.

### Forweg
Postać ta pojawia się w tekście Narn i Hîn Húrin i w opartej na nim powieści Dzieci Húrina.
Przywódca grupy banitów, Gaurwaith, do której przystał Túrin. Pochodził z Dor-Lóminu. Został zabity przez Túrina kiedy ten próbował złapać córkę Larnacha.

### Galdor Smukły
Poza Quenta Silmarillion postać ta pojawia się także w tekście Narn i Hîn Húrin oraz w opartej na nim powieści Dzieci Húrina.
Był synem Hadora, starszym bratem Gundora i Glóredheli. Ożenił się z Harethą, córką Halmira z Brethilu. Ich dziećmi byli Húrin i Huor.
Po śmierci ojca, w 455 roku, Galdor objął władzę nad plemieniem i Dor-lóminem. Siedem lat później zginął na murach twierdzy Barad Eithel, w czasie nagłego ataku orków – strzała jednego z napastników trafiła go w oko.
Zwano go też Galdorem Smukłym. Jego imię prawdopodobnie znaczy Zamożny.

### Gethron i Grithnir
Pojawiają się w tekście Narn i Hîn Húrin i w opartej na nim powieści Dzieci Húrina.
Dwaj żołnierze towarzyszący Túrinowi podczas jego wyprawy do Doriathu. Chociaż ich młodość przypadała na czasy Hadora to do tego czasu byli na tyle sprawni by móc mu towarzyszyć. Pierwszy z nich po przybyciu do królestwa Thingola zachorował i postanowił pozostać tam aż do śmierci. Drugi jednak powrócił do domu Morweny, gdzie dożył swoich ostatnich dni. Obaj pracowali wcześniej w gospodarstwie Morweny i najprawdopodobniej brali udział w bitwie pod Ethel Sirion.

### Glóredhela
Poza Quenta Silmarillion postać ta pojawia się także w tekście Narn i Hîn Húrin i w opartej na nim powieści Dzieci Húrina.
Była córka Hadora Lórindola, siostrą Galdora i Gundora. Poślubiła Haldira z Brethilu i urodziła mu syna, Handira. Zmarła w 473 roku, gdy dotarły do niej wieści o śmierci Haldira w bitwie Nirnaeth Arnoediad.
Imię Glóredhela pochodzi z sindarinu, składa się ze słów glór – złoto i edhel – elf.

### Gundor
Był młodszym synem Hadora Lórindola, bratem Galdora i Glóredheli. Poległ w bitwie Dagor Bragollach, walcząc u boku ojca pod murami twierdzy Barad Eithel.

### Hador Lórindol
Poza Quenta Silmarillion postać ta wspominana jest także w tekście Narn i Hîn Húrin i w opartej na nim powieści Dzieci Húrina.
Był przywódcą plemienia Edainów, które od jego imienia nazwano Rodem Hadora. Urodził się w 389 roku.
Jego ojcem był Hathol. W młodości Hador służył w armii Noldorów i stał się jednym z domowników króla Fingolfina, który bardzo go cenił i lubił. Około 425 roku otrzymał od tego monarchy jako lenno krainę Dor-lómin w Hithlumie. Osiedlił się tam wraz z większością swego plemienia. Powszechnie uważano go za najmożniejszego ze władców wszystkich Edainów.
Hador cieszył się wielką sympatią elfów przez całe życie, a Fingon podarował mu Smoczy Hełm, który chronił go podczas walk z żołdakami Morgotha. Jego czasy to okres największej świetności Edainów w Beleriandzie. Hador poniósł śmierć podczas bitwy Dagor Bragollach w 455 roku, walcząc w straży tylnej wojsk Fingolfina pod twierdzą Barad Eithel.
Od koloru swoich włosów nosił przydomek Lórindol – Złotowłosy. Zwano go też Hadorem Złotogłowym. Miał troje dzieci – synów Galdora i Gundora oraz córkę Glóredhelę.
Imię Hador pochodzi z sindarinu i znaczy w tej mowie Miotacz. Przydomek Lórindol jest również słowem sindarińskim.

### Huor
Poza Quenta Silmarillion pojawia się także w tekście Narn i Hîn Húrin i w opartej na nim powieści Dzieci Húrina.
Był synem Galdora i Harethy, młodszym bratem Húrina. Urodził się w 444 roku.
Bracia przez pewien czas wychowywali się w Brethilu, u wuja Haldira. W trakcie pobytu tam, mimo młodego wieku (miał trzynaście lat) Huor wziął udział w jednej z bitew między Haladinami a orkami. Podczas walki obaj bracia zostali odcięci od reszty swoich towarzyszy. Musieli uciekać przed przeciwnikami aż do brodu Brithiach. Nie dostali się do niewoli, bowiem pomocy udzielił im sam Ulmo, który zesłał gęsta mgłę. Skryci w niej synowie Galdora dotarli na teren Dimbaru. Błąkających się wśród pustkowi i szczytów gór Crissaegrim wypatrzyły orły Thorondora i zaniosły do Gondolinu. Tam przez blisko rok, Huor i Húrin przebywali otoczeni opieką oraz życzliwością króla Turgona. Ostatecznie jednak wyprosili u monarchy zgodę na opuszczenie ukrytego królestwa. Obaj złożyli przysięgę, iż nie wyjawią nikomu położenia Gondolinu i orły zaniosły ich do Dor-lóminu.
W późniejszych latach, Huor niewątpliwie uczestniczył w walkach z wojskami Morgotha. Wyróżniał się, w przeciwieństwie do brata, wysokim wzrostem i uznawano go za jednego z najroślejszych ludzi swoich czasów.
W 473 roku poślubił Ríanę, córkę Belegunda. Zaledwie dwa miesiące później, wyruszył z Húrinem na bitwę Nirnaeth Arnoediad. Gdy klęska sił Ñoldorowie i ich sojuszników była już przesądzona, Huor wespół z bratem nakłonił Turgona do wycofania się, by choć jego oddziały nie zostały zniszczone przez siły Morgotha. Wypowiedział wtedy prorocze słowa:

Widzę to, królu, oczyma śmierci. Rozstaniemy się tutaj na zawsze i nigdy już nie ujrzę białych ścian twojego grodu, lecz z ciebie i ze mnie weźmie początek nowa gwiazda.

Następnie, razem z Húrinem, na czele resztek ludzi z Dor-lóminu, osłonił odwrót wojsk Gondolinu, po czym Edainowie zajęli pozycję przy moczarach Serech. Desperacko bronili się, pozbawieni szans na ocalenie i tam zginął Huor, zraniony w oko zatrutą strzałą.

### Sador
Informacje na jego temat można znaleźć w Dzieciach Húrina i Niedokończonych opowieściach.
Jeden ze służących Húrina w Dor-Lóminie wraz z nim wyruszył na wojnę, lecz został odesłany do pracy w lesie. Gdy znowu nastały niespokojne czasy Sador wyruszył wraz ze panem i jego ludźmi do Eithel Sirion, gdzie stoczyli wygrany bój z orkami. Jednak Sador z powodu kontuzji został znów odesłany do domu i znów zaczął pracować jako drwal i wtedy to okaleczył sam siebie biorąc zły zamach siekierą i trafiając siebie w nogę i nabawił się martwicy. Sador nadal pracował wtedy jako rzemieślnik wyrabiając rzeczy z drewna. Zaprzyjaźnił się z Túrinem który wołał na niego Labadal, czyli Skokostopy. Gdy Easterlingowie podbili Dor-Lómin Sador uciekł, nie chcąc żyć pod ich jarzmem. Co jakiś czas odwiedzał panią Panią Aerinę krewniaczkę Hurina i żonę Easterlinga Broddy, która była skłonna pomagać członkom swojego ludu. Sador zginął na skutek ran podczas gdy Túrin wzniecił bunt niewolników w domostwie Broddy w ramach zemsty za to co się stało.

### Urwena Lalaith
Informacje na jej temat można znaleźć w Silmarillionie, Niedokończonych opowieściach i w Dzieciach Húrina.
Urodziła się w 466 roku Pierwszej Ery, zmarła w 469 roku. Była kobietą z Trzeciego Rodu Edainów, córką Húrina Thaliona i Morweny Eledhwen (z Pierwszego Rodu Edainów), siostrą Túrina Turambara i Niënor.
Jest bardziej znana pod imieniem Lalaith, co w sindarinie znaczy Śmiech. Przydomek uzyskała od strumienia Nen Lalaith. Jako że miała złote włosy mówiono o niej dziecię elfów. Była pogodnym i wesołym dzieckiem. Túrin lubił strzec jej tak, by go nie widziała. Gdy Zły Dech dotarł do Dor-lóminu, rodzeństwo zachorowało, a Urwena zmarła. Od tej pory nie mówiono już o niej Lalaith, ponieważ ucichł śmiech w tym domu.

## Inni Edainowie

### Aerandir, Falathar i Erellont
Byli żeglarzami z Przystani Sirionu, trzema marynarzami, którzy towarzyszyli Eärendilowi w jego wyprawach. Razem z nim opłynęli na Vingilocie wszystkie morza Ardy, a później dotarli razem z wodzem i Elwingą do Amanu. Tam też rozstali się z Eärendlilem oraz Elwingą, gdy ten ruszył stawić się przed obliczem Valarów. Nigdy więcej ich nie zobaczyli. Później Eönwë, herold Manwego, nakazał im wsiąść do innej łodzi, którą wiatr pchnął daleko, na wschód Śródziemia. Ich dalsze losy pozostają nieznane.
Imię Aerandir znaczy Morski Wędrowiec.

### Larnach
Postać ta pojawia się w tekście Narn i Hîn Húrin i w opartej na nim powieści Dzieci Húrina.
Był jednym z leśnych ludzi żyjących w krainie na południe od Teiglinu. Był ojcem kobiety, którą ścigali Andróg i Forweg. Kiedy Túrin zabił Forwega, córka Larnacha zaproponowała mu gościnę u ojca w domu mówiąc, że ten szczodrze nagradza za dwie wilcze głowy. Dzięki zeznaniom Larnacha Beleg Cuthalion domyślił się, że Túrin jest w grupie banitów i gdzie ucieka.

### Ulrad
Postać ta pojawia się w tekście Narn i Hîn Húrin i w opartej na nim powieści Dzieci Húrina.
Był członkiem grupy banitów, Gaurwaith. Przyjaźnił się z mężczyzną którego zabił Túrin by wkupić się do bandy. Ulrad jawnie sprzeciwiał się przyjęciu go do bandy. Miał wykonać egzekucję na Belegu, kiedy złapali go banici. Zginął na Amon Rhud podczas napadu orków na dom krasnoluda Mîma.

### Malach
Syn Maracha. Przez czternaście lat przebywał w Hithlumie gdzie nadano mu imię Aradana. Dziadek Hadora Złotowłosego i ojciec Hathola.

### Marach
Przodek Hadora Złotowłosego. Przeprowadził swój lud przez Ered Luin. Osiedlił się w Estoladzie i pozostał tam do śmierci.

## Númenorejczycy

### Almarian
Postać drugoplanowa z tekstu Aldarion i Erendis, królowa Númenoru, małżonka Tar-Meneldura.
Żyła w drugiej połowie I tysiąclecia Drugiej Ery. Była córka Vëantura, żeglarza i kapitana númenorejskiej floty. Miała złociste włosy i była bardzo urodziwa. Poślubiła Tar-Meneldura, który w 740 roku Drugiej Ery został piątym władcą wyspy. Miała z nim troje dzieci: Anardila, później znanego pod imieniem Aldarion oraz córki Ailinelę i Almielę.
Przez wiele lat Almarian wspierała swego ukochanego syna w realizacji jego żeglarskich zamierzeń. Starała się przy tym powstrzymywać męża przed ograniczaniem zapędów jego następcy. Właśnie Almarian zauważyła Erendis i uważała, że będzie ona dobrą żoną dla Aldariona. Później, gdy małżeństwo to uległo jednak rozpadowi, opiekowała się wnuczką Ancalimë, którą bardzo rozpieszczała.
Imię Almarian pochodzi z quenyi.

### Aratan
Postać wymieniana w tekście Pierścienie Władzy i Trzecia Era, pojawia się także w Klęsce na polach Gladden; drugi syn Isildura.
Żył na przełomie Drugiej i Trzeciej Ery. Razem z pozostałymi członkami rodziny uciekł przed upadkiem Númenoru w 3319 roku Drugiej Ery. Następne lata spędził w Gondorze i wziął udział w wojnie Ostatniego Sojuszu z Sauronem (lata 3429–3441 Drugiej Ery). Podczas oblężenia Barad-dûr (3434–3441 Drugiej Ery) przebywał wraz z bratem Ciryonem w Minas Ithil, strzegąc tej warowni przed niespodziewanym atakiem wroga.
Isildur zabrał go ze sobą i swoimi pozostałymi synami, gdy wyruszył objąć rządy w Arnorze. Aratan poległ w bitwie na polach Gladden, próbując pomóc Ciryonowi.
Jego imię pochodzi z quenyi i znaczy w tej mowie Królewski człowiek.

### Beregar
Człowiek z Ziem Zachodnich Númenoru. Był potomkiem rodu Beöra, mężem Núneth i ojcem Erendis. Nieznana jest data jego narodzin i śmierci.

### Ciryatur
Postać wzmiankowana w tekście Historia Galadrieli i Celeborna; admirał floty Númenoru.
Żył za czasów Tar-Minastira (XV–XIX wiek Drugiej Ery). W 1700 roku Drugiej Ery dowodził wielką wyprawą, wysłaną przez tego władcę na pomoc Gil-galadowi, która przesądziła o wyniku wojny elfów z Sauronem.
Imię Ciryatur pochodzi z quenyi i znaczy w tej mowie Władca okrętów.

### Ciryon
Postać wymieniana w tekście Pierścienie Władzy i Trzecia Era, pojawia się także w Klęsce na polach Gladden; trzeci syn Isildura.
Żył na przełomie Drugiej i Trzeciej Ery. Uciekł wraz z ojcem i pozostałymi członkami rodziny przed upadkiem Númenoru w 3319 roku Drugiej Ery do Śródziemia, gdzie następne lata spędził w nowo założonym królestwie Gondoru. Walczył potem w wojnie Ostatniego Sojuszu z Sauronem (lata 3429–3441 Drugiej Ery). Podczas oblężenia Barad-dûr (3434–3441 Drugiej Ery) Ciryon przebywał wraz z bratem Aratanem w Minas Ithil, strzegąc tej warowni przed niespodziewanym atakiem sił Władcy Ciemności.
Poległ w bitwie na polach Gladden wraz z wszystkimi żołnierzami, którzy wraz z Isildurem maszerowali do Arnoru.
Imię Ciryon pochodzi z quenyi; zawiera cząstkę cir, która jest rdzeniem słowa cirya (statek).

### Elendur
Postać wzmiankowana w tekście Pierścienie Władzy i Trzecia Era, pojawia się także w Klęsce na polach Gladden, gdzie odgrywa ważną rolę; najstarszy syn Isildura.
Urodził się w 3299 roku Drugiej Ery. Wraz z ojcem i pozostałymi członkami rodziny, przeżył zagładę ojczystego Númenoru w 3319 roku. Następne lata spędził w królestwie Gondoru i uczestniczył w wojnie Ostatniego Sojuszu z Sauronem. W kolejnych starciach zwykle przebywał u boku Isildura, z wyjątkiem ostatniej walki na stokach Góry Przeznaczenia (3441 rok).
Po zwycięstwie nad Władcą Ciemności, jako że cieszył się pełnym zaufaniem Isildura, był jedną z nielicznych osób wiedzących o istnieniu Jedynego Pierścienia, władca bowiem nie rozgłaszał faktu posiadania tego magicznego klejnotu. Razem z braćmi Aratanem i Ciryonem towarzyszył mu w drodze na północ, do Arnoru, w 2 roku Trzeciej Ery. W trakcie bitwy na polach Gladden to on nakłonił ojca do ucieczki. Zginął jako jeden z ostatnich Dúnedainów.
Elendur był bardzo podobny do swego dziadka, Elendila, zarówno pod względem charakteru, jak i wyglądu. Miał zadatki na wybitnego władcę.
Jego imię pochodzi z quenyi i znaczy w tej mowie Przyjaciel elfów lub Miłujący gwiazdy (ewentualnie Oddany gwiazdom).

### Erendis
Główna bohaterka tekstu Aldarion i Erendis; królowa Númenoru, małżonka Tar-Aldariona.
Urodziła się w 771 roku Drugiej Ery, była córką Beregara i Núneth. Jako piękna, młoda dziewczyna zakochała się w następcy tronu Númenoru, Aldarionie, a rodzice uznali, że to dobry wybór. Aldarion podarował jej diament ze Śródziemia, który nosiła na srebrnym pasku na czole. Od tego czasu nazwano ją  Tar-Elestirnë, co znaczy Pani z Gwiazdą na Skroni. Zanim doszło do zaręczyn i ślubu, musiało upłynąć wiele lat, gdyż Aldarion wypływał w dalekie podróże. Chociaż lubiący Erendis ojciec Aldariona – król Tar-Meneldur – próbował go przekonać do założenia rodziny, nie udało mu się to.
Kiedy zostali małżeństwem, w 873 roku urodziła mu córkę, Ancalimë. Przez pewien czas żyli razem szczęśliwie, lecz Erendis zaczęła nienawidzić morza, które Aldarion darzył coraz większym uczuciem. Czasami zabierała swoją córkę i podróżowała z nią do swojego macierzystego regionu Númenoru, Emerië. Kiedy Tar-Aldarion wrócił z długiej podróży, okazało się, że ich separacja stała się trwała. Zażądał oddania córki, co Erendis niechętnie zrobiła. Przez długie lata żyli w nieszczęściu, nie mogąc się pogodzić, co uniemożliwiały podróże Tar-Aldariona, obowiązki króla i jego dłuższe życie odziedziczone przez półelfickich przodków. Erendis zginęła w 985 roku, najprawdopodobniej topiąc się w morzu.

### Gimilkhâd
Postać z Akallabêth, nieco więcej informacji na jej temat zawarto w Dynastii Elrosa; młodszy brat Tar-Palantira.
Urodził się w 3044 roku Drugiej Ery, był drugim synem króla Ar-Gimilzôra i królowej Inzilbêth. Od dzieciństwa ulubieniec ojca, przewyższył go później pychą, bezwzględnością i despotyzmem. Stale skłócony z Tar-Palantirem, podczas jego rządów stał na czele stronnictwa tzw. Ludzi Króla i sprzeciwiał się woli monarchy, zarówno otwarcie, jak i skrycie. Gimilkhâd zmarł w 3243 roku, dość wcześnie jak na członka długowiecznego rodu Elrosa. Jego synem był Ar-Pharazôn.
Imię Gimilkhâd pochodzi z języka adûnaickiego.

### Hallacar
Postać ta pojawia się w Niedokończonych opowieściach.
Był synem Hallatana z Hyarastorni w Númenorze i wywodził się z Rodu Elrosa. Ożenił się z Tar-Ancalimë i miał z nią syna Tar-Anáriona, jednak małżeństwo było nieszczęśliwe. Nieznana jest data jego urodzin i śmierci.

### Ohtar
Postać wzmiankowana we Władcy Pierścieni oraz tekście Pierścienie Władzy i Trzecia Era. Pojawia się w Klęsce na polach Gladden; giermek Isildura.
Żył na przełomie Drugiej i Trzeciej Ery. Był bliskim towarzyszem Isildura i zarazem jego krewnym. Przeżył upadek Númenoru. Następne lata spędził zapewne w Gondorze. Walczył w wojnie Ostatniego Sojuszu z Sauronem (lata 3429–3441).
Ohtar był członkiem oddziału, który towarzyszył Isildurowi w drodze do Arnoru, w 2 roku Trzeciej Ery. Na samym początku bitwy na polach Gladden król, ogarnięty złymi przeczuciami, powierzył mu szczątki Narsila, rozkazując ocalenie ich za wszelką cenę. Ohtar, wraz z dwoma towarzyszami, zbiegł z pola walki i po długiej wędrówce dotarł z mieczem do Imladris (3 rok Trzeciej Ery).
Słowo Ohtar, pod jakim znany jest ten Dúnadan najprawdopodobniej nie jest imieniem. Pochodzi z quenyi i znaczy w tej mowie Żołnierz, Wojownik. Mianem tym określano wszystkich w pełni wyćwiczonych żołnierzy númenorejskich, którzy nie zasłużyli jeszcze na miano rycerza.

### Soronto
Urodzony 799 roku Drugiej Ery. Data jego śmierci nie jest znana. Był synem Olchaldora i siostry Tar-Aldariona, Ailinel. Gdyby Tar-Ancalimë nie wyszła za mąż za Hallacara (co zrobiła z przymusu), zostałby królem Numenoru. Soronto nigdy się nie ożenił i umarł bezdzietnie.

### Vëantur
Postać z tekstu Aldarion i Erendis; númenorejski żeglarz, teść Tar-Meneldura.
Urodził się w 451 roku Drugiej Ery. Był znakomitym żeglarzem i za panowania za panowania Tar-Elendila piastował godność Kapitana Statków Króla.
W 600 roku jako pierwszy Númenorejczyk dotarł do brzegów Śródziemia na swym statku Entulessë. Zawinął do Mithlondu, gdzie został przyjaźnie powitany przez Gil-galada i Círdana, co zapoczątkowało wieloletnią przyjaźń pomiędzy Númenorejczykami oraz Eldarami ze Śródziemia. Na Emyn Beraid spotkał się też z ludźmi z Eriadoru, spokrewnionymi z Edainami. Do Númenoru powrócił jesienią 601 roku.
W ciągu następnych lat wielokrotnie podróżował do Mithlondu. Jego córką była Almarian, która poślubiła Tar-Meneldura. Vëantur szczególnie upodobał sobie swego wnuka, Anardila. Spędzał z nim wiele czasu i uczył go żeglarskiego rzemiosła. Wraz z Anardilem, wybrał się w swoją ostatnią podróż do Śródziemia na statku Númerrámar (lata 725 – 727). Później nigdy więcej nie już opuścił Númenoru, a swój okręt oddał wnukowi. Data jego śmierci jest nieznana.
Imię Vëantur pochodzi z quenyi.

## Czarni Númenorejczycy

### Rzecznik Saurona
Postać z Władcy Pierścieni, sługa i poseł Saurona.

### Herumor i Fuinur
Dwaj Czarni Númenorejczycy, którzy doszli do wielkiej władzy w Haradzie, po przybyciu Elendila do Śródziemia.

## Dúnedainowie Północy
Dúnedainami byli monarchowie Arnoru i królestw powstałych po jego rozpadzie, oraz ich potomkowie:
a także potomkowie niektórych mieszkańców Arnoru, Arthedainu, Cardolanu i Rhudauru:

### Dírhael
Postać epizodyczna z Historii Aragorna i Arweny, fragmentu Dodatku A (Kronik królów i władców); dziadek Aragorna.
Żył pod koniec III tysiąclecia Trzeciej Ery. Dúnadan z Eriadoru, potomek Aranartha, pierwszego z Wodzów Dúnedainów. Być może był jednym ze Strażników Północy.
Poślubił Ivorwenę i miał z nią córkę, Gilraenę. Początkowo był przeciwny jej małżeństwu z Arathornem II, ze względu na młody wiek Gilraeny. Oprócz tego, jako że był obdarzony darem jasnowidzenia, spodziewał się rychłej śmierci Arathorna. Pod wpływem żony zmienił jednak zdanie i zezwolił na ślub.
Imię Dírhael pochodzi z sindarinu.

### Gilraena
Postać z Historii Aragorna i Arweny, fragmentu Dodatku A (Kronik królów i władców); matka Aragorna.
Urodziła się w 2907 roku Trzeciej Ery. Była córką Dírhaela i Ivorweny. W 2929 roku zaślubiła Arathorna II. Dwa lata później urodziła mu syna, Aragorna II. Po śmierci męża (2933 rok) zamieszkała w Rivendell, gdzie wychowywała syna. Gdy Aragorn dorósł i ruszył w świat (2954 rok), powróciła do swego domu położonego gdzieś w Eriadorze. Syn odwiedzał ją, aż do jej śmierci w 3007 roku.
Gilraena słynęła ze swej urody i dlatego nazywano ją Gilraeną Piękną. Po swoich rodzicach odziedziczyła, w pewnym stopniu, dar jasnowidzenia.
Jej imię pochodzi z sindarinu. Znaczy w tej mowie Wędrująca gwiazda lub Kobieta z włosami ozdobionymi siatką z wplecionymi klejnotami.
W ekranizacji Władcy Pierścieni, w reżyserii Petera Jacksona, przedstawiono rozmowę Aragorna z Elrondem, przy grobie Gilraeny w Rivendell, która ma miejsce przed wyruszeniem Drużyny Pierścienia. Ta krótka scena nie ma literackiego pierwowzoru, została wymyślona przez scenarzystów i włączoną ją do wersji reżyserskiej filmu Drużyna Pierścienia, wydanej na DVD.

### Halbarad
Postać epizodyczna z Powrotu króla; Strażnik Północy, jedyny znany z imienia (poza Wodzami Dúnedainów). Żył w czasach Wojny o Pierścień.
Był spokrewniony z Aragornem II. Przez wiele lat, razem z pozostałymi Strażnikami potajemnie pilnował granic Shire’u. Być może był jednym z tych Dúnedainów, którzy próbowali przy Brodzie Sarn powstrzymać Czarnych Jeźdźców przed wjazdem do kraju hobbitów w 3018 roku Trzeciej Ery.
W następnym roku Halbarad, na czele Szarej Drużyny, wyruszył do Rohanu, by dołączyć do Aragorna. Jako jego chorąży przebył całą Ścieżkę Umarłych i szlak przez południowe prowincje Gondoru aż po Minas Tirith. Poległ w bitwie na polach Pelennoru.
Jego imię pochodzi z sindarinu i znaczy w tej mowie Wysoki jak wieża.

### Ivorwena
Postać epizodyczna z Historii Aragorna i Arweny, fragmentu Dodatku A (Kronik królów i władców); babka Aragorna.
Żyła pod koniec III tysiąclecia Trzeciej Ery. Była Dúnadanką z Eriadoru, żoną Dírhaela i matką Gilraeny. Przekonała męża do wyrażenia zgody na ślub córki z Arathornem II, bowiem, obdarzona jasnowidztwem, stwierdziła, iż związek ten może przynieść nadzieję Dúnedainom w zbliżających się mrocznych czasach.
Imię Ivorwena pochodzi z sindarinu.

### Malbeth
Postać wspomniana przez bohaterów powieści w Powrocie króla. Więcej informacji na jej temat znajduje się w Dodatku A (Kronikach królów i władców).
Żył pod koniec II tysiąclecia Trzeciej Ery. Był doradcą króla Araphanta i zarazem jasnowidzem. Z racji tego daru Malbethem Wieszczkiem.
Przepowiedział imię i przyszłość syna Araphanta, Arvedui. Był też autorem proroctwa o dziedzicu Isildura i Ścieżce Umarłych, które wypełnił Aragorn podczas Wojny o Pierścień.
Imię Malbeth pochodzi z sindarinu i znaczy w tej mowie Złote słowa.

## Dúnedainowie Gondoru
Dúnedainami byli monarchowie Gondoru, ich namiestnicy oraz większa część ich krewnych:
a także niektórzy spośród mieszkańców Gondoru:

### Adrahil
Postać epizodyczna z tekstu Cirion i Eorl; gondorski możnowładca, przedstawiciel książęcego rodu z Belfalas, znanego później jako książęta Dol Amrothu.
Był jednym z wyższych dowódców wojsk Południowego Królestwa. Podczas bitwy na Dagorlad w 1944 roku Trzeciej Ery miał pod swoją komendą lewe skrzydło armii. Zapewne walczył też w Bitwie o Obóz. Jego synem był Imrazôr.
Imię Adrahil pochodzi z języka adûnaickiego.

### Angamaitë i Sangahyando
Postacie z Dodatku A (Kronik królów i władców); przywódcy Korsarzy z Umbaru, zawzięcie walczących z Gondorem.
Byli prawnukami Castamira. Na czele swoich oddziałów zaatakowali i złupili w 1634 roku Trzeciej Ery portowe miasto Pelargir, zabijając przy tym króla Minardila.
Imiona Angamaitë i Sangahyando pochodzą z quenyi. Pierwsze z nich znaczy w tej mowie Żelaznoręki, drugie natomiast Ten, który miażdży tłum.

### Artamir
Postać wzmiankowana w Dodatku A (Kronikach królów i władców), występuje też w tekście Cirion i Eorl; następca tronu Gondoru.
Był starszym synem króla Ondohera. Razem z ojcem ruszył na wyprawę przeciw Woźnikom w 1944 roku Trzeciej Ery i u jego boku poległ w bitwie na Dagorlad. Ciała Artamira nigdy nie odnaleziono.
Jego imię pochodzi z quenyi i oznacza Szlachetny klejnot.

### Berúthiel
Postać z przysłowia wspomnianego w Drużynie Pierścienia. Przez długi czas nie pojawiała się w żadnym innym tekście, o czym Tolkien wspominał w swoich listach.

We Władcy Pierścieni nie wspomina się chyba o niczym, co nie istnieje w legendach napisanych przed jego powstaniem, a przynajmniej należących do wcześniejszego okresu – poza „kotami królowej Berúthiel”.

W końcu jednak powstał krótki zarys opowieści o niej, który Ch. Tolkien zamieścił w przypisie do tekstu Istari; królowa Gondoru, małżonka Falastura.
Żyła w drugiej połowie I tysiąclecia Trzeciej Ery. Była osobą nikczemną i samotną, nie kochaną przez męża. Nienawidziła morza, w którym rozmiłowany był Falastur, jak również wszelkiej ludzkiej działalności, żywych barw czy misternych ozdób. Ubierała się tylko w czerń i biel. Mieszkała w Domu Króla w Osgiliath, którego nigdy nie opuszczała. Ściany tego pałacu pozostawiła gołe, natomiast w ogrodzie, między cisami i cyprysami, umieściła upiorne rzeźby.
Umiała czytać w myślach swoich kotów, dziewięciu czarnych i jednego białego, które dręczyła i wysyłała na przeszpiegi. Znała dzięki temu wszystkie sekrety królestwa. Ludzie bali się tych kotów i przeklinali zwierzęta, ilekroć trafili na nie. W bliżej nieznanych okolicznościach została skazana przez męża na wygnanie, a jej imię wymazano z Księgi Królów. Berúthiel została umieszczona na statku, wraz ze swymi kotami. Ostatni raz okręt ten widziano w pobliżu Umbaru. Jej dalsze losy pozostają nieznane.
W Śródziemiu zachowało się powiedzenie o kotach królowej. Przytoczył je Aragorn, mówiąc o zdolnościach Gandalfa, podczas wędrówki Drużyny Pierścienia przez Morię:

Lepiej umie znajdować wśród nocy drogę do domu niż koty królowej Berúthiel.

Imię Berúthiel pochodzi z sindarinu i znaczy w tej mowie Królowa kobieta.

### Estelmo
Postać z tekstu Klęska na polach Gladden.
Żył na przełomie Drugiej i Trzeciej Ery. Był giermkiem Elendura. Wraz z nim i eskortą towarzyszył Isildurowi w drodze do Arnoru. Podczas bitwy na polach Gladden był świadkiem ostatniej rozmowy Elendura z ojcem. Ogłuszony w walce, został odnaleziony żywy pod ciałem swego pana.

### Faramir
Postać wzmiankowana w Dodatku A (Kronikach królów i władców), występuje też w tekście Cirion i Eorl; książę Gondoru.
Żył pod koniec II tysiąclecia Trzeciej Ery. Był synem króla Ondohera, około trzy lata młodszym od następcy tronu Artamira.
W 1944 roku, w obliczu najazdu Woźników, ojciec mianował go regentem i pozostawił w stolicy, Minas Anor. Jednak Faramir w przebraniu dołączył do sojuszniczego oddziału Éothéodów i wziął udział w bitwie na Dagorlad. Podczas walki Éothéodzi zostali zepchnięci przez wroga w okolice Martwych Bagien. Tam nierozpoznany książę poległ w boju. Dopiero później odkryto jego prawdziwą tożsamość.
Imię Faramir jest formą mieszaną quenyi i sindarinu. Najprawdopodobniej znaczy Klejnot wśród myśliwych.

### Fíriel
Postać z Dodatku A (Kronik królów i władców); królowa Arthedainu, małżonka Arvedui, dziedziczka tronu Gondoru.
Żyła na przełomie II i III tysiąclecia Trzeciej Ery. Była córką Ondohera, króla Gondoru. Miała dwóch braci – Artamira i Faramira.
W 1940 roku poślubiła Arvedui, następcę Araphanta. Urodziła mu kilku synów, z których najstarszym był Aranarth. Po śmierci Ondohera z synami w bitwie na Dagorlad, Arvedui, powołując się na prawa małżonki do korony, próbował zostać uznanym za władcę Gondoru, ale jego roszczenia zostały odrzucone.
Losy Fíriel po upadku Arthedainu i śmierci męża w 1975 roku nie są znane. Być może resztę życia spędziła w Lindonie lub Rivendell.
Jej imię pochodzi z sindarinu i znaczy w tej mowie Śmiertelna kobieta.

### Imrahil
Imrahil (ur. w 2955 roku TE, zm. w 34 roku CE) był Dúnadanem, dwudziestym drugim księciem Dol Amrothu. Był synem Adrahila. Miał dwie siostry: Ivriniel i Finduilas. Godność książęcą objął po śmierci ojca w 3010 roku. Piastował ją do końca swego życia, przez 45 lat. Podczas Wojny o Pierścień przyprowadził dla wsparcia Minas Tirith oddział konnych rycerzy i siedmiuset piechurów (w sumie 1200 żołnierzy). W potyczce pod twierdzą uratował życie Faramirowi. Po załamaniu się namiestnika Denethora II wraz z Gandalfem kierował obroną miasta. W bitwie na polach Pelennoru dowodził wojskami Gondoru. Po samobójczej śmierci namiestnika Imrahil przejął władzę w Minas Tirith. Był jednym z dowódców Armii Zachodu w bitwie pod Czarną Bramą. Po zwycięstwie nad Sauronem brał udział w uroczystościach na Polach Cormallen i koronacji króla Elessara.
W Zjednoczonym Królestwie zajmował nadal wysoką pozycję – zasiadał w Wielkiej Radzie Gondoru i dowodził wojskami królestwa podczas wypraw wojennych.
Podczas Wojny o Pierścień zaprzyjaźnił się z Aragornem i Éomerem, który w 3021 roku Trzeciej Ery poślubił jego córkę, Lothíriel. Następcą Imrahila był najstarszy syn, Elphir. Książę miał jeszcze dwóch synów – Erchiriona i Amrothosa.
Imrahil był mężczyzną wysokiego wzrostu, miał siwe oczy i ciemne włosy. W jego żyłach płynęła krew elfów.
Imię Imrahil pochodzi z języka adûnaickiego.

### Minohtar
Postać z tekstu Cirion i Eorl; dowódca wojsk Gondoru.
Żył pod koniec II tysiąclecia Trzeciej Ery. Był synem córki króla Calimehtara, siostrzeńcem Ondohera. Znano go jako doświadczonego żołnierza.
W Armii Północy, podczas bitwy na Dagorlad, dowodził prawym skrzydłem. Po śmierci króla Ondohera przejął dowodzenie nad całością sił. Na czele straży tylnej próbował powstrzymać kolejne natarcie Woźników, by osłonić odwrót gondorskich żołnierzy. Mimo początkowych sukcesów został pokonany i poległ, trafiony strzałą.
Imię Minohtar pochodzi z quenyi.

### Morwena
Postać wymieniona w tekście The Heirs of Elendil.
Żyła w Trzeciej Erze. Była córką namiestnika Gondoru Belecthora I, siostrą Orodretha. Wyszła za mąż i założyła rodzinę. Jej wnukiem był namiestnik Egalmoth.
Imię Morwena pochodzi z sindarinu i znaczy w tej mowie Ciemna dziewczyna, ewentualnie Ciemna pani.

### Morwena z Lossarnach
Postać z Dodatku A (Kronik królów i władców). Nieco więcej informacji o niej zawarto w komentarzu do Klęski na polach Gladden; królowa Rohanu, małżonka Thengla.
Urodziła się w 2922 roku Trzeciej Ery. Jej ojciec pochodził z Belfalas i był spokrewniony z książętami Dol Amrothu. Przeniósł się jednak do Lossarnach, gdzie urodziła się Morwena. W 2943 roku poślubiła Thengla, dziedzica tronu Rohanu. Żyjąc z nim w Gondorze urodziła mu troje dzieci, między nimi jedynego syna, Théodena. W 2953 roku, gdy Thengel został królem, udała się z nim do Rohanu. Powiła mu tam jeszcze dwie córki, ostatnią z nich była Théodwina. Data jej śmierci jest nieznana.
Morwena słynęła ze swej urody, wdzięku i dumy, dlatego Rohirrimowie nadali je miano Kwiat ze stali.

### Ornendil
Postać z Dodatku A (Kronik królów i władców).
Był starszym synem króla Gondoru Eldacara. U boku ojca walczył w obronie Osgiliath podczas Waśni Rodzinnej. Gdy miasto padło w 1437 roku Trzeciej Ery, Ornendil dostał się do niewoli i został stracony na rozkaz Castamira.
Imię Ornendil pochodzi z quenyi i znaczy w tej mowie Przyjaciel drzew (ewentualnie Kochający drzewa, Oddany drzewom).

## Éothéodzi
Poniżej przedstawiono wodzów Éothéodów w kolejności ich panowania.

### Marhwini
Postać z tekstu Cirion i Eorl, pierwszy wódz Éothéodów.
Był synem Marhariego. Po podboju Rhovanionu przez Woźników w 1856 roku Trzeciej Ery poprowadził większość zbiegów – nazwanych odtąd Éothéodami – do doliny Anduiny. Osiedlili się między rzeką Gladden a Samotną Skałą.
Przez dłuższy czas nie byli znani w Gondorze, aż Marhwini zawarł sojusz z królem Calimehtarem. Przekazywał mu informacje o zagrożeniu ze strony Woźników, jak i o przygotowywanym przez siebie powstaniu podbitych Nortów w Rhovanionie, które miało wybuchnąć gdy najeźdźcy wyruszą na nową wyprawę. W bitwie na Dagorlad w 1899 roku, odegrał ważną rolę, przyczyniając się do zwycięstwa i zadając Woźnikom w czasie pościgu straty wielkości jednej trzeciej ich wyjściowej liczby. Mimo udzielenie wsparcia powstańcom, Marhwini nie odzyskał dawnych ziem i musiał powrócić do siedzib w dolinie Anduiny, gdzie spędził resztę życia.
Gdy zmarł, władzę nad plemieniem objął jego syn, Forthwini.
Imię Marhwini składa się z gockich słów marh (koń) i wini (przyjaciel).

### Forthwini
Postać z tekstu Cirion i Eorl.
Za swoich rządów musiał stawić czoła najazdom Woźników, którzy atakowali jego południowe ziemie, przedzierając się przez Przewężenie Mrocznej Puszczy lub poruszając się Wielką Rzeką. Ostrzegł też króla Ondohera przed planowaną przez nich agresją na Gondor i wysłał mu posiłki, które wzięły udział w bitwie na Dagorlad (1944 rok Trzeciej Ery).

### Frumgar
Postać z tekstu Ród Eorla, drugiej części Dodatku A (Kronik królów i władców), dołączonego do Powrotu króla.
W 1977 roku Trzeciej Ery, na wieść o upadku Angmaru, poprowadził swoje plemię z dotychczasowych siedzib, położonych między rzeką Gladden a Samotną Skałą, dalej na północ, w okolice źródeł Anduiny i podnóży Ered Mithrin. Powodem tej migracji był zarówno wzrost liczebności plemienia, jak i obawa przed zagrożeniem ze strony Dol Guldur. Dotarłszy na północ, Frumgar wyparł stamtąd resztki ludności Angmaru i nazwał nową siedzibę Éothéodem.
Jego synem i następcą był Fram.
Imię Frumgar (frumgār) po staroangielsku znaczy dosłownie pierwsza włócznia, co było zwrotem równoznacznym ze słowami książę, wódz.

### Fram
Postać z tekstu Ród Eorla, drugiej części Dodatku A (Kronik królów i władców), dołączonego do Powrotu króla.
Żył w dwudziestym pierwszym stuleciu Trzeciej Ery. Prawdopodobnie to on wzniósł gród Framsburg. Wsławił się zabiciem Scathy, smoka z Ered Mithrin. Dzięki temu zagarnął też skarb, zgromadzony przez bestię. Kiedy krasnoludowie wystąpili z roszczeniami do tych bogactw, Fram przesłał im naszyjnik wykonany z zębów Scathy, z następującymi słowami:

Takich klejnotów na pewno nie macie w swoim skarbcu, bo niełatwo je nabyć!

Podobno rozjuszeni tym krasnoludowie zabili wodza Éothéodów, lecz nie jest to pewna informacja. Jego potomkiem był Léod.
Imię Fram po staroangielsku znaczy niezłomny, silny, dzielny.

### Léod
Postać z tekstu Ród Eorla, drugiej części Dodatku A (Kronik królów i władców), dołączonego do Powrotu króla.
Urodził się w 2459 roku Trzeciej Ery. Za jego rządów obszar Éothéodu zaczął się przeludniać, bowiem znacznie wzrosła liczebności plemienia. Léod słynął z mistrzostwa w ujeżdżaniu dzikich koni. Gdy jednak próbował okiełznać mearasa Felarófa, został przez niego zrzucony i poniósł śmierć, uderzając głową o kamień (2501 rok).
Jego synem był Eorl.
Imię Léod po staroangielsku znaczy książę, było to poetyckie określenie.

## Rohirrimowie

### Baldor
Postać wspominana przez bohaterów Powrotu króla. Mowa o niej również w tekście Ród Eorla, drugiej części Dodatku A (Kronik królów i władców), dołączonego do tego tomu powieści; książę Rohanu.
Był najstarszym synem króla Brega, bratem Aldora i Eofora. Życie zakończył tragicznie, z powodu pochopnie złożonej przysięgi. W 2569 roku Trzeciej Ery, podczas uczty wydanej przez ojca z okazji zakończenia budowy pałacu Meduseld, będąc pod wpływem wina Baldor poprzysiągł, iż przejdzie Ścieżkę Umarłych i zbada jej tajemnice. Jeszcze tego samego roku podjął się tej wyprawy, lecz nigdy już nie powrócił.
Podczas Wojny o Pierścień Aragorn II, podążający wraz z Szarą Drużyną Ścieżką Umarłych, odkrył szczątki Baldora.
Imię Baldor po staroangielsku znaczy śmiałek.

### Ceorl
Postać epizodyczna z Dwóch wież; żołnierz Rohanu z czasów Wojny o Pierścień.
Był uczestnikiem bitew u brodów na Isenie, jakie Rohirrimowie stoczyli z wojskami Sarumana. Po drugiej batalii, Ceorl został wysłany naprzeciw oddziału z Edoras, by przekazać wieści o porażce. Udało mu się do niego dotrzeć. Przekazał swoje przesłanie królowi Théodenowi, ku swemu zaskoczeniu, bowiem nie spodziewał się spotkać monarchy. Dołączył do jego zastępu monarchy i niewątpliwie walczył w bitwie o Rogaty Gród, choć nie jest wspomniany w opisie batalii.
Imię Ceorl po staroangielsku znaczy bohater, szlachcic.

### Déorwine
Postać epizodyczna z Powrotu króla; dowódca Gwardii Królewskiej Théodena z czasów Wojny o Pierścień.
Stanowisko to objął najpewniej po bitwie o Rogaty Gród i śmierci poprzednika, Hámy. Brał udział w odsieczy Minas Tirith i zginął w bitwie na polach Pelennoru, walcząc u boku monarchy. Został wymieniony w rohańskiej pieśni, upamiętniającej zabitych w tej batalii.
Imię Déorwine znaczy po staroangielsku gorliwy przyjaciel lub też śmiały przyjaciel.

### Dúnhere
Postać epizodyczna z Powrotu króla, pojawia się także w tekście Bitwy u brodów na Isenie; pan Harrowdale z czasów Wojny o Pierścień.
Był krewnym Erkenbranda. Podczas najazdu sił Sarumana na Rohan walczył w pierwszej i drugiej bitwie u brodów na Isenie. Dzięki własnemu męstwu udało mu się przeżyć te przegrane starcia. Później brał udział w przeglądzie sił Rohanu w Dunharrow i w odsieczy Minas Tirith. Poległ w bitwie na polach Pelennoru. Został wymieniony w rohańskiej pieśni, upamiętniającej poległych w tej batalii.
Imię Dúnhere po staroangielsku znaczy wojownik ze wzgórz.

### Gléowine
Postać epizodyczna z Powrotu króla. Był nadwornym ministrelem Rohanu. Ułożył pieśń śpiewaną na pogrzebie króla Théodena.

### Elfhelm
Postać drugoplanowa z Powrotu króla, pojawiają się też w tekście Bitwy u brodów na Isenie; marszałek Rohanu z czasów Wojny o Pierścień.
Godność ta nosił od 3012 roku Trzeciej Ery. Dowodził garnizonem Edoras oraz jeźdźcami mobilizowanymi w okolicach stolicy (tzw. Zaciąg Edoras).
Podczas ataku Sarumana na Rohan, Elfhelm został wysłany ku brodom na Isenie, by wesprzeć oddziały Théodreda siłami czterech éoredów. Walczył więc w pierwszej bitwie u brodów, a w drugiej batalii, wraz z Grimboldem, dowodził całością sił Marchii. Odepchnięty przez wojska Sarumana na wschód, spotkał Gandalfa Białego, który poradził mu, by wycofał się do Edoras, aby strzec stolicy.
Elfhelm wziął następnie udział w odsieczy Minas Tirith. W bitwie na polach Pelennoru dowodził prawym skrzydłem. Gdy Armia Zachodu pod wodzą Aragorna II, wyruszyła na Morannon, marszałek pozostał w Minas Tirith, obejmując komendę nad 3000 Rohirrimami, którzy tam pozostali. Na ich czele rozbił oddziały Mordoru w Anórien. Po pokonaniu Saurona był obecny na koronacji Elessara. Później został przybocznym króla Éomera, który mianował go marszałkiem Wschodniej Marchii.
Imię Elfhelm po staroangielsku znaczy elfia ochrona.

### Elfhilda
Postać z tekstu Ród Eorla, drugiej części Dodatku A (Kronik królów i władców), dołączonego do Powrotu króla; królowa Rohanu.
Elfhilda była małżonką Théodena. Zmarła w 2978 roku Trzeciej Ery, przy narodzinach ich jedynego dziecka, Théodreda.

### Eofor
Postać wzmiankowana w Dodatku do tekstu Bitwy u brodów na Isenie; książę Rohanu.
Był trzecim, najmłodszym synem króla Brega. W 2569 roku Trzeciej Ery, gdy ojciec przeniósł stolicę do Edoras, otrzymał Aldburg jako własną siedzibę. Założył ród, boczną linię dynastii królewskiej. Jego potomkiem był Éomund ze Wschodniej Bruzdy.

### Éomund ze Wschodniej Bruzdy
Postać wspominana przez bohaterów Władcy Pierścieni, zwykle w zwrocie mówiącym o jego dzieciach (Éomer, syn Éomunda; Éowina, córka Éomunda). Nieco więcej informacji na jego temat zwarto w tekście Ród Eorla, drugiej części Dodatku A (Kronik królów i władców), dołączonego do Powrotu króla; pierwszy marszałek Rohanu.
Wywodził się z rodu Eofora, młodszego syna króla Brega. Jego przydomek, ze Wschodniej Bruzdy, odnosił się do regionu w którym zamieszkiwał. W 2989 roku Trzeciej Ery poślubił księżniczkę Théodwinę, córkę Thengla.
Éomund bronił głównie wschodniego pogranicza, zwalczając bandy orków z Mordoru i Isengardu, atakujących stadniny rohańskich koni. Był dzielnym, ale i porywczym wojownikiem. Zginął pod Emyn Muil w 3002 roku, gdy ścigając na czele garstki ludzi orków, wpadł w zasadzkę. Osierocił żonę i dwoje dzieci, Éomera oraz Éowinę.
Imię Éomund po staroangielsku znaczy chroniony przez konie.

### Éothain
Postać epizodyczna z Dwóch wież; Jeździec Rohanu z czasów Wojny o Pierścień.
Był jednym z członków éoredu marszałka Éomera (być może jego zastępcą). Uczestniczył w pościgu za bandą orków Uglúka, zakończoną bitwą na skraju Fangornu i wybiciem wszystkich przeciwników (29 lutego 3019 roku Trzeciej Ery). Gdy następnego dnia Rohirrimowie, wracający do Edoras, spotkali Aragorna, Legolasa i Gimliego, Éothain odnosił się do nich z wyraźną rezerwą. Doradzał Éomerowi pojmanie nieznajomych lub zostawienie w stepie, nie wierząc w ich słowa o poszukiwaniu hobbitów, które uważał za istoty z legend.
Imię Éothain po staroangielsku znaczy ten, któremu służą konie.

### Erkenbrand
Postać epizodyczna z Dwóch wież, pojawia się także w tekście Bitwy u brodów na Isenie; dziedzic Zachodniej Bruzdy i pan Helmowego Jaru z czasów Wojny o Pierścień.
W młodości służył jak oficer w Gwardii Królewskiej, ale później porzucił tę godność i osiadł w swoich włościach w Zachodniej Bruździe. Darzono go tam powszechnym szacunkiem. Jako doświadczony wojownik był najważniejszą osobistością w tym regionie.
Podczas najazdu Sarumana na Rohan, po śmierci księcia Théodreda, który poległ w pierwszej bitwie u brodów na Isenie, właśnie Erkenbrand objął dowództwo nad wojskami Marchii, broniącymi zachodniej granicy królestwa, posyłając także do Edoras prośbę o przesłanie posiłków. Umocnił i zaopatrzył na wypadek oblężenia Rogaty Gród. Następnie, na czele oddziału wyborowej piechoty, pośpieszył ku brodom na Isenie, których bronili Elfhelm i Grimbold. Nie zdążył jednak na czas tam dotrzeć i pozostał w stepie, gdy wojska Sarumana rozbiły Rohirrimów w drugiej bitwie u brodów. Odnalazł go jednak Gandalf Biały i razem pośpieszyli na odsiecz Helmowego Jaru, przyczyniając się do zwycięstwa w bitwie o Rogaty Gród.
Gdy król Théoden wyruszał na odsiecz Minas Tirith, pozostawił Erkenbranda w Rohanie jako dowódcę obrony kraju. Po Wojnie o Pierścień król Éomer mianował go marszałkiem Zachodniej Marchii.
Erkenbrand był mężczyzną wysokiego wzrostu i potężnej budowy ciała. Nosił czarny róg i czerwoną tarczę, zapewne były to charakterystyczne dla niego elementy wyposażenia.
Imię Erkenbrand po staroangielsku znaczy szlachetna żagiew.

### Fastred i Folcred
Postacie z tekstu Ród Eorla, drugiej części Dodatku A (Kronik królów i władców), dołączonego do Powrotu króla; książęta Rohanu.
Byli bliźniakami, synami króla Folcwine’a. Urodzili się w 2858 rok Trzeciej Ery. W wieku trzydziestu lat Fastred i Folcred stanęli na czele posiłków wysłanych przez ojca na pomoc Gondorowi, który zaatakowali Haradrimowie. Obaj zginęli w zwycięskiej bitwie u brodów na Porosie. Pochowano go ich w kurhanie Haudh in Gwanûr.
Imię Fasterd po staroangielsku znaczy pewna rada.

### Fastred, Harding, Herafara, Herubrand, Horn
Postacie wspomniane w Powrocie króla; Jeźdźcy Rohanu z czasów Wojny o Pierścień.
Wszyscy walczyli i polegli w bitwie na polach Pelennoru. Wymienia ich rohańska pieśń, upamiętniająca zabitych w tej batalii. Nic więcej o nich nie wiadomo, można domyślać się, iż pełnili funkcje dowódcze.
Ich imiona po staroangielsku mają następujące znaczenie: Fastred – pewna rada, Harding – siłacz, Herafara – wędrujący z wojskiem, Herubrand – płonący miecz, Horn – róg.

### Freca
Postać z tekstu Ród Eorla, drugiej części Dodatku A (Kronik królów i władców), dołączonego do Powrotu króla; rohański możnowładca.
Żył za panowania Helma. Choć z pochodzenia był bardziej Dunlendingiem niż Rohirrimem, podawał się za potomka króla Fréawine'a. Był bogatym wielmożą, posiadał liczne posiadłości w Dzikich Krajach Rohańskich i przewodził tamtejszej ludności. W pobliżu źródeł rzeki Adorn wzniósł własną warownię. Był powszechnie znany także ze swojej otyłości.
Helm nie ufał mu, lecz wzywał go na narady. Freca jednak zjawiał się tylko wedle własnego uznania i często lekceważył władzę monarchy. W czasie jednej z narad w 2754 roku Trzeciej Ery zażądał ręki córki króla dla swego syna, Wulfa. Gdy Helm odmówił, Freca obrzucił go obelgami i groźbami. Po zakończeniu narady, znieważony monarcha wyprowadził Frecę poza bramy Edoras i uderzył pięścią tak mocno, iż ten wkrótce potem umarł.
Imię Freca po staroangielsku znaczy śmiały mąż, wojownik, bohater.

### Gálmód
Postać wspomniana w Dwóch wieżach, w zwrocie mówiącym o jego synu (Gríma, syn Gálmóda); mieszkaniec Rohanu.
Był ojcem Grímy, doradcy króla Théodena. Nic więcej o nim nie wiadomo, przypuszczalnie można określić, iż żył w trzydziestym stuleciu Trzeciej Ery, zapewne za rządów Thengla.
Imię Gálmód po staroangielsku znaczy rozpasany.

### Garulf
Postać wspominana w Dwóch wieżach w rozdziale drugim.
Był członkiem eoreda Eomera. Wraz z nim zaatakował bandę orków Uglúka. Poniósł śmierć w tej bitwie i został pochowany pod kurhanem na skraju Fangornu. Dosiadał konia imieniem Hasufel którego potem otrzymał Aragorn.

### Gamling
Postać epizodyczna z Dwóch wież; starszy wiekiem Rohrrim, wojownik z załogi Rogatego Grodu w czasach Wojny o Pierścień. Być może był zastępcą Erkenbranda.
Wychowywał się w Zachodniej Bruzdzie, gdzie nauczył się popularnego tam jeszcze języka Dunlendingów. Nazywano go czasem Gamlingiem Starym.
Brał udział w bitwie o Rogaty Gród, w której walczył też jego młody wnuk. Mimo swojego wieku był dobrym wojownikiem. W trakcie walki pierwszy zauważył, iż grupa orków Sarumana sforsowała mur przez przepust Helmowego Potoku i poprowadził na nich zwycięskie natarcie. Kiedy mur został wysadzony, a Isengardczycy wdarli się do jaru, Gamling wycofał się, wraz z częścią wojowników, do jaskiń, gdzie skutecznie się bronili. Staremu wojownikowi udało się przeżyć całą batalię.
Imię Gamling (gameling) po staroangielsku znaczy starzec.
W trylogii filmowej Władca Pierścieni Petera Jacksona, pojawia się również postać nosząca imię Gamling, grana przez Bruce’a Hopkinsa. Jednak z powieściowym imiennikiem nie ma on wiele wspólnego, a jego losy są pomysłem scenarzystów.
Po raz pierwszy Gamling pojawia się w filmie Dwie wieże jako oficer gwardii króla Théodena. Jest jedynym ze wielu świadków uzdrowienia monarchy przez Gandalfa Białego w Edoras. Następnie uczestniczy w marszu do Helmowego Jaru i walczy w potyczce z wargami. Bierze również udział w batalii o Rogaty Gród.
W Powrocie króla Gamling praktycznie przez cały film towarzyszył Théodenowi – w Isengardzie, Edoras i Dunharrow. Walczy też w bitwie na polach Pelennoru (rozszerzona wersja filmu, wydana na DVD, zawiera dodatkową scenę walki z mûmakilami z jego udziałem).

### Grimbold
Postać epizodyczna z Powrotu króla, pojawia się także w tekście Bitwy u brodów na Isenie; marszałek Rohanu w czasach Wojny o Pierścień.
Pochodził z Zachodniej Bruzdy, miał swój dom w Grimslade.
Podczas najazdu sił Sarumana na Rohan, walczył w obu bitwach u brodów Isenie – w pierwszej był podkomendnym Théodreda, a w drugiej, razem z Elfhelmem, dowodził całością sił Rohirrimów. Odepchnięty przez wojska Sarumana na wschód, spotkał Gandalfa Białego, który poradził mu, by ze swymi ludźmi dołączył do Erkenbranda, spieszącego na odsiecz Rogatego Grodu.
Grimbold wziął następnie udział w wyprawie pod Minas Tirith. W bitwie na polach Pelennoru dowodził lewym skrzydłem, lecz poległ w walce. Został wymieniony w rohańskiej pieśni, upamiętniającej poległych w tej batalii.
Imię Grimbold po staroangielsku znaczy srogi, groźny.
W ekranizacji Władcy Pierścieni, reżyserowanej przez Petera Jacksona, postać tę zagrał Bruce Philips, który pojawia się w dwóch scenach filmu Powrót króla. Pierwsza z nich ma miejsce w Dunharrow, gdzie Grimbold informuje króla Théodena o liczbie wojowników przyprowadzonych z Zachodniej Bruzdy. Natomiast po raz drugi widzimy go tuż przed rozpoczęciem bitwy na polach Pelennoru, gdy monarcha nakazuje mu objąć dowództwo nad prawnym skrzydłem.

### Guthláf
Postać epizodyczna z Powrotu króla; chorąży Théodena.
Brał udział w odsieczy Minas Tirith, a być może wcześnie walczył w wojnie z Sarumanem. Poległ u boku monarchy w bitwie na polach Pelennoru. Został wymieniony w rohańskiej pieśni, upamiętniającej zabitych w tej batalii.
Imię Guthláf po staroangielsku znaczy ocalały z bitwy.

### Háma
Postać drugoplanowa z Dwóch wież; dowódca Gwardii Królewskiej Théodena z czasów Wojny o Pierścień.
Był zarazem strażnikiem wrót pałacu Meduseld w Edoras. To właśnie on, wraz z pozostałymi gwardzistami, powitał
Gandalfa Białego, Aragorna, Legolasa i Gimlego, gdy ci przybyli do stolicy, by spotkać się z władcą Rohanu (2 marca 3019 roku Trzeciej Ery). Háma przed wejściem do pałacu odebrał im wszelką broń, pozwolił jedynie czarodziejowi zachować jego laskę. Po uzdrowieniu króla, uwolnił Éomera, uwięzionego do tej pory za nieposłuszeństwo, choć monarcha wydał mu tylko rozkaz doprowadzenia przed swoje oblicze siostrzeńca. Nie został jednak za to ukarany, znano bowiem jego oddanie wobec Théodena.
Następnie Háma, wraz z resztą jeźdźców z okolic Edoras, wziął udział w wyprawie przeciw Sarumanowi. Poległ w bitwie o Rogaty Gród, broniąc bramy twierdzy, a orkowie porąbali jego ciało na kawałki. Po zwycięstwie Rohirrimowie pochowali Hámę w osobnej mogile, opodal murów twierdzy, a Théoden żegnał go z wielkim żalem i jako pierwszy rzucił grudę ziemi na grób dowódcy swej gwardii.
Imię Háma znaczy po staroangielsku domownik.
W ekranizacji Władcy Pierścieni, w reżyserii Petera Jacksona, rolę Hámy zagrał John Leigh. Postać ta pojawia się w filmie Władca Pierścieni: Dwie wieże, a jej losy zostały zmienione w stosunku do literackiego pierwowzoru. Tak więc Háma nie tylko u wrót Meduseld odbiera przybyszom broń, ale jest jednym ze świadków uzdrowienia monarchy. Ginie też wcześniej, nie w bitwie, lecz podczas potyczki z wargami, do której dochodzili w trakcie przemarszu ludności Edoras do Helmowego Jaru.

### Háma i Haleth
Postacie z tekstu Ród Eorla, drugiej części Dodatku A (Kronik królów i władców), dołączonego do Powrotu króla; książęta Rohanu.
Byli synami króla Helma. W czasie najazdu Dunlendingów i Korsarzy z Umbaru w 2759 roku Trzeciej Ery bronili kraju. Haleth poległ w trakcie szturmu na Edoras jako jeden z ostatnich obrońców. Natomiast Háma, wraz z ojcem i częścią wojsk schronił się w twierdzy Súthburg. Podczas Długiej Zimy, gdy trwało oblężenie, zdesperowany książę poprowadził mały oddział, wbrew woli Helma, na poszukiwanie prowiantu. Zginął wraz ze swoimi ludźmi w czasie zamieci śnieżnej.
Śmierć drugiego syna była przyczyną rozpaczy Helma, jego bezwzględności i – legendarnego potem – strachu, jaki roztaczało jego imię wśród przeciwników.
Imię Háma znaczy po staroangielsku domownik, natomiast Haleth (hæleþ) – mąż, wojownik, bohater.

### Hilda
Postać z tekstu Ród Eorla, drugiej części Dodatku A (Kronik królów i władców), dołączonego do Powrotu króla; księżniczka Rohanu.
Hilda była córką króla Grama i siostrą Helma. Nic bliższego o niej nie wiadomo, poza tym, że jej synem był Fréaláf.

### Théodred
Postać wspominana w Dwóch wieżach, pojawia się w tekście Bitwy u brodów na Isenie; książę Rohanu.
Był jedynym dzieckiem Théodena i Elfhildy, urodził się w 2978 roku Trzeciej Ery. Przed Wojną o Pierścień objął godność drugiego marszałka Marchii. Był człowiekiem energicznym i w pełni oddanym ojcu. Razem z zaprzyjaźnionym kuzynem Éomerem, starał się umniejszyć wpływ Grímy na Théodena.
W obliczu zagrożenia ze strony Sarumana i jego ataków na królestwo, Théodred samodzielnie przejął naczelne dowództwo. Dowodził wojskami Rohanu w pierwszej bitwie u brodów na Isenie, usiłując powstrzymać najazd wojsk Isengardu, lecz poniósł śmierć w tej batalii. Pochowano go na wyspie położonej na Isenie, przy brodach.
Imię Théodred po staroangielsku znaczy Porada dla ludu.
W ekranizacji Władcy Pierścieni, w reżyserii Petera Jacksona, postać tę zagrał Paris Howe Strewe. Losy księcia zostały znacznie zmienione w stosunku do literackiego pierwowzoru: w Dwóch wieżach Éomer przywozi do Edoras Théodreda, który został ciężko raniony w walce z orkami Sarumana. Syn Théodena wkrótce jednak umiera i zostaje pochowany w kurhanie, pod murami stolicy. W wersji reżyserskiej filmu, wydanej na DVD, dodano jeszcze sceny przedstawiające odnalezienie księcia na pobojowisku i jego pogrzeb w Edoras.

### Théodwina
Postać z tekstu Ród Eorla, drugiej części Dodatku A (Kronik królów i władców), dołączonego do Powrotu króla; księżniczka Rohanu.
Była ostatnim dzieckiem Thengla i Morweny z Lossarnach, urodziła się w 2963 roku Trzeciej Ery. Uważano ją za najpiękniejszą z królewskich córek.
Théodwina w 2989 roku poślubiła Éomunda ze Wschodniej Bruzdy. Urodziła mu dwoje dzieci, Éomera i Éowinę. W 3002 roku, po śmierci męża, zachorowała i zmarła.

### Wulf
Postać z tekstu Ród Eorla, drugiej części Dodatku A (Kronik królów i władców), dołączonego do Powrotu króla; samozwańczy król Rohanu.
Był synem Freci. Po śmierci ojca w 2754 roku Trzeciej Ery, musiał uciekać z kraju, gdyż Helm ogłosił go wrogiem królewskim. Udał się najpewniej do Dunlandu, gdzie zdobył znaczne poparcie i w 2758 roku poprowadził Dunlendingów, wspieranych przez Korsarzy z Umbaru, do ataku na Rohan. Zdobył Edoras i ogłosił się królem, choć nie zdołał pokonać wszystkich przeciwników, bowiem Rogaty Gród i Dunharrow przez całą Długą Zimę broniły się przed jego wojskami. Rządy Wulfa nie trwały długo – wiosną 2759 roku zginął zabity przez Fréaláfa, który z zaskoczenia uderzył na stolicę.

## Inni ludzie

### Ælfwine
Był Anglosasem, synem Éadwine'a i nieznanej z imienia celtyckiej kobiety z terenów dzisiejszej Kornwalii, potomkiem Elendila. Pojawił się we wczesnych wersjach tekstów Tolkiena, był pierwszoplanową postacią w Księdze zaginionych opowieści. Jako pierwszy po wielu tysiącleciach człowiek odnalazł Prostą Drogę i odwiedził Tol Eressëę.
Imię Ælfwine znaczy Przyjaciel elfów, a w języku staroangielskim jest odpowiednikiem imienia Elendil. Obecnie odpowiadają mu imiona Alvin i Elvis.
W opublikowanym Silmarillionie, w odróżnieniu od niektórych starszych dzieł, nie ma o nim wzmianki.

### Aghan
Wos pojawiający się w Niedokończonych Opowieściach w opowiadaniu Wierny Kamień.
Był przyjacielem Baraha z rodu Halethy. Znał się na sztuce uzdrawiania. Gdy w niebezpiecznych czasach jego brata zranili orkowie udał się w podróż do niego opuszczając Baracha którego chronił przed orkami. Na ten czas zostawił mu jeden z kamieni strażniczych, które wytwarzali Wosowie. Pewnej nocy kamień ożył i ochronił dom Baracha przed napadem bandy orków i zgasił płomienie podłożone pod dom własnymi stopami. Przez łączącą go więź z Aghanem ten po powrocie do domu miał ciężko poparzone stopy.
Historia Aghana miała być dowodem na to że kamienie strażnicze działały naprawdę.

### Barliman Butterbur
- Przekład Jerzego Łozińskiego – Chmielko Maślak

Był właścicielem gospody Pod Rozbrykanym Kucykiem w Bree. Został opisany jako mały, gruby i łysy człowiek o rumianej twarzy. W dniach 29-30 września 3018 Trzeciej Ery gościł w swojej karczmie Froda Bagginsa, Samwise’a Gamgee, Meriadoka Brandybucka i Peregrina Tuka, którzy wędrowali do Rivendell.
Był znajomym Gandalfa.

### Beorn

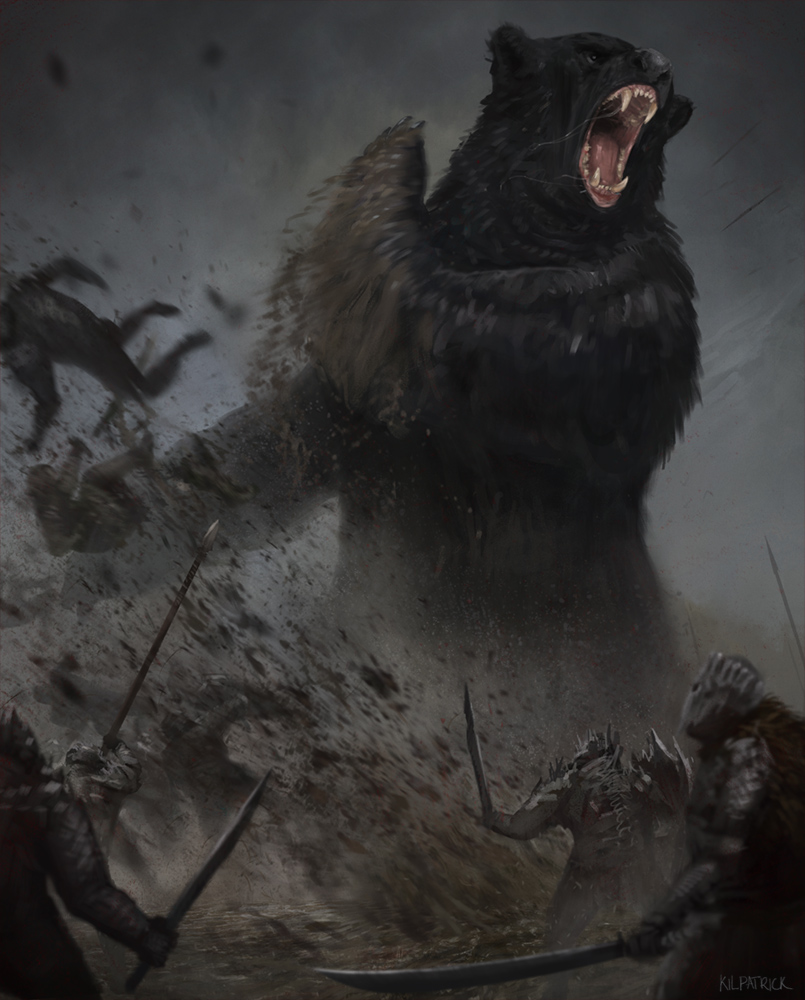
Wizja artystyczna Beorna

Pojawia się w Hobbicie. Parę informacji na jego temat można znaleźć we  Władcy Pierścieni.
Był człowiekiem z Doliny Anduiny, władcą Beorningów. Jak się zdaje, był potomkiem ludzi zamieszkujących Góry Mgliste, skąd zostali wyparci przez orków. Swoje domostwo miał w niedużym, dębowym lesie, położonym kilka mil na wschód od Carrock.
Hodował psy, owce i kuce (z którymi umiał rozmawiać) oraz wielkie pszczoły. Nigdy nie jadał mięsa, a żywił się głównie śmietaną i miodem. Był też znany ze znakomitych wypieków. Posiadał niezwykłą moc: potrafił przybierać postać wielkiego, czarnego niedźwiedzia. Na co dzień był wysokim, bardzo silnym mężczyzną o czarnych włosach i długiej, gęstej brodzie. Nie należał do osób szczególnie gościnnych i nie ufał obcym (mieszkał zresztą na dość niebezpiecznych terenach). Miał też niewielu przyjaciół, choć znał czarodzieja Radagasta. Łatwo wpadał w gniew i wtedy potrafił być straszny. Jednak w gruncie rzeczy był dobrym człowiekiem, a prawdziwą nienawiścią darzył jedynie orków i wargów, którzy nie ośmielali zapuszczać się na jego ziemie.
Podczas wyprawy do Ereboru Kompania Thorina II Dębowej Tarczy dotarła do domu Beorna. Gandalfowi udało się pozyskać jego zaufanie i wędrowcy mogli zatrzymać się u niego i nabrać sił (przebywali tam od 20 do 22 lipca 2941 roku Trzeciej Ery). Beorn wyposażył krasnoludów i hobbita Bilba Bagginsa w sprzęt oraz prowiant, udzielił im też paru pożytecznych porad. Pożyczył nawet Kompanii swoje kuce, na których mogli jechać, ale tylko do granic Mrocznej Puszczy. Później na wieść o śmierci smoka Smauga sam wyruszył do Ereboru, wiedząc zapewne o maszerującej tam armii orków. W trakcie Bitwy Pięciu Armii Beorn niespodziewanie włączył się do walki, walnie przyczyniając się do klęski goblinów. Sam zabił ich wodza, Bolga. Po zwycięstwie towarzyszył w drodze powrotnej Gandalfowi i Bilbowi, których gościł ponownie u siebie (przez całą zimę, aż do wiosny 2942 roku). W jakiś czas później został władcą Beorningów i panował nad obszarem rozciągającym się od Gór Mglistych po Mroczną Puszczę. Jego rządy upływały w spokoju. Synem i następcą Beorna był Grimbeorn.
Jego imię pochodzi z języka staronordyckiego, i znaczy niedźwiedź-wojownik.
W ekranizacji „Hobbita” zagrał go Mikael Persbrandt.

### Bill Ferny
W tłumaczeniu J. Łozińskiego Bill Paprotnik.
Był człowiekiem z Bree. Mieszkał w najdalej położonym domu w tym mieście. Szpiegował dla Sarumana w gospodzie „Pod Rozbrykanym Kucykiem”. To on doniósł o wydarzeniach w gospodzie kiedy Frodo podczas śpiewania piosenki przypadkowo nałożył Pierścień na palec. Gdy Meriadock próbował go szpiegować Ferny ogłuszył go i chciał porwać ale przeszkodził mu w tym Nob.

### Grimbeorn
Był człowiekiem z Doliny Anduiny, władcą Beorningów, synem Beorna. Przez bardzo długi czas rządził swoim ludem i dlatego zwano go Grimbeornem Starym. Na okres jego panowania przypadły wydarzenia Wojny o Pierścień, w której Beorningowie walczyli z orkami.

### Harry
Mieszkaniec Bree i odźwierny w tym mieście. To on wpuścił do miasta Froda Bagginsa, Meriadocka Brandynbucka, Peregrina Tuka, i Sama Gamgee.

### Władca Miasta na Jeziorze
Rządca Esgaroth, władał nim podczas wydarzeń z Hobbita. Człowiek chciwy i nikczemny. Kiedy po Bitwie Pięciu Armii Bard podarował mu część złota Ereboru, ten zamiast wykorzystać je na pomoc miastu, uciekł z nim i, opuszczony przez towarzyszy, zmarł na pustkowiu.
W ekranizacji zagrał go Stephen Fry.

## Bagginsowie
Liczna i bogata rodzina mieszkająca w Shire. Nazwa ta widocznie pochodzi z miejsca zamieszkania głowy rodziny, Bag End.
Rodzina Bagginsów żyła w Shire głównie w Hobbitonie lub niedaleko tego miasta. Zostali oni uznani jako przyzwoita rodzina aż do czasu, gdy Bilbo Baggins wyruszył z Kompanią Thorina do Ereboru.
Bagginsowie szukając swojej historii odkryli swój początek w zarejestrowaniu się Balba Bagginsa, który urodził się blisko Hobbitonu w 1167 roku według rachuby Shire (2767 Trzeciej Ery).

### Belladonna
Wzmianki o niej pojawiają się we Władcy Pierścieni i Hobbicie.
Pochodziła z rodziny Tuków. Urodziła się w 2852 roku Trzeciej Ery. Była dziewiątym dzieckiem Gerontiusa Tuka. Około 2880 roku poślubiła Bungo Bagginsa; Bilbo był ich jedynym dzieckiem. Zmarła w 2934 roku.

### Bungo
Wzmianki o nim pojawiają się we Władcy Pierścieni i Hobbicie.
Urodził się w 2846 roku Trzeciej Ery. Około 2880 roku ożenił się z Belladonną Tuk, z tego związku narodził się Bilbo Baggins. Wybudował rezydencję w Bag End. Zmarł w 2926 roku.

### Drogo
Wspominany przez bohaterów Władcy Pierścieni, zwykle w zwrocie mówiącym o jego synu (Frodo, syn Droga). Informacje na jego temat znajdują się w Dodatkach do trzeciego tomu powieści.
Postać ta nie występuje w ekranizacji powieści (reżyseria Peter Jackson).
- W angielskim oryginale – Drogo Baggins
- Przekład Marii Skibniewskiej – Drogo Baggins
- Przekład Jerzego Łozińskiego – Drogo Bagosz
- Przekład Marii i Cezarego Frąców – Drogo Baggins

Urodził się w 2908 roku Trzeciej Ery. Był pierwszym synem (drugim dzieckiem) Fosco Bagginsa i Ruby Bolger. Miał dwoje rodzeństwa: brata Duda i siostrę Dorę. Najprawdopodobniej mieszkał w Hobbitonie. Był bratem stryjecznym Bilba Bagginsa. Drogo poślubił Primulę i miał z nią syna, Froda. Cieszył się dobrą reputacją. Często wraz z żoną bywał u teścia Gorbadoka Brandybucka w Brandy Hallu, który słynął ze świetnej kuchni. W 2980 roku po jednym z posiłków u teścia, wraz z Primulą, wybrał się popływać po Brandywinie. Ich łódka wywróciła się i oboje utonęli.
Na temat tego wydarzenia krążyło później wiele plotek. Wedle nich łódka albo poszła na dno z racji ciężaru Droga, albo wręcz został on wepchnięty do wody przez żonę i pociągnął ją za sobą.

### Laura
Była babką Bilba i żoną Munga. Miała pięcioro dzieci: Bunga, Belbę, Longą, Lindę i Binga. Po śmierci męża została głową rodziny. Gdy umarła, została zastąpiona przez najstarszego syna, Bunga.

## Sackville-Bagginsowie

### Lobelia
Urodziła się w rodzie Bracegirdle w 2918 Trzeciej Ery, w Hardbottle, w Północnej Ćwiartce Shire. Jej mąż Otho był najbliższym krewnym i jedynym spadkobiercą Bilbo Bagginsa. Długo musiała jednak czekać na przejęcie Bag End. W czasie pierwszej wyprawy Bilba zamieszkała tam, jednak po jego powrocie musiała opuścić posiadłość. Po ostatecznym odejściu Bilba z Shire Lobelia wraz z rodziną została wydziedziczona, jednak mimo to próbowała przejąć kilka przedmiotów ukrytych w jej parasolce. W 3012 roku zmarł Otho. W 3018 roku kupiła Bag End od wyprowadzającego się Froda. Zamieszkała tam z synem, Lothem.
W czasie władzy Sarumana w Shire sprzeciwiła się jego sługom, którzy chcieli wykorzystać Bag End do własnych celów. Została zaaresztowana i wtrącona do więzienia. Kiedy Frodo Baggins uwolnił ją w 3019 roku, była bardzo osłabiona. Przygnębiona z powodu wieści o zabójstwie jej syna przez Grimę, oddała Bag End Frodowi i wróciła do Hardbottle. Kiedy umarła wiosną 3020 roku (mając ponad sto lat) darowała w spadku pieniądze hobbitom, którzy stracili domy w czasie trwania Wojny o Pierścień.
Megan N. Fontenot w artykule poświęconym Lobelii Sackville-Baggins uznaje, że mimo iż sprawia ona negatywne wrażenie i ma skłonność do kleptomanii, okazuje się ona ostatecznie niespodziewanie bohaterską postacią.

### Lotho
Urodził się w 2964 roku Trzeciej Ery. Był synem Lobelii i Otha. Miał jasne, rude włosy. W 3012 roku, kiedy zmarł jego ojciec, przejął od niego plantację ziela fajkowego w Południowej Ćwiartce. Niezadowolony z dochodów ze sprzedaży ziela, zaczął eksportować je poza Shire, najwięcej zaś do Sarumana, który usłyszał o zielu od Gandalfa. Wówczas Saruman zaczął wysyłać do Shire swoich agentów, aby zdobyli towary i informacje o tych ziemiach. W ten sposób udało mu się skorumpować Lotha i wielu innych hobbitów. Zdobywając w ten sposób majątek, Lotho wykupił większość plantacji, młynów, farm, zajazdów i innych majątków w Shire.
W 3018 roku Lotho przeniósł się do sprzedanego Bag End, zburzył Stary Młyn i zbudował na jego miejscu ceglany budynek ze specjalnymi urządzeniami, aby podnieść wydajność produkcji. Pod koniec tego roku wysłał transporty towarów poza granice Shire, powodując w ten sposób ich niedobór wśród hobbitów. W tym czasie do Shire przybywali ludzie, którzy zaczęli zabierać hobbickie towary w skrzyniach, a niektórzy zamieszkali tam, aby zbudować własne, nieestetyczne według hobbitów domostwa, wycinając przy tym wiele drzew. Na początku płacili za szkody i towary, z czasem zaczęli grabić. Lotho ogłosił się władcą Shire. Kiedy Frodo Baggins i jego towarzysze opanowali sytuację, okazało się, że Lotha zastąpił we władzy Saruman, a hobbit został zabity i być może zjedzony przez Grimę.

### Otho
Urodzony w 2910 roku Trzeciej Ery zmarł w 3012 roku Trzeciej Ery w wieku 102 lat.
Jego rodzicami byli Longo Baggins i Camellia Sackville. Był najbliższym krewnym Bilba i jego jedynym spadkobiercą do czasu adoptowania Froda. Ożenił się z Lobelią Sackville. Wraz z nią obsesyjnie pragnął posiąść Bag End, lecz po Bilbie dostał jedynie komplet srebrnych łyżeczek na jego sto jedenaste urodziny. Nie odwiedził więcej tego miejsca i zmarł kilka lat przed wykupieniem przez swą żonę domostwa Bilba.

## Bolgerowie

### Adaldrida
- W angielskim oryginale – Adaldrida Bolger
- Przekład Marii Skibniewskiej – Adaldrida Bolger
- Przekład Jerzego Łozińskiego – Adaldrida Boblik
- Przekład Marii i Cezarego Frąców – Adaldrida Bolger

Żyła w Trzeciej Erze. Pochodziła z rodziny Bolgerów. Poślubiła Marmadoka Brandybucka. Urodziła mu dwóch synów (Gorbadoka i Orgulasa) oraz dwie córki, nieznane z imienia. Jej potomkiem był Meriadok Brandybuck. Od czasu ślubu z Marmadokiem zapewne nosiła nazwisko Brandybuck.

### Estella
Estella Bolger urodziła się w 2985 roku Trzeciej Ery, zmarła w Czwartej Erze – hobbitka z Shire’u. Była córką Odovakara Bolgera i Rozamundy Tuk. Miała brata imieniem Fredegar. Była gościem na pożegnalnym przyjęciu Bilba Bagginsa (3001 rok). Po zakończeniu Wojny o Pierścień poślubiła Meriadoka Brandybucka (nieznana jest dokładna data ceremonii, być może miała miejsce już w Czwartej Erze). Urodziła mu syna, nieznanego z imienia. Nie wiadomo czy mieli więcej dzieci. Jej dalsze losy pozostają nieznane. Od czasu ślubu z Meriadokiem nosiła zapewne nazwisko Brandybuck.

### Fredegar
- W angielskim oryginale – Fredegar „Fatty” Bolger
- Przekład Marii Skibniewskiej – Fredegar „Grubas” Bolger
- Przekład Jerzego Łozińskiego – Fred „Grubcio” Boblik
- Przekład Marii i Cezarego Frąców – Fredegar „Grubas” Bolger

Urodził się w 2980 roku Trzeciej Ery jako syn Rozamundy i Odovakara. Był bratem Estelli. Fredegar był bliskim przyjacielem Froda Bagginsa. Razem z Merrym, Pippinem i Samem dowiedzieli się o Pierścieniu Froda i jego wędrówce do Rivendell. Uknuli spisek i w tajemnicy przed nim robili wszystko by pomóc mu w przygotowaniach. Fredegar był jedną z nielicznych osób, które wzięły udział w urodzinach Froda 22 września 3018 roku TE. Dzień później wraz z Merrym wyjechał do Ustroni, gdzie miał przygotować dom na przyjazd Froda.
Gdy Frodo, Sam i Pippin przybyli do Ustroni, „spiskowcy” ujawnili się. Wszyscy postanowili wyruszyć do Rivendell oprócz Fredegara, który był typowym hobbitem i nie chciał opuszczać Shire. Pozostał w Ustronii, by udawać Froda i jak najdłużej podtrzymywać legendę, że pan Baggins cały czas tam mieszka.
W nocy 30 września, poszukujące Pierścienia Nazgûle przybyły do Ustronii. Nieomal zabiły Grubasa, który zdołał jednak uciec i powiadomić o zagrożeniu sąsiadów. Upiory uciekły, lecz dowiedziały się o „ucieczce” Pierścienia.
Kiedy Shire zajął Saruman, Fredegar prowadził ruch oporu walczących z ludźmi Sarumana. Został schwytany i uwięziony w Michel Delving (gdzie strasznie wychudł), lecz po Bitwie nad Wodą został uwolniony.

## Brandybuckowie
Jedna ze starszych rodzin w Shire, która założyła Buckland. Pochodzili od rodu Oldbucków, ci z kolei od Bukki z Moczarów. Rodzina założona została przez Gorhendada Oldbucka, który roszcząc sobie prawo do Marchii Wschodniej zmienił nazwisko na Brandybuck. Najbardziej znanym członkiem tej rodziny był Meriadok Brandybuck, członek Drużyny Pierścienia. Nazwisko pochodzi od rzeki Brandywiny i staroangielskiego słowa bucc (samiec jelenia) lub bucca (kozioł).

## Gamgee

### Bella
- W angielskim oryginale – Bell Goodchild
- Przekład Marii Skibniewskiej – Bella Goodchild
- Przekład Jerzego Łozińskiego – Dzwoneczka Dobryń
- Przekład Marii i Cezarego Frąców – Bella Goodchild

Bella Goodchild – hobbitka z Shire’u. Pochodziła z rodziny Goodchildów. Poślubiła Hamfasta Gamgee. Urodziła mu sześcioro dzieci: trzech synów (Hamsona, Halfreda i słynnego Samwise’a) oraz trzy córki (Stokrotkę, May, Merigold).

### Bilbo
Bilbo Gamgee (ur. 15 rok Czwartej Ery – zm. ? rok Czwartej Ery) – hobbit, piąty syn (dziesiąte dziecko) Samwise’a Gamgee i Róży Cotton. Jego dalsze losy pozostają nieznane. Imię nosił na pamiątkę Bilba Bagginsa.

### Elanor
Pojawia się w Powrocie króla, trzeciej części  Władcy pierścieni. Informacje na jej temat znajdują się też w Dodatkach do tego tomu.
- W angielskim oryginale – Elanor the Fair
- Przekład Marii Skibniewskiej – Elanor Piękna
- Przekład Jerzego Łozińskiego – Elanora Śliczna
- Przekład Marii i Cezarego Frąców– Elanor Piękna

Urodziła się 25 marca 3021 roku Trzeciej Ery. – zm. ? rok Czwartej Ery. Była pierwszym dzieckiem Sama Gamgee i Róży Cotton.
Nazywano ją Elanor Piękną, ponieważ ponoć była bardziej podobna do elfki niż hobbitki, zwłaszcza ze względu na złoty kolor włosów. Urodziła się i wychowywała w Bag End. Od 15 roku Czwartej Ery należała do świty królowej Arweny. W 30 roku wyszła za mąż za Fastreda z Greenholmu, z którym miała syna Elfstana i córkę Fíriel. Cztery lata później, na prośbę Sama than Peregrin II, mianował Fastreda Opiekunem Zachodniej Marchii. Wtedy to Elanor zamieszkała z rodziną w Domu Pod Wieżami na Wieżowych Wzgórzach. Jak się zdaje, żyła tam do śmierci. W 1482 roku odwiedził ich jej ojciec, Sam Gamgee, nim odjechał do Szarych Przystani. Powierzył Elanor wtedy Czerwoną Księgę, opisującą dzieje Wojny o Pierścień. Odtąd dzieło to przechowywane było w rodzie Fairbairnów, którzy wywodzili się od Fastreda i Elanor.
Imię Elanor pochodzi z sindarinu i znaczy w tej mowie Gwiazda słońca. Tak też nazywano piękne kwiaty rosnące w Lothlórien. Pomysł by takie imię nadać córce, podsunął Samowi Frodo Baggins.
W ekranizacji Władcy pierścieni (reżyseria Peter Jackson) Elanor zagrała Alexandra Astin. Pojawia się w filmie Powrót króla, w scenie powrotu Sama Gamgee z Szarych Przystani do domu, kiedy to wybiega mu naprzeciw.

### Hamfast
Jego głównym zajęciem była opieka nad ogrodem rodziny Bagginsów w ich posiadłości Bag End. Jego żoną była hobbitka Bell Goodchild, z którą miał szóstkę dzieci, w tym Samwise’a. Hamfast ze swoją rodziną mieszkał przy ulicy Bagshot Row pod numerem 3 i znany był z wiedzy o roślinach uprawnych. Przez Samwise’a był nazywany Dziaduniem.

### Złotogłówka
- W angielskim oryginale – Goldilocks
- Przekład Marii Skibniewskiej – Złotogłówka
- Przekład Jerzego Łozińskiego – Złotowłoska
- Przekład Marii i Cezarego Frąców – Złotogłówka

Złotogłówka Gamgee (ur. 10 rok Czwartej Ery – zm. ? rok Czwartej Ery) – hobbitka z Shire’u. Była trzecią córką (szóstym dzieckiem) Sama Gamgee i Róży Cotton. W 42 roku Czwartej Ery poślubiła Faramira, syna thana Peregrina I. Jej dalsze losy pozostają nieznane. Była znana z urody, a zwłaszcza ze złotych włosów, do czego odnosi się jej imię. Od czasu ślubu nosiła zapewne nazwisko Tuk.

## Tukowie
Informacje o Tukach pojawiają się w I i III części Władcy Pierścieni oraz w Hobbicie.
Była to wpływowa rodzina hobbicka, mieszkająca na ziemi Tuków w Zachodniej Ćwiartce. Dzięki swej fallohidzkiej krwi Tukowie byli stosunkowo (jak na hobbitów) żądni przygód i mieli zdolności przywódcze. Urząd thana był w rodzinie Tuków dziedziczony od czasów Isumbrasa I (2340 Trzeciej Ery), a od czasu do czasu Tukowie wyprawiali się na wędrówkę, a nawet zostawali żeglarzami.
Od czasów Isengrima II (ok. 2683) Tukowie blisko spokrewnieni z thanem mieszkali w Wielkich Smajalach.

### Północni Tukowie
Północni Tukowie – odłam rodziny Tuków, pochodzących od Bandobras Tuka. Ich rodzinną miejscowością było Long Cleeve w Północnej Ćwiartce, gdzie Bandobras osiedlił się po Bitwie na Zielonych Polach. Pochodziła stamtąd Perełka, żona Peregrina Tuka.

### Adamanta
- W angielskim oryginale – Adamanta Chubb
- Przekład Marii Skibniewskiej – Adamanta Chubb
- Przekład Jerzego Łozińskiego – Adamanta Czub
- Przekład Marii i Cezarego Frąców – Adamanta Chubb

Adamanta Chubb (ur. ? rok Trzeciej Ery – zm. ? rok Trzeciej Ery) – hobbitka z Shire’u. Pochodziła z rodziny Chubbów. Poślubiła thana Gerontiusa Tuka. Urodziła mu aż dwanaścioro dzieci: dziewięciu synów (Isengrima III, Hildigarda, Isumbrasa IV, Hildigrima, Isembolda, Hildifonsa, Isembarda, Hildibranda, Isengara) oraz trzy córki, Belladonnę, Donnamirę i Mirabellę.
Adamanta była babką Bilba Bagginsa oraz praprababką Froda Bagginsa. Od czasu ślubu z Gerontiusem nosiła zapewne nazwisko Tuk.

### Bandobras

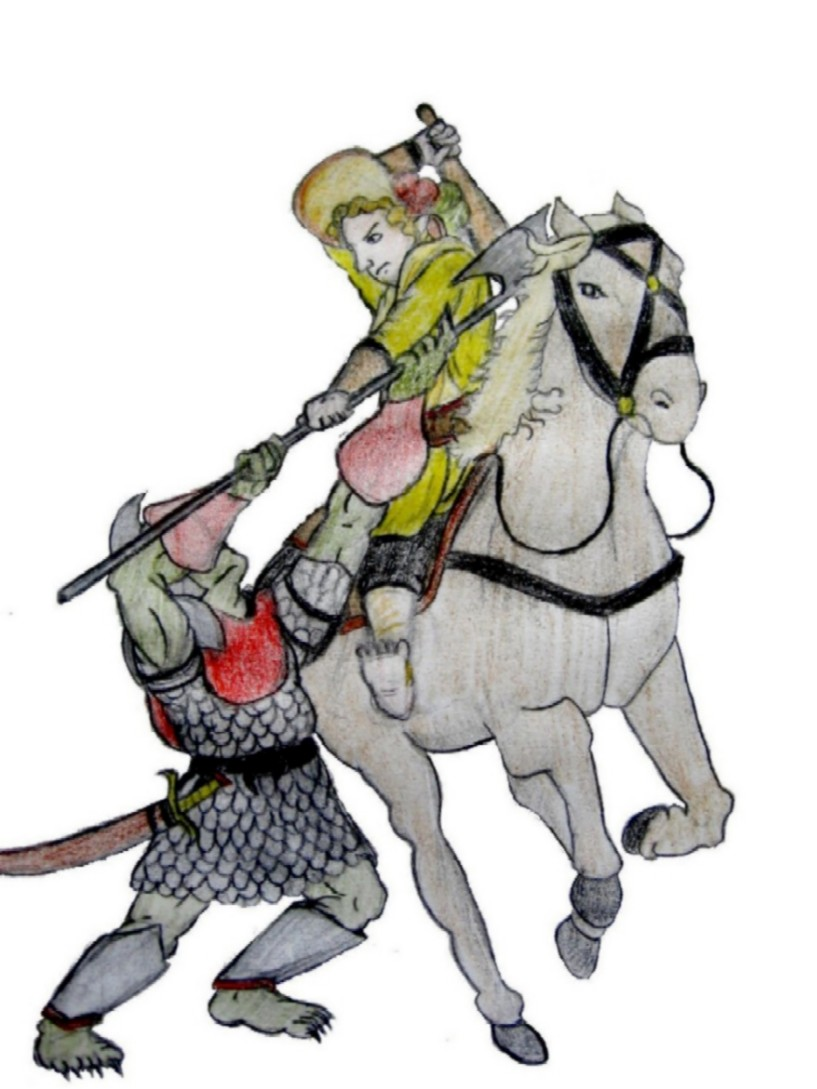
Bandobras Tuk zabijający Golfimbula

Bandobras Tuk (ur. 2704, zm. w 2806 roku Trzeciej Ery) – drugi syn Isumbrasa III. Wspominają o nim bohaterowie Hobbit, czyli tam i z powrotem i Władcy pierścieni. Informacje na jego temat znajdują się też w Dodatkach do Władcy pierścieni. Postać ta nie pojawia się w ekranizacji powieści reżyserii Petera Jacksona.
- W angielskim oryginale – Bandobras Bullroarer Took
- Przekład Marii Skibniewskiej – Bandobras Bullroarer Tuk
- Przekład Jerzego Łozińskiego – Bandobras Byczyryk Tuk
- Przekład Marii i Cezarego Frąców – Bandobras Ryczy wół Took
- Przekład Pauliny Braiter – Bandobras Tuk

Słynął on z wysokiego, jak na hobbita, wzrostu, bowiem mierzył cztery i pół stopy. Mógł nawet dosiadać konia. W 2747 roku poprowadził hobbitów do zwycięstwa w bitwie na Zielonych Polach, kiedy to pokonano bandę orków. Zabił też wodza wrogów Golfimbula. Miał liczne potomstwo i od niego to wywodzi się ród Tuków z Long Cleeve. Nosił przezwisko Bullroarer.
Powszechnie uważano go za najwyższego hobbita w historii, do czasów Wojny o Pierścień i żyjących wtedy Peregrina Tuka i Meriadoka Brandybucka, którzy byli wyżsi od Bandobrasa.

### Diament
- W angielskim oryginale – Diamond of Long Cleeve
- Przekład Marii Skibniewskiej – Perełka z Long Cleeve
- Przekład Jerzego Łozińskiego – Diamenta z Długiego Wykopu
- Przekład Marii i Cezarego Frąców – Diament z Long Cleeve

Diament z Long Cleeve (ur. 2995 rok Trzeciej Ery – zm. ? rok Czwartej Ery) – hobbitka z północnej gałęzi rodziny Tuków z Long Cleeve. Jej przodkiem był Bandobras Tuk. W 6 roku Czwartej Ery poślubiła Peregrina Tuka. Urodziła mu syna, Faramira I. Jej dalsze losy pozostają nieznane. Od czasu ślubu z Peregrinem zapewne nosiła nazwisko Tuk.

### Eglantina
- W angielskim oryginale – Eglantine Banks
- Przekład Marii Skibniewskiej – Eglantina Banks
- Przekład Jerzego Łozińskiego – Eglantyna Brzeżko
- Przekład Marii i Cezarego Frąców – Eglantina Banks

Eglantina Banks (ur. ? rok Trzeciej Ery – zm. ? rok Trzeciej lub Czwartej Ery) – hobbitka z rodziny Banksów. Poślubiła thana Paladina II i urodziła mu czworo dzieci: trzy córki (Perłę, Pimpernel i Pervinkę) oraz syna, słynnego Peregrina. Jej dalsze losy pozostają nieznane. Od czasu ślubu z Paladinem zapewne nosiła nazwisko Tuk.

### Esmeralda
Esmeralda Tuk (ur. 2936 rok Trzeciej Ery – zm. ? rok Trzeciej lub Czwartej Ery) – hobbitka, córka Adalgrima Tuka i siostra thana Paladina II. Poślubiła Saradoka Brandybucka i urodziła mu syna, sławnego Meriadoka. Uczestniczyła w pożegnalnym przyjęciu Bilba Bagginsa (3001 rok). Jej dalsze losy pozostają nieznane.
Od czasu ślubu z Saradokiem zapewne nosiła nazwisko Brandybuck.

### Pimpernel
Pimpernel Tuk (ur. 2979 rok Trzeciej Ery – zm. ? rok Czwartej Ery) – hobbitka, druga córka (drugie dziecko) thana Paladina II i Eglantiny Banks. Miała troje rodzeństwa: siostry Perłę i Pervinkę oraz brata Peregrina. Była gościem na pożegnalnym przyjęciu Bilba Bagginsa (3001 rok Trzeciej Ery). Jej dalsze losy pozostają nieznane.

## Inni hobbici

### Déagol
Wspominają o nim bohaterowie Władcy pierścieni. Pewne informacje na jego temat znajdują się w Dodatkach do trzeciego tomu powieści.
- W angielskim oryginale – Déagol
- Przekład Marii Skibniewskiej – Déagol (Deagol)[109]
- Przekład Jerzego Łozińskiego – Daduł
- Przekład Marii i Cezarego Frąców – Déagol

Żył w Trzeciej Erze. Był członkiem szczepu Stoorów. Mieszkał w jednym z ich osiedli nad Anduiną, w okolicach Pól Gladden. Przyjaźnił się ze swoim krewnym Sméagolem. Obu ich interesowały korzenie i początki wszelkich rzeczy. Déagol miał bystry wzrok, ale był słabszy od przyjaciela. Pewnego dnia razem wybrali się na Pola Gladden. Sméagol zaczął szperać po brzegu, natomiast Déagol został w łódce, wędkując. W pewnym momencie wielka ryba wciągnęła go pod wodę. W rzece znalazł błyszczący przedmiot. Na brzegu okazało się, iż jest to złoty pierścień. Był to Jedyny Pierścień, należący pierwotnie do Saurona, zagubiony w tym miejscu przez Isildura w 2 roku Trzeciej Ery. Déagol został zamordowany przez Sméagola, który pożądał tego pierścienia, a Déagol odmówił ofiarowania mu go.
Wedle fikcyjnej etymologii Tolkiena staroangielskie imię Déagol to odpowiednik rzekomo oryginalnego Nahald. Oba imiona mają znaczenie odpowiedni, aby ukrywać się, tajemniczy, skryty.
W filmie Petera Jacksona Powrót króla Déagola zagrał Thomas Robins. Losy filmowej postaci (pojawiającej się na samym początku filmu, w scenie retrospektywnej) są zgodne z literackim pierwowzorem – znajduje on Pierścień w wodzie i ginie zamordowany przez Sméagola.

### Maggot
Farmer mieszkający w Bamfurlong w Ćwiartce Wschodniej. Znany wśród hobbitów z tego, że lubił napuszczać na obcych swoje trzy psy (ich imiona to Łaps, Kieł i Wilk). Miał żonę, dwóch synów i trzy córki. W latach młodości zapuszczał się do Starego Lasu i przyjaźnił z Tomem Bombadilem. Zawsze żył w przyjaźni z Brandybuckami i zaprzyjaźnił się z Frodem, Pipinem i Merrym Brandybuckiem.

### Marcho i Blanco
Wzmianka o nich pojawia się w Drużynie Pierścienia.
Żyli w Trzeciej Erze. Pochodzili ze szczepu Fallohidów z Bree. W 1601 roku założyli Shire, gdzie później się osiedlili.

### Nob i Bob
Wzmianka o nich pojawia się w Drużynie Pierścienia.
To dwaj hobbici żyjący w Trzeciej Erze w Bree. Byli pracownikami gospody „Pod Rozbrykanym Kucykiem” Nob był kelnerem, a Bob pracował w stajni.

### Róża Cotton
Imię i nazwisko jest tłumaczone w innych wersjach językowych, np. niem. Rosie Hüttinger, hiszp. Rosita Coto, duński – Rosa Hyttebo.
Urodziła się w 2984 roku Trzeciej Ery. Była córką Tolmana Cottona i Lili Brown. Miała czterech braci: Tolmana, Wilcombe’a, Bowmana i Carla. Od dzieciństwa znała Sama Gamgee, którego poślubiła 1 maja 3020 roku Trzeciej Ery. Urodziła mu 13 dzieci – Elanor Piękną, Froda Ogrodnika, Różę, Merrego, Pippina, Złotogłówkę, Hamfasta, Stokrotkę, Pierwiosnkę, Bilba, Ruby, Robina i Tolmana. Przez pewien czas (w 21 roku Czwartej Ery) przebywała wraz z mężem w Gondorze. Gdy Róża zmarła w połowie lata 61 roku Czwartej Ery, Sam opuścił Śródziemie, odpływając na Zachód.
Zdrobniale nazywano ją zwykle Różyczką. Od czasu ślubu z Samem nosiła zapewne nazwisko Gamgee.
W ekranizacji powieści (reżyseria Peter Jackson) w postać Róży wcieliła się Sarah McLeod. Pojawia się w filmach Drużyna Pierścienia i Powrót króla, a jej losy nieco różnią się od literackiego pierwowzoru.
Filmowa Róża po raz pierwszy pojawia się na przyjęciu urodzinowym Bilba Bagginsa, gdzie tańczy z Samem. Później spotykają się oni w karczmie Pod Zielonym Smokiem. Po powrocie z wyprawy Sam żeni się z Różą. W ostatniej scenie filmu widzimy jak Sam wraca do domu z Szarych Przystani, u drzwi spotyka żonę z dwójką ich dzieci.
Megan N. Fontenot napisała artykuł o Róży Cotton, w którym nazywa związek, między nią a Samem, kluczowym dla Władcy Pierścieni.

### Tobold Hornblower
Był farmerem z Longbottom w Południowej Ćwiartce Shire’u.
W 1070 roku według kalendarza Shire’u (2670 Trzeciej Ery), za panowania thana Isengrima Drugiego jako pierwszy hodował galenas, zwaną też fajkowym zielem. W Zielniku Shire’u Meriadok Brandybuck spekuluje, iż Tobold Hornblower o zielu dowiedział się w Bree.
Jego imieniem nazwano najszlachetniejszą odmianę fajkowego ziela, Stary Toby, uhonorowując tym samym pierwszego hodowcę.

### Ted Sandyman
Syn młynarza, wróg Sama.
Pewnego wieczoru, dokładnie w kwietniu 3018 TE, w karczmie Pod Zielonym Smokiem rozmawiał z Samem Gamgee o istnieniu elfów i innych magicznych istot. Ted odnosił się do nich pogardliwie.
Później, kiedy Drużyna Pierścienia znajdowała się w Lothlórien, Sam spojrzał w Zwierciadło Galadrieli. Widząc jak w Shire drzewa są wycinane, a Dziadziunio Gamgee zostaje wyrzucony z domu, za głównego winowajcę tych czynów osądzał właśnie Teda Sandymana.
Kiedy Frodo i Sam, wraz z Pippinem i Meriadokiem, wrócili do Shire, zobaczyli ceglany młyn. Gdy wybierali się do Wodza, Ted wybiegł do nich i obśmiał Sama z powodu jego lamentów nad ścięciem Urodzinowego Drzewa. Ted uciekł, kiedy zobaczył uzbrojenie podróżników i idących za nimi buntowników.

## Ñoldorowie

### Genealogia rodu Finwego
Ród Finwego przewodził szczepowi Ñoldorów i z rodziną tą był związany tytuł Najwyższego Króla Ñoldorów. Gałąź tego rodu (potomkowie Fingolfina) dała początek rodowi półelfów przez Idril, matkę Eärendila. Gałąź Finarfina także związana jest z półelfami (przez Celebríanę, żonę Elronda).

|           |           |           |           |           |           | Míriel                                                        | Míriel                                                        | Míriel                                                        | Míriel                                                        | Míriel                                                        | Míriel                                                        |        |        |        |        |        |        |  |  |        |        |        |        | Finwë  | Finwë  | Finwë | Finwë | Finwë     | Finwë     |           |           |           |           |                                  |                                  |                                  |                                  |                                  |                                  | Indis  | Indis  | Indis  | Indis  | Indis  | Indis  |  |  |       |       |       |       |       |       |  |  |          |          |          |          |          |          |                                     |                                     |                                     |                                     |                                     |                                     |         |         |         |         |         |         |
|           |           |           |           |           |           | Míriel                                                        | Míriel                                                        | Míriel                                                        | Míriel                                                        | Míriel                                                        | Míriel                                                        |        |        |        |        |        |        |  |  |        |        |        |        | Finwë  | Finwë  | Finwë | Finwë | Finwë     | Finwë     |           |           |           |           |                                  |                                  |                                  |                                  |                                  |                                  | Indis  | Indis  | Indis  | Indis  | Indis  | Indis  |  |  |       |       |       |       |       |       |  |  |          |          |          |          |          |          |                                     |                                     |                                     |                                     |                                     |                                     |         |         |         |         |         |         |
|           |           |           |           |           |           |                                                               |                                                               |                                                               |                                                               |                                                               |                                                               |        |        |        |        |        |        |  |  |        |        |        |        |        |        |       |       |           |           |           |           |           |           |                                  |                                  |                                  |                                  |                                  |                                  |        |        |        |        |        |        |  |  |       |       |       |       |       |       |  |  |          |          |          |          |          |          |                                     |                                     |                                     |                                     |                                     |                                     |         |         |         |         |         |         |
|           |           |           |           |           |           |                                                               |                                                               |                                                               |                                                               |                                                               |                                                               |        |        |        |        |        |        |  |  |        |        |        |        |        |        |       |       |           |           |           |           |           |           |                                  |                                  |                                  |                                  |                                  |                                  |        |        |        |        |        |        |  |  |       |       |       |       |       |       |  |  |          |          |          |          |          |          |                                     |                                     |                                     |                                     |                                     |                                     |         |         |         |         |         |         |
| Nerdanela | Nerdanela | Nerdanela | Nerdanela | Nerdanela | Nerdanela |                                                               |                                                               |                                                               |                                                               |                                                               |                                                               | Fëanor | Fëanor | Fëanor | Fëanor | Fëanor | Fëanor |  |  | Findis | Findis | Findis | Findis | Findis | Findis |       |       | Fingolfin | Fingolfin | Fingolfin | Fingolfin | Fingolfin | Fingolfin |                                  |                                  |                                  |                                  |                                  |                                  | Anairë | Anairë | Anairë | Anairë | Anairë | Anairë |  |  | Irimë | Irimë | Irimë | Irimë | Irimë | Irimë |  |  | Finarfin | Finarfin | Finarfin | Finarfin | Finarfin | Finarfin |                                     |                                     |                                     |                                     |                                     |                                     | Eärwena | Eärwena | Eärwena | Eärwena | Eärwena | Eärwena |
| Nerdanela | Nerdanela | Nerdanela | Nerdanela | Nerdanela | Nerdanela |                                                               |                                                               |                                                               |                                                               |                                                               |                                                               | Fëanor | Fëanor | Fëanor | Fëanor | Fëanor | Fëanor |  |  | Findis | Findis | Findis | Findis | Findis | Findis |       |       | Fingolfin | Fingolfin | Fingolfin | Fingolfin | Fingolfin | Fingolfin |                                  |                                  |                                  |                                  |                                  |                                  | Anairë | Anairë | Anairë | Anairë | Anairë | Anairë |  |  | Irimë | Irimë | Irimë | Irimë | Irimë | Irimë |  |  | Finarfin | Finarfin | Finarfin | Finarfin | Finarfin | Finarfin |                                     |                                     |                                     |                                     |                                     |                                     | Eärwena | Eärwena | Eärwena | Eärwena | Eärwena | Eärwena |
|           |           |           |           |           |           |                                                               |                                                               |                                                               |                                                               |                                                               |                                                               |        |        |        |        |        |        |  |  |        |        |        |        |        |        |       |       |           |           |           |           |           |           |                                  |                                  |                                  |                                  |                                  |                                  |        |        |        |        |        |        |  |  |       |       |       |       |       |       |  |  |          |          |          |          |          |          |                                     |                                     |                                     |                                     |                                     |                                     |         |         |         |         |         |         |
|           |           |           |           |           |           | Maedhros, Maglor, Celegorm, Caranthir, Curufin, Amrod, Amras. | Maedhros, Maglor, Celegorm, Caranthir, Curufin, Amrod, Amras. | Maedhros, Maglor, Celegorm, Caranthir, Curufin, Amrod, Amras. | Maedhros, Maglor, Celegorm, Caranthir, Curufin, Amrod, Amras. | Maedhros, Maglor, Celegorm, Caranthir, Curufin, Amrod, Amras. | Maedhros, Maglor, Celegorm, Caranthir, Curufin, Amrod, Amras. |        |        |        |        |        |        |  |  |        |        |        |        |        |        |       |       |           |           |           |           |           |           | Fingon, Turgon, Aredhela, Argon. | Fingon, Turgon, Aredhela, Argon. | Fingon, Turgon, Aredhela, Argon. | Fingon, Turgon, Aredhela, Argon. | Fingon, Turgon, Aredhela, Argon. | Fingon, Turgon, Aredhela, Argon. |        |        |        |        |        |        |  |  |       |       |       |       |       |       |  |  |          |          |          |          |          |          | Finrod, Angrod, Aegnor, Galadriela. | Finrod, Angrod, Aegnor, Galadriela. | Finrod, Angrod, Aegnor, Galadriela. | Finrod, Angrod, Aegnor, Galadriela. | Finrod, Angrod, Aegnor, Galadriela. | Finrod, Angrod, Aegnor, Galadriela. |         |         |         |         |         |         |

#### Gałąź Fingolfina
|        |        |        |        |        |        |  |  |        |        |        |        |        |        |       |       |       |       | Fingolfin | Fingolfin | Fingolfin | Fingolfin | Fingolfin | Fingolfin |        |        |  |  |          |          | Anairë   | Anairë   | Anairë   | Anairë   | Anairë  | Anairë  |         |         |         |         |     |     |     |     |     |     |  |  |       |       |       |       |       |       |
|        |        |        |        |        |        |  |  |        |        |        |        |        |        |       |       |       |       | Fingolfin | Fingolfin | Fingolfin | Fingolfin | Fingolfin | Fingolfin |        |        |  |  |          |          | Anairë   | Anairë   | Anairë   | Anairë   | Anairë  | Anairë  |         |         |         |         |     |     |     |     |     |     |  |  |       |       |       |       |       |       |
|        |        |        |        |        |        |  |  |        |        |        |        |        |        |       |       |       |       |           |           |           |           |           |           |        |        |  |  |          |          |          |          |          |          |         |         |         |         |         |         |     |     |     |     |     |     |  |  |       |       |       |       |       |       |
|        |        |        |        |        |        |  |  |        |        |        |        |        |        |       |       |       |       |           |           |           |           |           |           |        |        |  |  |          |          |          |          |          |          |         |         |         |         |         |         |     |     |     |     |     |     |  |  |       |       |       |       |       |       |
| Fingon | Fingon | Fingon | Fingon | Fingon | Fingon |  |  | Turgon | Turgon | Turgon | Turgon | Turgon | Turgon |       |       |       |       |           |           | Elenwë    | Elenwë    | Elenwë    | Elenwë    | Elenwë | Elenwë |  |  | Aredhela | Aredhela | Aredhela | Aredhela | Aredhela | Aredhela |         |         |         |         |         |         | Eöl | Eöl | Eöl | Eöl | Eöl | Eöl |  |  | Argon | Argon | Argon | Argon | Argon | Argon |
| Fingon | Fingon | Fingon | Fingon | Fingon | Fingon |  |  | Turgon | Turgon | Turgon | Turgon | Turgon | Turgon |       |       |       |       |           |           | Elenwë    | Elenwë    | Elenwë    | Elenwë    | Elenwë | Elenwë |  |  | Aredhela | Aredhela | Aredhela | Aredhela | Aredhela | Aredhela |         |         |         |         |         |         | Eöl | Eöl | Eöl | Eöl | Eöl | Eöl |  |  | Argon | Argon | Argon | Argon | Argon | Argon |
|        |        |        |        |        |        |  |  |        |        |        |        |        |        |       |       |       |       |           |           |           |           |           |           |        |        |  |  |          |          |          |          |          |          |         |         |         |         |         |         |     |     |     |     |     |     |  |  |       |       |       |       |       |       |
|        |        |        |        |        |        |  |  |        |        |        |        |        |        | Idril | Idril | Idril | Idril | Idril     | Idril     |           |           |           |           |        |        |  |  |          |          |          |          |          |          | Maeglin | Maeglin | Maeglin | Maeglin | Maeglin | Maeglin |     |     |     |     |     |     |  |  |       |       |       |       |       |       |

#### Gałąź Finarfina
|        |        |        |        |           |           | Finarfin  | Finarfin  | Finarfin  | Finarfin  | Finarfin | Finarfin |           |           |           |           |           |           | Eärwena | Eärwena | Eärwena | Eärwena | Eärwena | Eärwena |            |            |            |            |            |            |            |            |            |            |            |            |          |          |          |          |          |          |  |  |  |  |  |  |  |  |  |  |  |  |  |  |  |  |
|        |        |        |        |           |           | Finarfin  | Finarfin  | Finarfin  | Finarfin  | Finarfin | Finarfin |           |           |           |           |           |           | Eärwena | Eärwena | Eärwena | Eärwena | Eärwena | Eärwena |            |            |            |            |            |            |            |            |            |            |            |            |          |          |          |          |          |          |  |  |  |  |  |  |  |  |  |  |  |  |  |  |  |  |
|        |        |        |        |           |           |           |           |           |           |          |          |           |           |           |           |           |           |         |         |         |         |         |         |            |            |            |            |            |            |            |            |            |            |            |            |          |          |          |          |          |          |  |  |  |  |  |  |  |  |  |  |  |  |  |  |  |  |
|        |        |        |        |           |           |           |           |           |           |          |          |           |           |           |           |           |           |         |         |         |         |         |         |            |            |            |            |            |            |            |            |            |            |            |            |          |          |          |          |          |          |  |  |  |  |  |  |  |  |  |  |  |  |  |  |  |  |
| Finrod | Finrod | Finrod | Finrod | Finrod    | Finrod    |           |           | Angrod    | Angrod    | Angrod   | Angrod   | Angrod    | Angrod    |           |           | Aegnor    | Aegnor    | Aegnor  | Aegnor  | Aegnor  | Aegnor  |         |         | Galadriela | Galadriela | Galadriela | Galadriela | Galadriela | Galadriela |            |            |            |            |            |            | Celeborn | Celeborn | Celeborn | Celeborn | Celeborn | Celeborn |  |  |  |  |  |  |  |  |  |  |  |  |  |  |  |  |
| Finrod | Finrod | Finrod | Finrod | Finrod    | Finrod    |           |           | Angrod    | Angrod    | Angrod   | Angrod   | Angrod    | Angrod    |           |           | Aegnor    | Aegnor    | Aegnor  | Aegnor  | Aegnor  | Aegnor  |         |         | Galadriela | Galadriela | Galadriela | Galadriela | Galadriela | Galadriela |            |            |            |            |            |            | Celeborn | Celeborn | Celeborn | Celeborn | Celeborn | Celeborn |  |  |  |  |  |  |  |  |  |  |  |  |  |  |  |  |
|        |        |        |        |           |           |           |           |           |           |          |          |           |           |           |           |           |           |         |         |         |         |         |         |            |            |            |            |            |            |            |            |            |            |            |            |          |          |          |          |          |          |  |  |  |  |  |  |  |  |  |  |  |  |  |  |  |  |
|        |        |        |        |           |           |           |           | Orodreth  | Orodreth  | Orodreth | Orodreth | Orodreth  | Orodreth  |           |           |           |           |         |         |         |         |         |         |            |            |            |            |            |            | Celebríana | Celebríana | Celebríana | Celebríana | Celebríana | Celebríana |          |          |          |          |          |          |  |  |  |  |  |  |  |  |  |  |  |  |  |  |  |  |
|        |        |        |        |           |           |           |           | Orodreth  | Orodreth  | Orodreth | Orodreth | Orodreth  | Orodreth  |           |           |           |           |         |         |         |         |         |         |            |            |            |            |            |            | Celebríana | Celebríana | Celebríana | Celebríana | Celebríana | Celebríana |          |          |          |          |          |          |  |  |  |  |  |  |  |  |  |  |  |  |  |  |  |  |
|        |        |        |        |           |           |           |           |           |           |          |          |           |           |           |           |           |           |         |         |         |         |         |         |            |            |            |            |            |            |            |            |            |            |            |            |          |          |          |          |          |          |  |  |  |  |  |  |  |  |  |  |  |  |  |  |  |  |
|        |        |        |        | Finduilas | Finduilas | Finduilas | Finduilas | Finduilas | Finduilas |          |          | Gil-galad | Gil-galad | Gil-galad | Gil-galad | Gil-galad | Gil-galad |         |         |         |         |         |         |            |            |            |            |            |            |            |            |            |            |            |            |          |          |          |          |          |          |  |  |  |  |  |  |  |  |  |  |  |  |  |  |  |  |

### Finwë
Był jednym z elfów wybranych przez Oromego, by zobaczyć Aman, a potem przywódcą Ñoldorów w drodze z Cuiviénen do Amanu i Najwyższym Królem Ñoldorów w Amanie. Miał dwie żony: Míriel, z którą miał syna Fëanora oraz Indis, ze szczepu Vanyarów, z którą miał dwóch synów, Fingolfina i Finarfina, a także dwie córki Findis i Irimë. Został zabity przez Melkora w Formenos.
Jego imię pochodzi z quenyi.

### Aegnor
Był czwartym synem Finarfina i władcą Ñoldorów.
Razem ze swoim bratem Angrodem został wygnany z Amanu. Był jednym z najbardziej bohaterskich wojowników, w ogniu bitwy jego oczy jaśniały płomieniem.
W Beleriandzie był wasalem Finroda i razem z Angrodem utrzymywał straże, broniące przed wojskami Morgotha, na wzgórzach Dorthonionu. Obaj zostali zabici w Dagor Bragollach.
Aegnor nigdy się nie ożenił. Zakochał się w Andreth z rodu Edainów, ale ponieważ czasy były niespokojne i wiedział, że może wkrótce zginąć, nie chciał jej unieszczęśliwić.
Imię Aegnor jest sindarińską formą jego qunejskiego imienia nadanego mu przez matkę, tj. Aikanáro lub Aikanár, co znaczy spadający ogień (odzwierciedla to jego charakter). Ojciec nazwał go Ambaráto, co oznacza wielce szlachetny.
We wczesnych książkach Tolkiena (np. Historia Śródziemia) imię tej postaci brzmiało Egnor. W jeszcze wcześniejszych książkach (np. Księga zaginionych opowieści), brzmiało tak imię ojca Berena (który był Ñoldorem, a nie człowiekiem, jak we wcześniejszych notatkach). Była to jednak ta sama postać.

### Amras
Był siódmym i ostatnim synem Fëanora i Nerdaneli, bliźniakiem Amroda, urodzonym w Amanie w czasie trwania Lat Drzew.
Razem z ojcem i braćmi złożył przysięgę, że odzyska Silmarile i wyruszył z nimi w pościg za Morgothem do Beleriandu. Spłonął żywcem, będąc na statku w Losgarze, którym chciał wrócić do Valinoru. Statki w Losgarze podpalił jego ojciec Fëanor, aby uniemożliwić hufcom Fingolfina przejście do Beleriandu. Dokonując tego nie wiedział, że na jednym z nich jest Amras, który jako jedyny sprzeciwił się jego woli.
Jest to ostateczna wersja jego losu, ale nie znajduje się ona w Silmarillionie. W nim Amras dzieli losy Amroda w Beleriandzie i razem z nim ginie w ataku nad Ujściem Sirionu, w ostatnim roku Pierwszej Ery.
Jego imię znaczy rudy szczyt, wierzchołek, i jest związane z kolorem jego włosów.

### Amrod
Wraz z bratem Amrasem zamieszkiwał wschodnią część Beleriandu. Po matce odziedziczył rudy kolor włosów. Zginął w czasie napaści synów Fëanora na Ujście Sirionu.
Jego imię ojcowskie brzmi w quenyi Pityafinwë (mały Finwë), a imię matczyne to Ambarussa (czerwonogłowy).

### Anairë
Informacje na jej temat znajdują się w tomie XII Historii Śródziemia. Nie ma o niej wzmianki w Silmarillionie.
Była małżonką Fingolfina. Urodziła mu trzech synów: Fingona, Turgona i Argona oraz córkę Aredhelę. Blisko przyjaźniła się z Eärweną i nie opuściła Amanu wraz z mężem w czasie buntu Ñoldorów.
Jej imię pochodzi z quenyi i dosłownie znaczy Najświętsza.

### Angrod
Był trzecim synem Finarfina. Poślubił Eldalôtë i miał z nią syna, Orodretha. Powrócił do Śródziemia wraz z rodzeństwem z zastępami Fingolfina ze względu na przyjaźń z Fingonem. Osiedlił się na północnych stokach Dorthonionu, którym władał razem z bratem Aegnorem. Był pierwszym z Wygnańców, który dotarł do Doriathu. Opowiedział Thingolowi historię buntu Ñoldorów. Zginął wraz z Aegnorem w bitwie Dagor Bragollach.
Imię Angroda w qyenyi brzmiało Angarato, co znaczy Żelazny mistrz.

### Aranwë
Był elfem z Domu Fingolfina. Nie ma o nim zbyt wielu informacji, ale prawdopodobnie był szlachcicem z Gondolinu (jego syn, Voronwë przybył z Gondolinu).
Jego imię pochodzi z quenyi oznacza szlachetny.

### Aredhela
Urodziła się w Amanie w czasie trwania Lat Drzew. Była córką Fingolfina i Anairë, siostrą Fingona i Turgona, uznawaną za jedną z najszlachetniejszych dam szczepu Ñoldorów. Mieszkała z Turgonem w Gondolinie, ale po opuszczeniu miasta została schwytana przez Eöla i zmuszona do małżeństwa. Urodziła mu syna, Maeglina, a gdy ten urósł, uciekli razem do Gondolinu. Eöl próbował zabić syna zatrutą strzałą, lecz Aredhela zasłoniła go własnym ciałem, sama przy tym ginąc. Według Roberta Fostera miało się to odbyć w 345 roku Pierwszej Ery.
Z powodu wyjątkowo jasnej cery i stylu ubioru (nosiła białe i srebrne ubrania) zwana była Ar-Feiniel (Białą Panią Ñoldorów).

### Argon
Informacje na jego temat znajdują się w tomie XII Historii Śródziemia. Nie ma o nim wzmianki w Silmarillionie.
Był trzecim synem Fingolfina i Anairë. Wyróżniał się imponującą postacią (był wyższy od braci) i popędliwym charakterem. W czasie buntu Ñoldorów opuścił Aman wraz z ojcem i większością plemienia. Przebył całą drogę do Śródziemia przez cieśninę Helcaraxë. Gdy hufiec Fingolfina został nagle zaatakowany przez orków przy Lammoth, Argon ruszył na przeciwników i gwałtownym atakiem rozproszył. Zapędził się jednak za daleko i zginął otoczony przez orków.
Sindarińskie imię Argon zostało nadane mu pośmiertnie w Śródziemiu przez elfów, którzy chcieli uczcić jego pamięć i męstwo. On sam przez całe życie nosił imię quenejskie: Arakano (dosłownie: Wysoki dowódca).

### Arminas i Gelmir
Byli Noldorami, mieszkali w Przystaniach Sirionu. Byli wysłannikami Cirdana który zlecił im przekazanie wieści od Ulma do Nargothrondu. Szli jednak niezbyt śpiesznie gdyż szukali też drogi do siedziby Turgona której jednak nie znaleźli. Po drodze w Hithlumie spotkali Tuora którego wyprowadzili poza teren kraju przez Ścieżkę Noldorów. Gdy dotarli na miejsce przekazali wieści od Cirdana (które jednak okazały się spóźnione) i przepowiednię Ulma.
Najprawdopodobniej obaj pochodzili ze szczepu Angroda.

### Caranthir
Był czwartym synem Fëanora i Nerdaneli, urodzonym w Amanie w czasie trwania Lat Drzew. Tak jak wszyscy jego bracia złożył przysięgę mówiącą o ściganiu wszystkich istot posiadających Silmarile. Jego królestwo, Dor Caranthir, leżało w Thargelionie. Zamieszkał na brzegu jeziora Helevorn. Po Dagor Bragollach uciekł wraz z bratem Amrodem na południe, do Amon Ereb. Uratował Halethę i Haladinów od orków. Widząc męstwo Haladinów zaproponował im ziemie na północy, jednak Haletha odmówiła. Zginął wraz z Curufinem i Celegormem w czasie ataku synów Fëanora na Menegroth.
Quenejskie imię nadane mu przez ojca brzmiało Morifinwë (Ciemny Finwë, od koloru włosów), nadane mu przez matkę – Carnistir (Czerwona twarz).

### Celebríana
Wspominają o niej bohaterowie Władcy Pierścieni. Informacje na jej temat znajdują się w Dodatkach do powieści. Postać ta nie pojawia się w ekranizacji Władcy Pierścieni reżyserii Petera Jacksona.
- W angielskim oryginale – Maid Celebrían
- Przekład Marii Skibniewskiej – Lady Celebríana (Kelebriana)[117]
- Przekład Jerzego Łozińskiego – Panna Kelebrían
- Przekład Marii i Cezarego Frąców – Wyrobna Celebríana

Była jedynym dzieckiem Galadrieli (Ñoldorki) i Celeborna (Sindara). Urodziła się w Eriadorze w Drugiej Erze. Przez większość Drugiej Ery przebywała z rodzicami.
W 1701 roku Drugiej Ery, w czasie pierwszego spotkania Białej Rady, poznała Elronda, który ją pokochał. Poślubiła go w 109 roku Trzeciej Ery. Urodziła mu dwóch synów bliźniaków, Elladana i Elrohira oraz córkę Arwenę. Często podróżowała między Imladris a Lothlórien. W 2509 roku Trzeciej Ery, gdy jechała do królestwa Galadrieli, na jej orszak napadli na Przełęczy Czerwonego Rogu orkowie. Porwali ją i ranili zatrutą bronią. Elladan i Elrohir odbili matkę, a Elrond uzdrowił ją z rany. Celebríana jednak nie była w stanie przywyknąć na nowo do życia w Śródziemiu i w 2510 roku odpłynęła z Szarych Przystani na Zachód.
Od swej matki otrzymała Elessara, który zapewne przed odpłynięciem dała Arwenie.
Imię Celebríana znaczy Srebrzysta królowa lub pani w srebrze.

### Celebrimbor
W Drugiej Erze był władcą Eregionu, współtwórcą (wraz z Sauronem) Pierścieni Władzy.
J.R.R. Tolkien rozważał różne wersje pochodzenia Celebrimbora. Najbardziej znaną jest ta, która czyni go synem Curufina i wnukiem Fëanora. W tekście Elessar Celebrimbor jest ñoldorskim rzemieślnikiem z Gondolinu, podobnie zresztą w reszcie testów z rozdziału Historia Galadrieli i Celeborna Niedokończonych opowieści. W najstarszych wersjach Władcy Pierścieni jego pochodzenie nie zostało określone. Dopiero w finalnej wersji i w dodatkach Tolkien jasno stwierdził, iż Celebrimbor był potomkiem Fëanora. Tę wersję uznaje się za kanoniczną.
Tolkien jeszcze raz podał w wątpliwość pochodzenie Celebrimbora. W późnym tekście Of Dwarves and Men opisuje go jako Sindara podającego się za potomka Daerona, a w przypisach do niego Christopher Tolkien cytuje także tekst ojca, gdzie Celebrimbor miał być jednym z Telerich.
Celebrimbor urodził się w Amanie. Zginął w 1697 roku Drugiej Ery z ręki Saurona. Udał się wraz z ojcem na wygnanie i wraz z nim oraz z Celegormem osiedlił się we Wschodnim Beleriandzie, w Himaldzie. W 455 roku Pierwszej Ery, po ataku sił Morgotha porzucił wraz z ojcem i stryjem Himlad, by jeszcze w tym samym roku dotrzeć do Nargothrondu. W 465 roku po tym, jak wyszły na jaw knowania Curufina i Celegorma przeciw Finrodowi, Lúthien i Berenowi, odżegnał się od postępowania ojca i stryja i pozostał w Nargothrondzie, gdzie przebywał przez następne 30 lat.
W 495 roku, kiedy po bitwie na polach Tumhalad padł Nargothrond, Celebrimborowi udało się uciec i zapewne osiedlił się u Ujścia Sirionu. Jego dalsze losy w ciągu Pierwszej Ery są nieznane. Nie zdecydował się na powrót do Amanu, tylko pozostał w Śródziemiu.
Początkowo zapewne mieszkał w Forlindonie, potem wraz z Galadrielą i Celebornem wyemigrował do Eriadoru i osiedlił się w rejonie jeziora Nenuial. Około roku 700 Drugiej Ery wraz z Galadrielą i Celebornem przeniósł się do Eregionu, gdzie założył Gwaith-i-Mírdain). Po roku 1200 w Eregionie pojawił się Sauron, który przybrał imię Annatara, przedstawiając się jako emisariusz Valarów. Mimo nieufności Galadrieli pozwolono mu pozostać w Eregionie, gdzie przekonał do siebie Celebrimbora. Pod wpływem Saurona Celebrimbor i Gwaith-i-Mírdain dokonali między rokiem 1350 a 1400 zamachu stanu, w efekcie którego Galardriela porzuciła Eregion, a Celeborn został odsunięty od władzy. Celebrimbor został wówczas władcą Eregionu. Wiązały go bardzo bliskie stosunki z krasnoludami z Khazad-dum, a szczególnie z Narvim. Pod wpływem Saurona Celebrimbor i Gwaith-i-Mírdain zaczęli wykuwać Pierścienie Władzy. Do 1500 roku powstało pierwszych szesnaście pierścieni (Dziewięć przeznaczonych potem dla ludzi i Siedem dla krasnoludów). Między rokiem 1500 i 1600 Celebrimbor wykuł ostatnie Trzy Pierścienie. W 1600 roku Sauron wykuł Jedyny Pierścień. Kiedy Celebrimbor się o tym dowiedział, wypowiedział mu posłuszeństwo. Udał się do Lothlórien, by poradzić się Galadrieli. Ostatecznie oddał Trzy Pierścienie Galadrieli i Gil-galadowi, by ich strzegli przed Sauronem. Prawdopodobnie też wtedy podarował jeden z pierścieni Durinowi III. W 1693 lub 1695 roku Sauron rozpoczął wojnę z elfami i zaatakował Eriador.
Pierwszym celem ataku Saurona był Eregion, gdzie spodziewał się zdobyć pierścienie. W 1697 roku wkroczył do Eregionu i zdobył jego stolicę, Ost-in-Edhil. W czasie szturmu Celebrimbor stoczył na schodach siedziby Gwaith-i-Mírdain pojedynek z Sauronem, w którym został pokonany i wzięty do niewoli. Sauron poddał go długim torturom, w czasie których Celebrimbor wyjawił miejsce ukrywania Siedmiu Pierścieni. Celebrimbor nie chciał jednak zdradzić, gdzie przechowywane są Trzy Pierścienie. Wówczas Sauron go zabił, a jego okaleczone ciało kazał nadziać na pal.
W serialu Władca Pierścieni: Pierścienie Władzy Celebrimbora zagrał Charles Edwards

### Celegorm

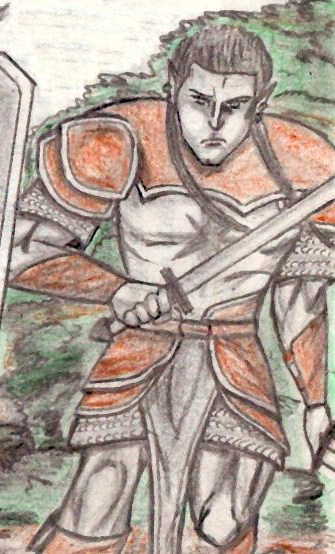
Wyobrażenie Celegorma

Był trzecim synem Fëanora i Nerdaneli, urodzony w Amanie. Najbardziej związany z jednym ze swoich braci, Curufinem. Był doskonałym łowcą, przyjaźnił się z Oromem, od którego wiele się nauczył. Otrzymał od Oromego ogara Huana. Był najbardziej ambitny ze swoich braci, podążył też ścieżką Przysięgi Fëanor z największym zapałem, co doprowadziło go do zguby. Przyjaźnił się też ze swoją kuzynką – Aredhelą.
Po zniszczeniu Drzew Valinoru i złożeniu Przysięgi Fëanora powrócił wraz z braćmi i ojcem do Śródziemia. Zabrał także Huana. Zamieszkał w pobliżu źródeł Eithel Sirion, na północ od Ered Wethrin. W czasie Dagor-nuin-Giliath urządził zasadzkę na orków, przeganiając ich na moczary Serech. Po tej bitwie, w której zginął jego ojciec, wyruszył do Himladu, na wschodzie Beleriandu, gdzie zamieszkał wraz z Curufinem. Ufortyfikowali przełęcz Aglon przeciwko siłom Morgotha. W tym czasie (450 lat) utrzymywali bliskie kontakty się z Caranthirem, który zamieszkał niedaleko od nich. Jednak w Dagor Bragollach Morgoth zdobył te ziemie, zmuszając ich do ucieczki do Nargothrondu. Bracia przebywali tam 10 lat. Po pewnym czasie dowiedzieli się, że Beren i Finrod zostali porwani do Saurona, lecz zachowali to w tajemnicy, mając nadzieję, że po śmierci Finroda zyskają większą władzę. Mieszkańcy Nargothrondu dowiedzieli się o tym i wygnali ich z Nargothrondu.
Podróżując na północny wschód napotkali Lúthien i Berena, których zaatakowali. Wtedy to Huan wypowiedział swojemu panu posłuszeństwo.
Celegorm został ranny w Nirnaeth Arnoediad i bracia uciekli z pola bitwy. Wyruszyli na daleki wschód, za szczyt Dolmed. Usłyszawszy, że Beren i Lúthien zdobyli Silmaril, zamierzali wyruszyć po niego, jednak nie odważyli się na to. Po przekazaniu klejnotu Diorowi wysłali do niego żądanie o jego zwrot, lecz nie uzyskali zgody. Zaatakowali więc go (wraz z pozostałymi braćmi). W czasie tego ataku (509 rok Pierwszej Ery) Celegorm zginął.

### Curufin

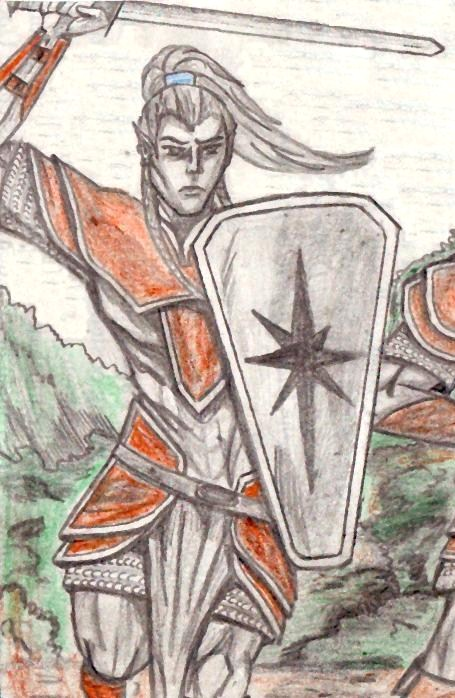
Wyobrażenie Curufina

Był piątym syn Fëanora i Nerdaneli, ojcem Celebrimbora. W Śródziemiu Curufin dzielił los Celegorma. W czasie nieudanego ataku na Luthien i Berena w Brethilu Curufin utracił swój nóż, Angrist.
Zginął w czasie ataku synów Fēanora na Menegroth. Jedyny syn Feanora, który miał potomstwo. Był mistrzem w sztuce jazdy konnej.

### Ecthelion

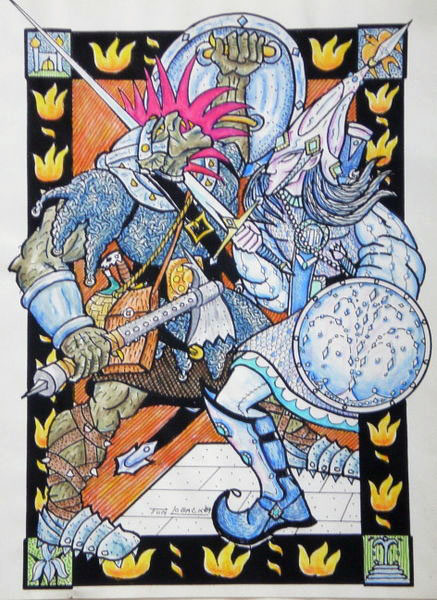
Ecthelion zabija Orcobala

W czasie wojen o Beleriand Ecthelion walczył pod sztandarami Turgona. Był także strażnikiem jednej z bram prowadzących do Gondolinu. W czasie jego obrony dowodził rodem Fontanny, prowadząc go do boju przy dźwiękach fletów. Mimo licznych ran stoczył zwycięski pojedynek z Gothmogiem, broniąc rannego Tuora, lecz sam zginął, wciągnięty przez padającego Balroga do fontanny.
Po bitwie imię Ecthelion zaczęło budzić wśród orków przerażenie, a Eldarowie przyjęli je za okrzyk wojenny. Pamięć o jego bohaterskich czynach zachowała się w wielu pieśniach i opowieściach elfów.

### Elemmakil
Był elfem z Gondolinu żyjącym w Pierwszej Erze. Był dowódcą straży przy zewnętrznej bramie. To on wpuścił do Gondolinu Tuora i Voronwëgo. W młodości przyjaźnił się z Voronwëm.

### Elenwë
Była żoną Turgona i matką Idril. Zmarła w czasie przeprawy przez Helcaraxë, kiedy to Turgon omal nie zginął próbując ją uratować.
Jej imię pochodzi z quenyi i znaczy Gwiazda.

### Enerdil
Mieszkał w Gondolinie, był drugim najznakomitszym kowalem po Fëanorze. Stworzył Elessar i podarował go Idril, dzięki której klejnot przetrwał upadek Gondolinu.

### Erestor
Główny doradca Elronda w Rivendell. Brał udział w Naradzie u Elronda, gdzie zaproponował, aby Jedyny Pierścień został powierzony Tomowi Bombadilowi. Razem z większością mieszkańców Rivendell był obecny na ślubie Aragorna i Arweny.

### Fëanor
Był jedynym synem z pierwszego małżeństwa Finwego (jego matką była Míriel); przyrodnim bratem Fingolfina i Finarfina. Najpotężniejszy z Ñoldorów, był pomysłodawcą i przywódcą ich buntu przeciwko Valarom. Opracował tengwar i stworzył Silmarile. Zginął w Mithrimie podczas bitwy Dagor-nuin-Giliath. Jego pierwotne imię brzmiało Curufinwë (qya. curu, zdolny) i nadał je swemu piątemu synowi, lecz był powszechnie znany pod imieniem nadanym mu przez matkę: Fëanáro Duch Ognisty, w wersji sindarińskiej Fëanor.
Już jako niemowlę osierocony przez matkę był niezwykłym elfem: wyjątkowo dobrze się rozwijał, był niezwykle piękny, wysoki, miał czarne włosy. Był władczy, uparty, we wszystkich dążeniach okazywał zapał i stałość, niezwykle przenikliwy i zręczny. Jeszcze jako młodzieniec udoskonalając pismo sarati Rúmila, stworzył tengwar. Największe zdolności objawiły się w jego sztuce kuźniczej i zdobniczej.
Fëanor ożenił się z Nerdanelą, córką kowala Mahtana od którego nauczył się wiele z dziedziny obróbki kruszców i kamieni. Urodziła mu siedmiu synów: Maedhrosa, Maglora, Celegorma, Caranthira, Curufina, Amroda i Amrasa. Wtedy to także jego ojciec poślubił Indis, która urodziła mu Fingolfina i Finarfina. Fëanor nie polubił jednak przybranej rodziny. Trzymał się od nich z daleka, udoskonalając swoje rzemiosło i wiedzę. Był to jeden z ważniejszych powodów późniejszych tragicznych wydarzeń. Wiele lat później, już po uwolnieniu, Melkor, pchany zawiścią i nienawiścią, rozgłaszał plotki o wspaniałych dziełach Fëanora, powstałych pod jego kierunkiem. Lecz Fëanor od zawsze nienawidził Melkora i nigdy się z nim nie przyjaźnił, ani nie szukał u niego rad, co czynił, wyjątkowo, tylko u Nerdaneli, lecz tylko w krótkim pierwszym okresie małżeństwa.
Szukając pomysłu na utrwalenie na wieczność chwały Valinoru, postanowił stworzyć Silmarile, najwspanialsze ze swoich dzieł. Użył do tego wszystkich swych umiejętności i całej mocy.
Jednak Melkorowi udało się go omotać, mówiąc o rozległych krainach Śródziemia przeznaczonych przez Valarów dla, jak mówił, słabej rasy ludzkiej. Fëanor był pierwszym elfem, który się o niej dowiedział. Melkor rozbudził tym samym w sercu Fëanora żądzę wolności i rozleglejszych królestw. Chciał w ten sposób zdobyć Silmarile, jak do tej pory nieuchwytne dla niego. Wprawdzie Fëanor na wielkie uroczystości stroił czoło tymi klejnotami, lecz zazwyczaj trzymał je ściśle strzeżone w Tirionie.
Wtedy to też między Fëanorem a Fingolfinem, poważanymi książętami Ñoldorów, zrodziła się zazdrość o prawa, majątek i uwagę ich ojca, Finwego. Melkor wykorzystał okazję, puszczając w obieg plotkę, która dotarła do uszu Fëanora. Mówiła ona o planowanym spisku Fingolfina, który zamierzał ponoć przejąć dla siebie całą władzę. Działo się to podobno za przyzwoleniem Valarów, którym nie podobało się, iż Silmarile znajdują się w Tirionie, zamiast być oddane pod ich pieczę. Rozgniewany Fëanor urządził tajemną kuźnię, tworząc tam broń i zbroje.
Gdy Fëanor pierwszy otwarcie wystąpił przeciw Valarom, publicznie (niesłusznie) oskarżając Fingolfina o próby przejęcia jego pierwszeństwa przed ich ojcem, uznali go za głównego wichrzyciela. Valarowie więc skazali go na dwunastoletnie wygnanie z Tirionu, uświadamiając sobie jednocześnie uczynki Melkora. Fëanor zbudował więc w górach Formenos, zamek i skarbiec, w którym przechowywane były kosztowności i broń, a Silmarile zamknięte były w komnacie z żelaza. Tam też się przeniósł król Finwë, zostawiając Fingolfinowi władzę nad Ñoldorami w Tirionie.
Pewnego dnia Melkor zjawił się w Formenos, próbując na nowo rozbudzić w nim buntownicze myśli i proponując pomoc w ucieczce do Krain Zewnętrznych. Powiedział mu także o domniemanym niebezpieczeństwie, jakie wisi nad Silmarilami. Fëanor zrozumiał, że Melkor pożąda Silmarilów. Wtedy Fëanor przeklął Melkora rozkazując mu odejść natychmiast, a upokorzony Melkor uciekł (jak wszyscy myśleli) z Valinoru. Z tej okazji Valarowie rozkazali Fëanorowi przyjść na uroczystości. Fëanor przybył, lecz skromnie ubrany i bez Silmarili. Spotkał się przed tronem Manwego z Fingolfinem i książęta pojednali się, przynajmniej w słowach. Wtedy to Drzewa Valinoru zostały zniszczone. Valarowie poprosili więc Fëanora o zniszczenie Silmarili, żeby uzyskać światło niezbędne do odzyskania światła. Fëanor odmówił jednak. Wysłannicy powiedzieli wkrótce, że Melkor rozbił także skarbiec Fëanora i zabrał wszystkie klejnoty nagromadzone w Formenos, zabijając jednocześnie Finwego.
Jednak Fëanor bardziej cierpiał po stracie Finwego, niż Simarili, i długo rozpaczał w ciemnościach, bowiem żaden w świecie syn nie czcił głębiej niż on swego rodzica.
Po pewnym czasie Fëanor zjawił się w Tirionie, wbrew woli Valarów, którzy nałożyli na niego wyrok banicji. Przybyło wielu Ñoldorów, ciekawych, co im powie Fëanor. Tej nocy wygłosił mowę, której Ñoldorowie nigdy nie zapomnieli.
Potem Fëanor złożył wraz ze wszystkimi synami przysięgę: przyrzekli ścigać zemstą i nienawiścią aż do końca świata Valara, demona, elfa czy też człowieka z nienarodzonego jeszcze ludzkiego plemienia, każdą istotę dużą czy małą, dobrą czy złą, jakiekolwiek stworzenie, które zjawi się odtąd aż po kres czasu, jeśli spróbuje przywłaszczyć sobie, zagarnąć lub przetrzymywać Silmarile, należne z prawa Fëanorowi i jego rodowi.
W końcu Fëanorowi udało się przeciągnąć większość słuchaczy na swoją stronę. Wyprawa składająca się z lojalnych Fëanorowi elfów, wędrujących na przedzie, i mniej chętnego, ociągającego się hufca Fingolfina, szła na północ. Ochłonąwszy jednak z pierwszego uniesienia, Fëanor zastanowił się i zrozumiał, że wielka gromada nie zdoła pokonać niezliczonych mil drogi na północ i przeprawić się za morze bez statków; budowa floty zajęłaby za dużo czasu, nawet gdyby Ñoldorowie mieli w swoich szeregach wprawnych szkutników. Postanowił więc jednak słynących ze swych statków Telerich przeciągnąć na swoją stronę. Jednak w Alqualondë nie udało mu się, gdyż Teleri byli mocniej związani i bardziej lojalni wobec Valarów.
Fëanor po odmowie długo się zastanawiał, pogrążony w czarnych myślach. Postanowił jednak, bez względu na koszty zając statki Telerich. Ci jednak stawili silny opór. Tak rozpoczęło się Bratobójstwo w Alqualondë. Jednak spóźniony hufiec Fingolfina, widząc nadchodzącą klęskę swych rodaków postanowił pomóc, co zrobił skutecznie.
Ñoldorowie opanowali więc statki i wyruszyli. Morze jednak wzburzyło się przeciw zabójcom, rozpętując sztorm, który zabił wielu Ñoldorów. Więcej szczegółów o tym Bratobójstwie w Alqualonde można znaleźć w żałobnej pieśni „Ñoldolante, Upadek Ñoldorów”, którą Maglor ułożył, nim zaginął.
W czasie wędrówki, herold Manwego (prawdopodobnie Námo) ogłosił im, że Ród Fëanora, tak samo jak wszyscy ich poplecznicy zostaje przeklęty przez Valarów i że nigdy nie zdobędą Silmarili. Wtedy to wielu spośród Ñoldorów wróciło do Amanu, gdzie uzyskali przebaczenie. Po długiej i męczącej podroży dotarli do Helcaraxe, gdzie, bezpiecznie, statkami, mogła przeprawić się tylko część Ñoldorów. Fëanor i jego synowie postanowili zawładnąć całą flotyllą i wymknąć się cichcem; od dnia bitwy w Alqualonde zatrzymali władzę nad statkami, a ich załogi składały się wyłącznie z elfów oddanych bez zastrzeżeń Fëanorowi i tych, którzy brali bezpośredni udział w bitwie z Telerimi. Udało im się to bez przeszkód, zostawili jednak hufiec Fingolfina, który poniósł olbrzymie straty podczas samotnej przeprawy do Śródziemia. Fëanor wylądował przy ujściu fiordu zwanego Drengist, wrzynającego się głęboko w krainę Dor-lómin.
Fëanor wraz z innymi elfami ze szczepu Ñoldorów osiedlił się w Beleriandzie, gdzie (w czasie pierwszego obozowiska) niespodziewanie zaatakował ich Morgoth (szczegóły w Dagor-nuin-Giliath). Zwyciężyli jednak, lecz był to dopiero początek wojen o Beleriand.
Fëanor zginął w Mithrimie na granicy Dor Daedeloth (kraju otaczającego siedzibę Morgotha), podczas bitwy Dagor-nuin-Giliath, w której szturmując Angband, bohatersko walczył z balrogami, raniony śmiertelnie został przez Gothmoga. „Nie miał wszakże pogrzebu ani grobowca, bo ognisty duch opuszczając ciało spalił je na popiół (...)” Silmarillion Stało się to w pierwszych dniach Pierwszej Ery.

### Finarfin
Był najmłodszy spośród dzieci Finwego. Jego matką była Indis. Ożenił się z Eärweną z Telerich i spłodził z nią czworo dzieci: Finroda, Angroda, Aegnora i Galadrielę.
Po śmierci ojca wziął udział w ucieczce Ñoldorów do Śródziemia, ale zawrócił do Amanu po ogłoszeniu przez Mandosa przepowiedni o zagładzie swego plemienia. Po powrocie prosił Valarów o przebaczenie i otrzymał zgodę na pozostanie w Amanie. Został królem Ñoldorów pozostałych w Nieśmiertelnych Krainach i prawdopodobnie panował w Tirionie. W czasie Wielkiej Bitwy poprowadził lud Ñoldorów do walki. Był najpiękniejszym i najmądrzejszym spośród dzieci Finwego.
Imię Finarfin jest przekształconym w sindarinie quenejskim imieniem Arafinwë.
Spośród książąt ñoldorskich on jeden i jego potomstwo mieli złote włosy, odziedziczone po Indis, która pochodziła ze szczepu Vanyarów.

### Findis
Była najstarszym dzieckiem Finwego i Indis. Pozostała wraz z Finarfinem i Indis w Valinorze, gdy Fingolfin z Irime udali się do Śródziemia.

### Finduilas
Pojawia się w Silmarillionie, Dzieciach Húrina i „Niedokończonych Opowieściach” .
Była córką Orodretha z Nargothrondu, kochała Gwindora, który nazywał ją Faelivrin. Gdy Túrin przybył do królestwa jej ojca wraz z Gwindorem, Finduilas zakochała się w Túrinie, jednak nie żywił on do niej takiej miłości jakiej pragnęła. Po zniszczeniu Nargothrondu została zabita przez uciekających po złupieniu jej królestwa orków. Túrin po wielkich trudach nie zdołał jednak ocalić Finduilas. Została ona przyszpilona włócznią do drzewa, podczas próby uratowania niewolników przez leśnych ludzi. Córka Orodretha spoczywała przy przeprawie na Teiglinie, a jej kurhan zwał się Haudh-en-Elleth, Wzgórze Księżniczki Elfów. Ostatnie słowa Faelivrin brzmiały: „Mormegil! Przekażcie Mormegilowi, że Finduilas jest tutaj”.

### Fingolfin

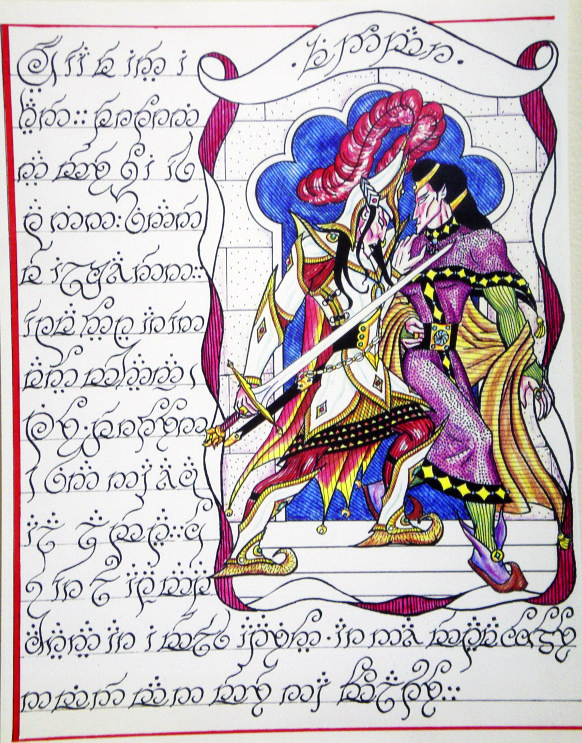
Wyobrażenie Fingolfina i Fëanora

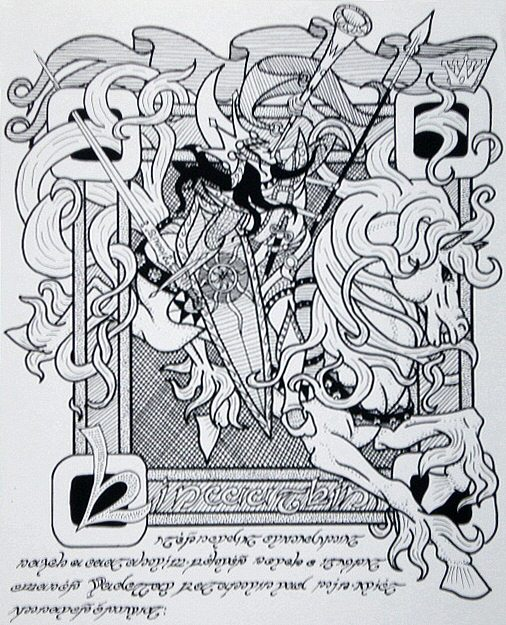
Fingolfin na koniu

Był starszym synem Finwego i Indis, młodszym od przyrodniego brata, Fëanora. Jego rodzonym bratem był Finarfin, a siostrami Findis i Irimë. Jego żoną w Valinorze została Anairë, z którą miał czworo dzieci: Fingona, Turgona, Aredhelę i Argona.
Fingolfin był przywódcą największej grupy Ñoldorów w ich wyprawie z Amanu do Śródziemia, jednak Anairë pozostała w Wiecznych Krainach. Poprowadził swój lud przez cieśninę Helcaraxë.
W bitwie Dagor-nuin-Giliath żołnierze Fingolfina rozgromili wojska orków próbujące zaatakować od tyłu armię jego brata. W czasie tych walk zginął jego najmłodszy syn, Argon, a Fingon, dzięki pomocy Thorondora, uratował Maedhrosa z rąk Morgotha. Wdzięczny za pomoc Maedhros ogłosił stryja Najwyższym Królem Ñoldorów. Od tej chwili Fingolfin sprawował on władze w Hithlumie, północnym regionie Beleriandu. W czasie swojego panowania nawiązał kontakt z Sindarami.
Po zwyciężeniu orków w bitwie Dagor Aglareb elfickie wojska pod wodzą Fingolfina przystąpiły do oblężenia Angbandu. Trwało ono prawie czterysta lat. Zakończyło się bitwą Dagor Bragollach. Armia Ñoldorów poniosła znaczne straty, a widząc nadchodzącą klęskę, Fingolfin w pojedynkę ruszył do siedziby Morgotha, by wyzwać go na pojedynek. Siedem razy ranił Ringilem Morgotha, lecz gdy potknął się i upadł, Morgoth zmiażdżył jego gardło stopą. Fingolfin ranił jeszcze Morgotha w stopę, na którą ten miał kuleć do śmierci w czasie Dagor Dagorath.

### Fingon
Był najstarszym synem Fingolfina i Anairë.
Uratował przykutego do skały Thangorodrimu Maedhrosa, dzięki temu nastąpiło pojednanie poróżnionych od czasu przyjścia do Beleriandu Ñoldorów.
Został Najwyższym Królem Ñoldorów po śmierci swego ojca. Władał Dor-lóminem, a po śmierci Fingolfina całym Hithlumem. W bitwie Nirnaeth Arnoediad Fingon niemalże zwyciężył, został jednak zabity przez Gothmoga, przywódcę Balrogów, a jego kraj zajęli Easterlingowie. Po jego śmierci Najwyższym Królem został jego brat, Turgon.
W Silmarillionie Fingon jest podany jako ojciec Gil-galada.

### Finrod
Był najstarszym synem Finarfina.
Zbudował cytadelę Minas Tirith na Sirionie oraz Nargothrond na Narogu. Był przyjacielem krasnoludów, od których otrzymał imię Felagund (sin. Władca Jaskiń), oraz naszyjnik Nauglamír (który Hurin ofiarował później Thingolowi).
Około 310 roku Pierwszej Ery przypadkowo spotkał pierwszych Edainów w Ossiriandzie. Nazwali go w swoim języku Nom (mądrość). Niedługo potem ich przywódca Bëor wstąpił do Finroda na służbę. W roku 455 razem z Berenem i dziesięcioma elfami z Nargothrondu wyruszył po Silmaril, dotrzymując przysięgi złożonej Barahirowi. Rządy namiestnicze w swoim królestwie oddał swemu bratankowi, Orodrethowi. Finrod i jego towarzysze, próbując przejść niezauważeni w przebraniu orków przez wrogie kraje, zostali pojmani przez Saurona. Tam Finrod stoczył pojedynek na pieśni z Sauronem, a po nim został uwięziony w lochach Tol-in-Gaurhoth. Wilkołak zabijał po kolei jego towarzyszy, gdyż Sauron zachował Finroda na koniec. Gdy został tylko Finrod i Beren, Finrod zaatakował wilkołaka, używając tylko zębów i pięści. Zabił go, jednak sam odniósł śmiertelne rany.
W quenyi jego imię brzmi Artafindë.

### Gelmir
Elf z Nargothrondu, był bratem Gwindora i synem Guilina. W bitwie Dagor Bragollach przewodził oddziałowi z Nargothrondu i został wzięty do niewoli, gdzie został oślepiony. Zginął w 473 Pierwszej Ery w czasie Nirnaeth Arnoediad. Orkowie odrąbali mu wtedy ręce i nogi, a na końcu głowę, by sprowokować oddział Gwindora do ataku.

### Gil-galad
Gil-galad był elfem z rodu Finwego, ostatnim z Najwyższych Królów Ñoldorów. Został królem po upadku Gondolinu i śmierci poprzedniego Króla, Turgona. Według opublikowanego Silmarilionu ojcem Gil-galada był Fingon, syn Fingolfina i wnuk Finwëgo. Historia Śródziemia wskazuje jednak, że intencją J.R.R. Tolkiena było raczej przedstawienie Gil-galada jako elfa z rodu Finarfina, jako że opisywany był jako syn albo Finroda Felagunda albo Orodretha.
Jego imię ojcowskie w quenyi brzmiało Artanáro. Sindarińską formą tego imienia był Rodnor, ale najlepiej znany był pod swym imieniem matczynym Ereinion (sin. Potomek Królów) i pod swym epessë, tytułem honorowym Gil-galad (sin. Gwiazda Promienista).
Przez większą część Pierwszej Ery Gil-galad mieszkał razem z Círdanem z dala od strasznych wojen północy. Po śmierci Turgona przypadła mu godność Najwyższego Króla Ñoldorów. W Drugiej Erze objął władzę nad Lindonem. Był potężnym i mądrym władcą. Nie chciał rozmawiać z Sauronem, gdy ten przyszedł pod postacią Annatara. To samo doradzał innym, ale elfowie z Eregionu nie posłuchali go. Gil-galad został powiernikiem najpotężniejszego z Trzech Pierścieni, Vilya, pierścienia z szafirem. Pod koniec Drugiej Ery oddał go Elrondowi.
Kiedy w 1693 roku Drugiej Ery wybuchła pierwsza wojna z Sauronem, Gil-galad wysłał pod wodzą Elronda armię do Eriadoru. Wojska Saurona były znacznie potężniejsze, jednak na pomoc elfom przybył Tar-Minastir, król Númenoru i wspólnymi siłami pokonano Saurona.
W 3320 roku Drugiej Ery do Śródziemia przybyli Númenorejczycy. Po zagładzie Númenoru przeżyło niewielu Dúnedainów, a wśród nich Elendil i jego synowie: Anárion i Isildur. Gil-galad przyjął w swoim kraju Elendila i pozwolił założyć mu królestwo żyjące w przyjaźni z elfami.
W 3429 roku Drugiej Ery Sauron ponownie napadł na Zachodnie Kraje. Najpierw zaatakował Gondor i podczas gdy Anarion stawiał mu opór, jego brat Isidur wyruszył na północ, by sprowadzić pomoc. W 3430 roku zawiązał się Ostatni Sojusz elfów i ludzi. W 3431 roku wojska wyruszyły z Arnoru. Zatrzymały się na jakiś czas w Rivendell, po czym w 3434 roku przekroczyły Góry Mgliste i stanęły do walki na równinie Dagorlad. Dzięki postawie wodzów Ostatniego Przymierza – Gil-galada i Elendila – siły Saurona zostały rozbite i zwycięzcy królowie wkroczyli do Mordoru. Rozpoczęło się trwające aż siedem lat oblężenie Barad-dûr. W 3440 roku zginął Anárion, trafiony pociskiem z okna Czarnej Wieży. W końcu w 3441 roku Drugiej Ery Sauron wyszedł ze swojej wieży, by stoczyć pojedynek z Gil-galadem i Elendilem. Ponieśli oni śmierć w tym pojedynku. Isildur szczątkami ojcowskiego miecza odciął Pierścień z ręki Saurona, tym samym łamiąc jego potęgę.
Gil-galad walczył włócznią Aeglos.

### Gildor
Gildor Inglorion pochodził z rodu Finarfina. Był przywódcą grupy elfów, którzy mieszkali w Rivendell i odbywali od czasu do czasu wyprawy do Wieżowych Wzgórz, by spojrzeć w palantír, który był tam przechowywany. Podczas takiej wędrówki spotkał Frodo Bagginsa, który z przyjaciółmi podróżował z Shire do Bree.
Pod koniec Trzeciej Ery przebył morze razem ze Strażnikami Trzech Pierścieni.

### Glorfindel
Glorfindel był jednym z wodzów w Gondolinie, a także głową rodu Złotego Kwiatu. Ze względu na złote włosy Glorfindela istnieje przypuszczenie, że pochodził z rodu Finarfina. W czasie bitwy Nirnaeth Arnoediad odznaczył się męstwem dowodząc lewym skrzydłem podczas odwrotu armii Turgona. Swoją odwagę i waleczność udowodnił podczas upadku Gondolinu, gdy niedobitkowie Gondolindrimów wpadli w zasadzkę zastawioną na Cirith Thoronath. Stoczył wtedy walkę z Balrogiem, w której obaj ponieśli śmierć spadając ze skał. Dzięki niemu ocaleli Tuor i Idril.
Glorfindel pojawia się także w trylogii Władcy Pierścieni, gdzie zasiada obok Elronda w Rivendell. Możliwe, że jest to ta sama osoba i że po opuszczeniu hal Mandosa pozwolono mu użyć Prostej Drogi, aby mógł wspierać elfów Śródziemia w walce z Sauronem. Glorfindel prawdopodobnie brał udział w obradach Białej Rady. Dowodził siłami, które uczestniczyły w pokonaniu Angmaru w bitwie pod Fornostem. Pomagał Powiernikowi Pierścienia w dotarciu do Ostatniego Przyjaznego Domu, walcząc z Upiorami Pierścienia przy brodzie Bruinen.
Glorfindel był jednym z niewielu, których lękał się Czarnoksiężnik z Angmaru. Po bitwie pod Fornostem przegranej przez armię Angmaru, Glorfindel zmusił go do ucieczki. Właśnie z ust Glorfindela padła przepowiednia o zgubie Czarnoksiężnika.
Jego imię znaczy w sindarinie dosłownie złoto-włosy.

### Gwindor
Książę Nargothrondu, syn Guilina. Dowodził oddziałem Nargothrondu w Nirnaeth Arnoediad. Furia spowodowana przed bitwą widokiem tortur jego brata Gelmira pchnęła go do ataku na wojska Morgotha i niemal dała elfom zwycięstwo. Za oddziałem Nargothrondu ruszyła do walki cała armia Eldarów i została zatrzymała dopiero przed samym Angbandem. Tam sytuacja zmieniła się na korzyść Morgotha, a wysunięty najdalej oddział Gwindora został okrążony i zniszczony. Gwindora pojmano i stał się niewolnikiem w kopalniach na północy. W końcu uciekł z niewoli i długo błąkał się po Taur-nu-Fuin oszołomiony grozą tego miejsca.
Znalazł go tam Beleg i razem uratowali Túrina Turambara z rąk orków. Po śmierci Belega poprowadził Túrina do Nargothrondu, gdzie Túrin szybko zdobył względy mieszkańców i króla Orodretha.
Gwindor zginął w bitwie Tumhalad.

### Idril
Pojawia się w Silmarillionie. Pewne informacje na jej temat znajdują się w Dodatkach do trzeciego tomu  Władcy pierścieni.
Była księżniczką Gondolinu, jedynym dzieckiem Turgona i Elenwë. Urodziła się i wychowała w Amanie. Słynęła ze swej wielkiej urody. Szczególnie podziwiano jej długie, piękne włosy, złociste niczym światło Laurelinu. Idril była też mądra i dalekowzroczna. Podczas buntu Noldorów opuściła krainę Valarów wraz z rodzicami i większością pobratymców. W hufcu Fingolfina przemierzyła całą długą drogę do Śródziemia. Jednak podczas przeprawy przez cieślinę Helcaraxë straciła matkę.
Początkowo w Beleriandzie mieszkała razem ze swoim ojcem w Nevraście, a potem (od 104 roku Pierwszej Ery) przeniosła się do Gondolinu, gdzie żyła w spokoju przez wiele lat. Mówiono, iż właśnie księżniczka Idril jest największym skarbem tego pięknego miasta. W 330 roku była świadkiem tragicznych wydarzeń: jej ciotka Aredhela, która powróciła do Gondolinu po wielu latach, zmarła śmiertelnie zraniona przypadkiem przez męża Eöla, który doścignął małżonkę w mieście. Sam Eöl został stracony na rozkaz Turgona, mimo iż Idril prosiła ojca o miłosierdzie dla niego. Nie lubiła swojego kuzyna, Maeglina, który osiadł w Gondolinie. Nieufność tę potęgował fakt, iż zdawała sobie sprawę, że Maeglin kocha ją i pożąda, (...) a to, co czytała w jego myślach, tym bardziej ją odstręczało. Miłość, którą żywił do ciotecznej siostry, wydawała jej się czymś dziwacznym i niezdrowym (...). Sytuacja ta nie zmieniała się przez wiele lat.
W 496 roku Idril poznała jednak człowieka, Tuora, syna Huora, który przybył do Gondolinu jako wysłannik samego Ulma. Podczas pobytu w mieście Tuor pokochał z wzajemnością księżniczkę. Za zgodą Turgona odbył się ich ślub (503 rok). Był to drugi w historii Śródziemia związek małżeński między Eldarami a Edainami. W rok później urodził się syn Idril i Tuora, Eärendil. Cała rodzina szczęśliwie żyła przez następne lata, lecz księżniczkę ogarniał coraz większy niepokój. Nakazała więc zaufanym elfom rozpocząć budowę tajemnego przejścia, wiodącego z Gondolinu na północ. W 511 roku wojska Morgotha (dzięki zdradzie Maeglina) zaatakowały miasto. Podczas szturmu Idril wraz z Eärendilem została pojmana przez Maeglina, lecz Tuor zdołał go zabić. Wraz z garstką ocalałych mieszkańców udało im się uciec z Gondolinu tajnym przejściem, a później wydostać się z obrębu gór przez przełęcz Cirith Thoronath. Wszyscy schronili się wpierw w krainie Nan-tathren, a później w Przystaniach Sirionu.
Tam Idril i Tuor żyli w spokoju przez dłuższy czas. Około 543 roku oboje odpłynęli statkiem Eärrámë na Najdalszy Zachód. Dalszy los Idril, tak jak los Tuora, pozostaje niepewny. Przypuszczalnie przez jakiś czas żyła w Amanie lub na Tol Eressëi wraz z mężem, który prawdopodobnie otrzymał od Valarów zgodę na przebywanie tam przez jakiś czas. Gdy jednak w końcu Tuor zmarł, być może Idril też wybrała los śmiertelników, tak jak Lúthien.
Postać Idril pojawia się również w Upadku Gondolinu, najwcześniejszym z mitologicznych tekstów Tolkiena, opublikowanych przez jego syna Christophera w Księdze zaginionych opowieści. Z jego treści (zawartej w tomie 2) nie dowiadujemy się prawie nic o losach Idril przed przybyciem Tuora do Gondolinu. Mowa jest tylko o tym, że nie chciała Meglina (późniejszego Maeglina) za męża i wyjaśnione jest pochodzenie jej przydomku: A panna zaiste wyróżniała się urodą, a ponadto odwagą; lud zwał ją Idril Srebrnostopą, gdyż wyjąwszy czas świąt Ainurów, często chadzała boso i z odkrytą głową, chociaż córką królewską była. W Księdze zaginionych opowieści określa się związek Tuora i Idril jako pierwszy między ludźmi i elfami. W stosunku do Silmarillionu tekst Upadku Gondolinu podaje nieco więcej informacji o życiu małżonków. Wedle niego Idril miała w pewnym stopniu dar widzenia przyszłości, dzięki któremu wymyśliła plan budowy tunelu. Także opis szturmu Gondolinu przez wojska Melka (wcześniejsza forma miana Melkor) jest bardziej bogaty w szczegóły dotyczące losów rodziny Idril.
Późniejsze losy księżniczki (już po osiedleniu się uciekinierów przy ujściu Sirionu) są bardzo niejasne. Pewne informacje na jej temat znajdują się w zarysie Opowieści o Eärendilu (tom 3 Księgi zaginionych opowieści). Są to zebrane przez Christophera różne szkice i plany tego tekstu, którego Tolkien nigdy nie spisał w pełnej, narracyjnej formie. Wedle tychże materiałów, pewnego dnia postarzały Tuor opuszcza ujście Sirionu, pożegnawszy się z Eärendelem (Eärendilem). Rankiem Idril przychodzi na brzeg morza i widzi już tylko statek niknący w oddali. W czasie gdy Eärendel i Voronwë poszukują Tuora, Idril sama postanawia ruszyć śladem męża. Odpływa z ujścia Sirionu jeszcze przed powrotem syna. Wszelki słuch po niej zaginął i jej dalsze losy pozostają nieznane.
Wedle jednej z wersji opisującej późniejsze podróże Eärendela, Idril miała wylądować na Wyspie Snów, jednej z Wysp Półmroku, rozciągających się przed Valinorem. Tam zbudowała Perłową Wieżę i na jej szczycie usnęła, czekając na powrót Tuora. Obudzić ją miał gong, odzywający się na statku Eärendela, który przepływał tamtędy. Lecz ani syn, ani matka nie zdawali sobie sprawy, iż wyminęli się. Tolkien jednak odrzucił tę wersję.
Księżniczkę zwano też Celebrindal (sin. Srebrnostopa).
Imię Idril pochodzi z sindarinu i znaczy w tej mowie Iskrzące lśnienie lub Iskrzący blask. Zostało ono nadane księżniczce w Beleriandzie jak tłumaczenie jej właściwego quenejskiego imienia – Ithrillë lub Itarildë.

### Irimë
Córka Finwego i Indis, siostra Fëanora, Fingolfina, Finarfina i Findis. Irime podążyła do Śródziemia wraz z Feanorem i Fingolfinem, gdy reszta jej rodzeństwa pozostała w Amanie.

### Maedhros

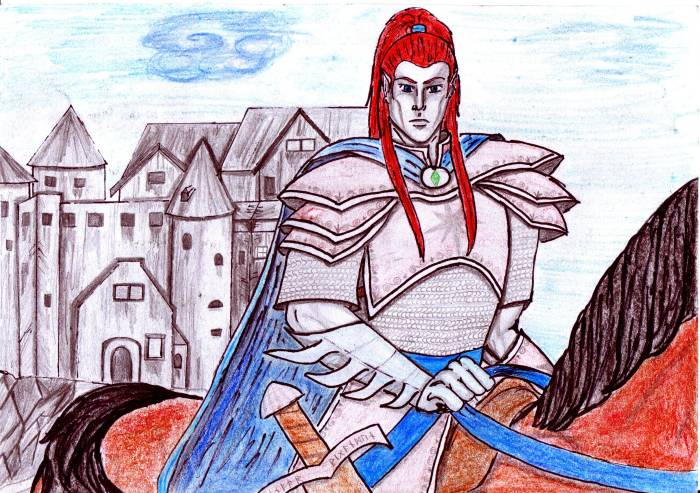
Wyobrażenie Maedhrosa

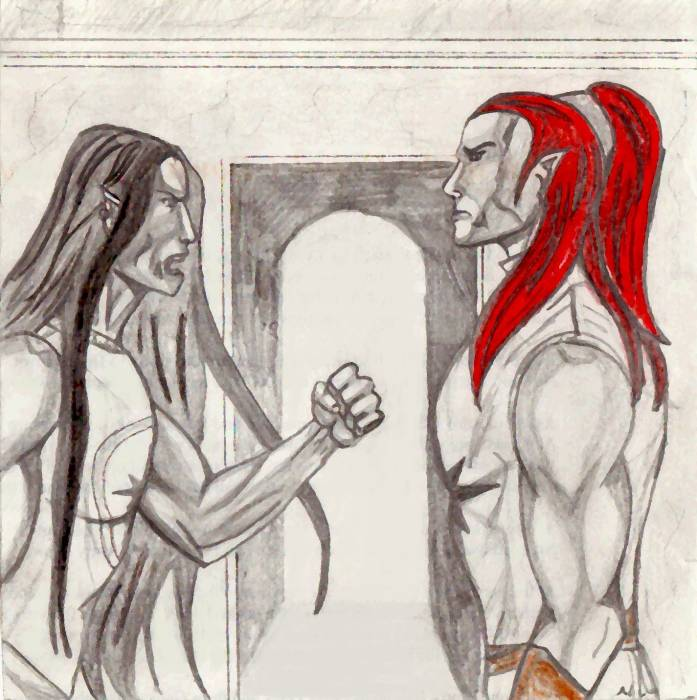
Wyobrażenie Maglora i Maedhrosa

Był najstarszym z synów Fëanora i Nerdaneli, bratem Maglora, Celegorma, Caranthira, Curufina, Amroda i Amrasa.
Uważany za przywódcę synów Fëanora. W Valinorze wraz z braćmi przyniósł Fëanorowi wiadomość o śmierci Finwego, razem z braćmi i ojcem złożył Przysięgę, że odbiorą Silmarile Morgothowi, i dlatego zostali poddani Wyrokowi Mandosa. Wyruszyli do Śródziemia. Po śmierci Fëanora Morgoth podstępnie schwytał Maedhrosa i przykuł go do ściany w Thangorodrimie. Jednak jego przyjaciel Fingon uratował go, odrąbując mu prawą rękę nad nadgarstkiem. Orzeł Thorondor zaniósł ich poza zasięg sług Morgotha.
Po powrocie Maedhros uznał Fingolfina za Najwyższego Króla Ñoldorów i wraz z braćmi strzegł wschodnich przełęczy Beleriandu. Mieszkał w fortecy zwanej Himring. Po Dagor Bragollach i powodzeniu misji Berena i Lúthien, aby zjednoczyć Ñoldorów, Maedhros stworzył Ligę, która poniosła klęskę w Nirnaeth Arnoediad.
Brał udział w ataku na Doriath, a w 538 roku Pierwszej Ery zniszczył przystanie u ujścia Sirionu, gdzie wziął do niewoli Elronda i Elrosa.
Po Wojnie Gniewu i pokonaniu Morgotha Maedhros namówił Maglora i ukradli razem z obozu Valarów dwa Silmarile. Jednak bracia przekonali się, że Wyrok Mandosa na nich działa i stracili prawo do klejnotów, gdyż klejnoty paliły ich w dłonie. Maedhros popełnił samobójstwo rzucając się w ognistą przepaść wraz z jednym z Silmarili.

### Maeglin
Urodził się w 320 roku wpuszczy Nan Elmoth. zginął w 510 roku Pierwszej Ery. Był synem Eöla i Aredheli.
Matka nadała mu wtedy skrycie imię w języku Ñoldorów (quenyi) – Lómion – co znaczy Dziecko Półmroku. Imię Maeglin (sind. Bystrooki) dostał od ojca, gdy ukończył siedem lat. Przyjaźnił się z krasnoludami. Wraz z ojcem często odwiedzał ich siedziby w Górach Błękitnych: Nogrod i Belegost.
Kiedy jego ojciec wyruszył w podróż do krasnoludów, on wraz z matką uciekł z Nan Elmoth do Gondolinu, gdzie został dobrze przyjęty. Tam właśnie spotkał Idril, córkę Turgona i zakochał się w niej.
Często wybierał się z najbliższymi towarzyszami poza krąg gór (potajemnie, gdyż Turgon nic o tym nie wiedział) i wpadł w ręce orków, którzy zawlekli go do Angbandu. Pod groźbami tortur Maeglin załamał się i wyjawił Morgothowi położenie Gondolinu i jakimi ścieżkami się można tam dostać.
Zginął podczas napaści na Gondolin, zabity przez Tuora. Spadł z murów miasta, trzykrotnie się odbijając od skał Amon Gwareth.

### Maglor
Urodził się w Amanie w czasie trwania Lat Drzew i jako jedyny syn Fëanora przeżył Pierwszą Erę (jego późniejsze losy nie są znane). Jego imię w quenyi brzmiało Canafinwë, co oznacza Finwë o mocnym (pięknym) głosie, a imię nadanę mu przez matkę to Macalaurë – Kujący Złoto. Nawiązywało ono do jego umiejętności gry na harfie.
Był drugim synem Fëanora i Nerdaneli, który odziedziczył po matce jej delikatną naturę. Został słynnym minstrelem. Maglor widział śmierć ojca z rąk Balrogów w czasie Dagor-nuin-Giliath. Wraz z resztą braci zamieszkał na wschodzie Beleriandu. Osiadł pomiędzy Większym Gelionem a Małym Gelionem, rzekami tworzącymi Gelion. Region ten, zwany Szczerbą Maglora, nie posiadając wzgórz, podatny był na ataki z północy. Bezpieczna przez cztery i pół wieku kraina została zrujnowana przez smoka Glaurunga w czasie Dagor Bragollach. Maglor zmuszony został do ucieczki do fortu Maedhrosa na górze Himring.
Synowie Feanora wzięli udział w Nirnaeth Arnoediad, ale przez zdradę Uldora przegrali ją. Maglor zabił zdrajcę, jednak wynik walki był już przesądzony. W 509 roku Maglor wziął udział w ataku na Menegroth. Bitwa ta znana jest jako Drugie Bratobójstwo. Maglor wraz z Maedhrosem zaopiekował się synami Elwingi i Eärendila, Elrondem i Elrosem.
Po upadku Morgotha, gdy odnaleziono pozostałe dwa Silmarile, ostatni synowie Feanora ukradli je z obozu Eonwego. Jednak ich złe czyny w celu osiągnięcia Silmarili sprawiły, że klejnoty paliły ich, a oni w desperacji porzucili je. Maedhros skoczył z jednym do ognistej szczeliny, a Maglor wrzucił drugi do morza. Według mitologii wciąż błąka się po świecie, lamentując nad swoim losem.

### Mahtan
Ojciec Nerdaneli, teść Fëanora.
Był zręcznym kowalem z Amanu, nauczył się sztuki obróbki metali i kamieni od Aulego, dlatego też nazywany był Aulendur, Służący Aulego. Na głowie nosił miedzianą opaskę (którą później posiadał jego wnuk Maedhros), wskazującą na jego umiłowanie metalu. Mahtan wiele nauczył Fëanora, do którego miał później żal za użycie przekazanej wiedzy do wykucia pierwszych broni i zbroi w Błogosławionym Królestwie.
Mahtan nosił brodę, co było niezwykłe wśród elfów. Miał rude włosy, które odziedziczyli po nim jego wnukowie: Maedhros, Amrod i Amras.

### Míriel
Pojawia się w Silmarillionie.
Nosiła przydomek Serindë (Hafciarka), słynęła bowiem z tworzenia najpiękniejszych tkanin i haftów. Poślubiła Finwego. Urodziła mu syna, Fëanora, jednak wyczerpało ją to zarówno fizycznie, jak i duchowo. Udała się do ogrodów Lórien, gdzie (jak miał nadzieję Finwë) powinna była wyzdrowieć. Jednak Míriel zmarła.
Mimo że pochodziła z plemienia Ñoldorów, miała srebrne włosy. Jej imię znaczy dosłownie Klejnot-kobieta.
Imię to nosiła również Tar-Míriel, ostatnia królowa Númenoru, córka Tar-Palantira, zmuszona do małżeństwa z Ar-Pharazônem.

### Nerdanela
Była córką wyróżnianego przez Aulego kowala Mahtana, żoną Fëanora. Po ojcu odziedziczyła wyjątkowy u elfów rudy kolor włosów. Niemal dorównywała mężowi siłą woli, lecz miała więcej niż on cierpliwości i początkowo powściągała Fëanora; później zraził ją swymi pochopnymi czynami i małżonkowie oddalili się od siebie. Nerdanela urodziła Fёanorowi siedmiu synów: Maedhrosa, Maglora, Celegorma, Caranthira, Curufina, Amroda i Amrasa, i kilku z nich przekazała własne przymioty charakteru.
Nerdanela prawdopodobnie była dobrą rzeźbiarką. Elfowie mówili, że jej posągi wyglądają jak żywe.
Nie udała się wraz mężem i synami na wygnanie do Śródziemia.

### Orodreth
Pochodził z rodu Finarfina, był drugim i ostatnim królem Nargothrondu.
Pochodzenie Orodretha jest przedmiotem kontrowersji. W większości tekstów Tolkiena (w tym The Grey Annals, The Later Quenta Silmarillion i The Annals of Aman) przedstawiony jest on jako syn Finarfina i Eärweny (a zatem brat Finroda Felagunda; na tę wersję zdecydował się Christopher Tolkien w opublikowanym Silmarillionie). Jednak J.R.R. Tolkien zdecydował się na zmianę pochodzenia Orodretha, czyniąc go najpierw synem Finroda Felagunda, a później jego bratankiem, a synem Angroda.
Orodreth w wielu tekstach J.R.R. Tolkiena jest ojcem Gil-galada, którego jednak w opublikowanym Silmarillionie Christopher Tolkien przedstawił jako syna Fingona.
Jako jedyny z synów Finarfina opowiedział się za rozważnym podejmowaniem decyzji co do ucieczki z Valinoru. W Beleriandzie dowodził załogą Minas Tirith, którą obronił podczas Dagor Bragollach. Niedługo później, po śmierci Fingolfina, utracił ją po szturmie sług Saurona. Został wtedy zmuszony do ucieczki do Nargothrondu. Gdy Finrod postanowił pomóc Berenowi w zdobyciu Silmarila, Orodreth został regentem, a po śmierci brata – drugim królem Nargothrondu.

### Rúmil
Żył w Pierwszej Erze w Tirionie. Pochodzenie jego imienia nie jest do końca znane, prawdopodobnie wywodzi się od słowa rum oznaczającego tajemnicę. Po upadku Drzew Valinoru nie powrócił do Śródziemia, lecz został w Amanie.
Największym osiągnięciem Rúmila było wynalezienie pierwszego pisma zwanego sarati, udoskonalonego później przez Fëanora i nazwanego tengwarem. Historia Śródziemia przypisuje mu również autorstwo między innymi Ainulindalë oraz Valaquenty.

### Turgon

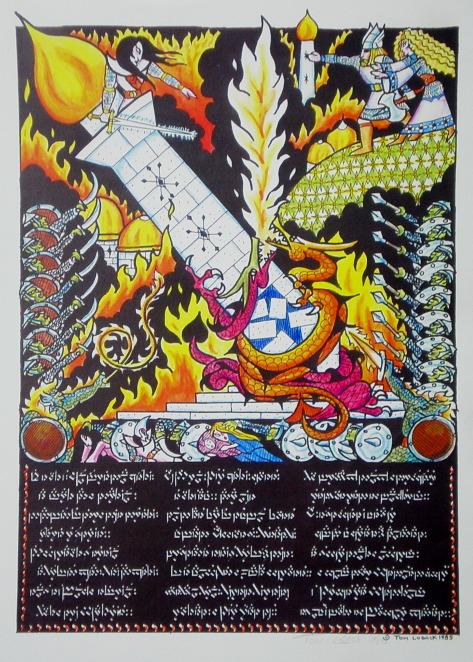
Turgon broniący upadającej wieży

Był drugim synem Fingolfina i Anairë. W Śródziemiu był królem Gondolinu. Zanim założył Gondolin, jego stolicą był Vinyamar. Zginął broniąc swej wieży w czasie upadku Gondolinu.
Był władcą mądrym i rozważnym, zdawał sobie sprawę z daremności stawiania Melkorowi bezpośredniego oporu. Turgon uległ jednak dumie swego rodu. Jego córką była Idril, żona Tuora. Mieczem Turgona był Glamdring. Żona Turgona, Elenwë, zginęła w czasie przeprawy przez Helcaraxe.

### Voronwë

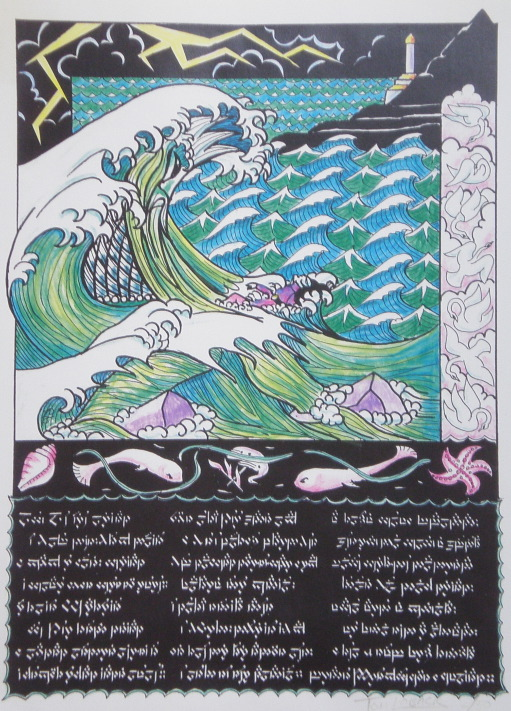
Tom Loback, Ulmo ratuje Voronwego

Był synem Aranwego i sindarskiej elfki z Falas. Mieszkał w Gondolinie. Był jednym z członków załogi floty, którą Turgon wysłał do Amanu w poszukiwaniu rady u Valarów. W burzy, jaka rozpętała się w czasie żeglugi, zatonęły wszystkie okręty. Ulmo ocalił jedynie Voronwego, aby ten zaprowadziłł Tuora do Gondolinu, co też uczynił.
Jego imię w quenyi oznacza niezłomny, nieugięty (ang. steadfast). Sindarska wersja jego imienia brzmi Bronweg.

## Teleri

### Potomkowie Elwego i Olwego
Majar
|         |         |         |         |         |         |  |  |              |              |              |              |              |              |         |         |         |         |         |         |         |         |         |         |         |         |
|         |         |         |         |         |         |  |  |              |              |              |              |              |              |         |         |         |         |         |         |         |         |         |         |         |         |
| Olwë    | Olwë    | Olwë    | Olwë    | Olwë    | Olwë    |  |  | Elwë Thingol | Elwë Thingol | Elwë Thingol | Elwë Thingol | Elwë Thingol | Elwë Thingol |         |         |         |         |         |         | Meliana | Meliana | Meliana | Meliana | Meliana | Meliana |
| Olwë    | Olwë    | Olwë    | Olwë    | Olwë    | Olwë    |  |  | Elwë Thingol | Elwë Thingol | Elwë Thingol | Elwë Thingol | Elwë Thingol | Elwë Thingol |         |         |         |         |         |         | Meliana | Meliana | Meliana | Meliana | Meliana | Meliana |
|         |         |         |         |         |         |  |  |              |              |              |              |              |              |         |         |         |         |         |         |         |         |         |         |         |         |
| Eärwena | Eärwena | Eärwena | Eärwena | Eärwena | Eärwena |  |  |              |              |              |              |              |              | Lúthien | Lúthien | Lúthien | Lúthien | Lúthien | Lúthien |         |         |         |         |         |         |

### Elwë

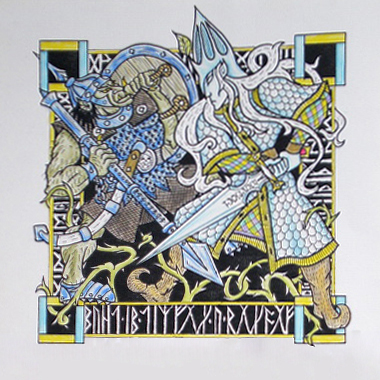
Thingol zabija Boldoga

Po odnalezieniu elfów przez Oromego został wytypowany, aby jako jeden z trzech posłów ujrzał przed innymi elfami Aman, a potem zachęcił innych do jego odwiedzenia, dlatego uważa się go za jedynego z Umanyarów, który widział światło Dwóch Drzew.
Gdy poznał Melianę, jedną z Majarów, został w Śródziemiu i występował pod imieniem Elu Thingol. Został królem Doriathu i Najwyższym Królem Sindarów. Z Melianą miał jedno dziecko, córkę Lúthien, najpiękniejszą istotę, jaka żyła w Śródziemiu.
Do jego śmierci przyczynił się jeden z Silmarili. Thingol kazał bowiem krasnoludzkim rzemieślnikom wprawić go w naszyjnik krasnoludzkiej roboty, Nauglamir. Naszyjnik został zabrany z ruin Nargothrondu i ofiarowany Thingolowi przez Húrina. Krasnoludowie zostali oczarowani pięknem Silmarila oraz naszyjnika nie chcieli oddać go Thingolowi. Gdy ten upokarzającym tonem nakazał im go oddać, Naugrimowie wpadli w furię i zabili go na miejscu. Według Roberta Fostera zginął około roku 505 Pierwszej Ery. The Tale of the Years podaje, że Thingol zginął podczas ataku krasnoludów na Doriath w roku 503.
Thingol przewyższał wzrostem wszystkie Dzieci Iluvatara. Jego mieczem był Aranrúth.

### Olwë
Obudzony w Cuiviénen przywódca Telerich, brat Elwego i Elmo. Wraz z Elwem poprowadził Telerich na zachód. Gdy jego brat pozostał w Beleriandzie, on, namawiany przez Ulmo, poprowadził tych Telerich, którzy chcieli podążyć do Amanu. Rządził nimi w Alqualondë, na wschodnich krańcach Amanu.
Miał córkę Eärwenę i synów.

### Eärwena
Była córką Olwego. Pozostała w Amanie, gdy Ñoldorowie odpływali do Śródziemia. Poślubiła Finarfina, który zawrócił z tej wyprawy na wieść o ogłoszeniu przez Mandosa przepowiedni o zagładzie Ñoldorów. Miała z nim czworo dzieci: Finroda, Angroda, Aegnora i Galadrielę. Razem z mężem sprawowała władzę w Tirionie nad elfami pozostałymi w Amanie.
Jej imię w sindarinie oznacza Morską Dziewicę (eär morze, wen dziewica).

## Sindarowie

### Amdír
Informacje na jego temat znajdują się w Niedokończonych opowieściach.
- W angielskim oryginale – Amdír / Malgalad[137]
- Przekład Pauliny Braiter i Agnieszki Sylwanowicz – Amdír / Malgalad
- Przekład Radosława Kota – Amdír / Malgalad

Wraz z częścią Sindarów ruszył na wschód po tym, jak ich kraj został zdewastowany w czasie Wojny Gniewu. Został następnie przywódcą elfów z Lothlórien.
W 3434 roku Amdír odpowiedział na wezwanie Gil-galada, by dołączyć do walki przeciwko Sauronowi w wojnie Ostatniego Sojuszu. Elfowie Amdíra byli odważni, ale słabo uzbrojeni. Amdír zginął na Martwych Bagnach w Bitwie na Dagorlad.

### Amroth
Wspominają o nim bohaterowie  Władcy Pierścieni. Więcej informacji na jego temat zawierają Dodatki do trzeciego tomu powieści oraz Niedokończone opowieści.
Był synem Amdíra. Został władcą Lothlórien po swoim ojcu. Być może brał w udział w wojnie Ostatniego Sojuszu. Przez następne lata w spokoju rządził swoją krainą. Przejął obyczaje Elfów Leśnych i zamieszkał wśród wysokich drzew na wielkim zielonym wzgórzu, zawsze odtąd zwanym Cerin Amroth. Jego wybranką serca była Nimrodel, która jednak nie chciała go poślubić, choć odwzajemniała jego miłość. Amroth więc przez wiele lat żył samotnie. Pod wpływem ukochanej, zapewne jako pierwszy z elfów, założył swój dom na drzewie, w wysoko położonym talanie.
W 1981 roku Trzeciej Ery, gdy krasnoludowie uciekli z Morii, a pojawili się tam orkowie, Amroth opuścił Lórien ruszając na poszukiwanie Nimrodel, zostawiając władzę Galadrieli i Celebornowi. Nimrodel bowiem (podobnie jak wielu innych elfów) uciekła ze swej krainy, przerażona złymi wydarzeniami. Odnalazł ją na skraju Fangornu.
Tam, po długiej rozmowie, oboje poprzysięgli sobie miłość. Amroth obiecał Nimrodel, że zabierze ją na Zachód, na Tol Eressëę. Razem ruszyli do przystani elfów Edhellond, jednak zostali w drodze rozdzieleni i Amroth (po bezskutecznych poszukiwaniach) samotnie dotarł do celu. Zastał tam jeszcze niewielu elfów na jednym statku. Namawiając ich do zaczekania na Nimrodel, zwlekał z odpłynięciem. Jednak pewnej nocy burza zerwała cumy i zepchnęła okręt na pełne morze. Zdesperowany Amroth z okrzykiem Nimrodel! rzucił się do wody i popłynął w stronę lądu. Przez dłuższy czas zmagał się z falami, lecz w końcu utonął w wodach zatoki Belfalas.
O losach Amrotha i Nimrodel opowiedział członkom Drużyny Pierścienia Legolas w czasie wędrówki przez Lórien.
Imię Amroth zostało zaadaptowane do sindarinu z mowy Elfów Leśnych; znaczy Wspinający się wysoko. Faktycznie było to przezwisko nadane mu, bowiem mieszkał w wysoko położonym na drzewie talanie. Jego pierwotne imię zostało zapomniane.

### Annael
Jeden z Sindarów, przybrany ojciec Tuora. Kiedy Riana wyruszyła w podróż by odszukać swojego męża Huora  Annael wraz z innymi elfami pomógł jej przetrwać zimę i wziął pod swoją opiekę jej nowo narodzonego syna.

### Beleg

Wyobrażenie Belega

Mieszkał w królestwie Doriathu, dowodził strażnikami broniącymi jego granic. Słynął z waleczności i umiejętności tropicielskich. Najbardziej znany był jednak jako mistrz posługiwania się łukiem Belthrondingiem i strzałą Dailir. On i Mablung byli jedynymi elfami z Doriathu walczącymi w Nirnaeth Arnoediad. Beleg pomógł również Haladinom w walce z orkami w Brethilu.
Był nauczycielem, przyjacielem i towarzyszem broni Túrina Turambara. Gdy Túrin został wygnany z Doriathu, Beleg, na polecenie króla Thingola, wyruszył na poszukiwania. Po roku poszukiwań trafił na obóz bandytów, którym Túrin przewodził. Ci związali go i pobili, dopiero gdy ich przywódca powrócił do obozowiska i poznał dawnego przyjaciela, uwolnił go z więzów. Nie udało się jednak elfowi nakłonić Túrina do powrotu do Menegroth, toteż wkrótce rozstali się na powrót.
Przed wyruszeniem na poszukiwania Túrina, król Thingol ofiarował Belegowi Anglachel. Podczas ofiarowania prezentu królowa Meliana wypowiedziała słowa: „W tym mieczu jest złośliwość. Zachowało się w nim coś z czarnego serca płatnerza, który go wykuł. Nie pokocha ręki, która nim będzie władała, i niedługo pozostanie w jej służbie.” (tłum. Maria Skibniewska).
Wkrótce potem (już po odnalezieniu Túrina) wyruszył do Dimbaru, przepędzając stamtąd orków. Później jednak ponownie wyruszył na poszukiwania Túrina. Odnalazł go na Amon Rûdh i przystał do bandy jego zbójców. Wkrótce jednak wskutek zdrady krasnoluda Mîma obóz został napadnięty, Túrin porwany, a Beleg ciężko ranny. Po przepędzeniu zdrajcy i wyleczeniu najgłębszych ran ruszył tropem orków, którzy porwali jego przyjaciela na północ. Tam spotkał Gwindora, który uciekł z Angbandu i wskazał Belegowi obóz, w którym więziono Túrina. Razem podeszli obóz i w burzową noc zdecydowali się uwolnić go. Wynieśli go nieprzytomnego z obozu orków, jednak gdy elf rozcinał więzy, ostrze jego miecza drasnęło więźnia, który rozbudzony nagle wyrwał Belegowi miecz i sądząc, że to orkowie znowu rozpoczynają tortury zabił go. Tak w 487 roku Pierwszej Ery zakończył życie z ręki tego, którego najbardziej kochał jeden z największych wojowników sindarskich, spełniła się również przepowiednia Meliany.
Jego imię znaczy Potężny. Znany był również jako Beleg Cuthalion (Beleg Mocny Łuk) lub Łuk.

### Celeborn
W filmowej adaptacji Władcy Pierścieni Celeborna grał Marton Csokas.
Pochodził z Doriathu. Był spokrewniony z Thingolem. W Pierwszej Erze związał się z Galadrielą.
Po zniszczeniu Beleriandu pod koniec Pierwszej Ery udał się wraz z Galadrielą do Lindonu, kraju rządzonego przez Gil-galada. Następnie zamieszkali w Eregionie, by następnie przejść przez Góry Mgliste i ostatecznie osiąść w Lothlórien. Tam panowali nad plemieniem Galadhrimów.
W Czwartej Erze Celeborn był przez jakiś czas królem Lothlórien, lecz bez Galadrieli czuł się coraz bardziej znużony Śródziemiem, wyjechał więc do Rivendell. Później zapewne odpłynął za Morze.
Jego postać jest także ukazana na kartach kolekcjonerskich firmy Decipher, a także na figurce metalowej LotR firmy Games Workshop.
Imię Celeborn znaczy Srebrne drzewo.

### Círdan
Należał do szczepu Telerich. Jego prawdziwe imię brzmiało Nówe. Był żeglarzem i szkutnikiem. W Pierwszej Erze władał Falas (w Beleriandzie Zachodnim) i przez długi czas trzymał się z dala od sporów Ñoldorów i Sindarów. Po zniszczeniu krainy w następstwie bitwy Nirnaeth Arnoediad przeniósł się wraz z Gil-galadem na wyspę Balar. W Drugiej i Trzeciej Erze był władcą Szarych Przystani. Przechowywał Naryę, jeden z Trzech Pierścieni, który przekazał później Gandalfowi. Przechowywał on też tzw. Kryształ Elendila.
Círdan walczył u boku Gil-galada przeciw Sauronowi w armii Ostatniego Sojuszu. Był także członkiem Białej Rady. Bardzo wysoki, pod koniec Trzeciej Ery miał wygląd starca i jako jedyny elf w Śródziemiu nosił długą brodę.
W ekranizacji Władcy Pierścieni reżyserii Petera Jacksona Círdan pojawia się – choć niewymieniony z imienia – dwukrotnie: w prologu Drużyny Pierścienia, gdy elfowie odbierają swe Trzy Pierścienie, oraz w końcówce Powrotu króla, gdy powiernik Pierścienia wsiada na statek w Szarych Przystaniach. W filmach występuje on jednak bez brody.

### Daeron
Elf uznawany za jednego z najlepszych minstreli w Śródziemiu, uczony pochodzący z Doriathu, zasłynął jako twórca cirth. Był zakochany w Lúthien i dwa razy zdradził jej zamiary Thingolowi. Po ślubie Lúthien i Berena udał się na wschód, a jego dalsze losy pozostają nieznane.

### Elmo
Młodszy brat Elwego i Olwego.
Jest wspominany w Niedokończonych opowieściach przy omawianiu tematu Galadrieli i Celeborna. Ponieważ Celeborn jest w Silmarillionie przedstawiony jako krewny Thingola, Tolkien chciał wyjaśnić tę więź. Jednym z rozwiązań było uczynienie Celeborna wnukiem Elmo, mało ważnego brata Elwë, który pozostał w tyle, kiedy Elwë zaginął, stając się jednym z Sindarów z Doriathu. W tej koncepcji Elmo miał syna o imieniu Galadhon, który z kolei spłodził Celeborna i drugiego syna o imieniu Galathil, który był ojcem Nimloth.
W pismach, które wydawały się późniejsze niż omówione powyżej, Celeborna uczyniono Telerim i krewnym Olwë z Valinoru, ale nie było to rozwijane ani publikowane.
Pozostaje zatem niepewne, czy Elmo pozostałby w legendarium Śródziemia.

### Eöl

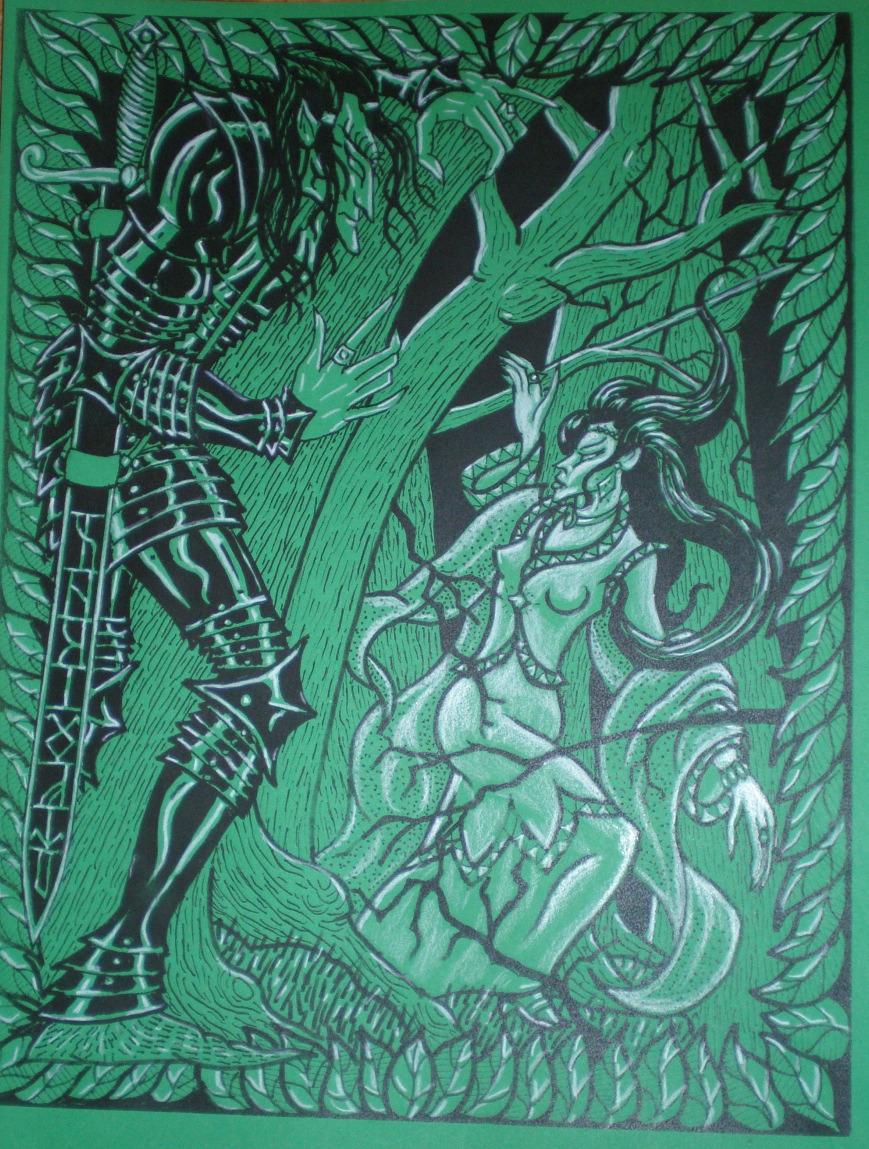
Wyobrażenie Eöla i Aredheli

Urodzony przed początkiem Pierwszej Ery, zamordowany w 345 roku Pierwszej Ery.
Początkowo był członkiem rodu królewskiego w Doriacie. Kiedy Meliana opasała Doriath swoją Obręczą, Eöl wyprowadził się z lasu Region do Nan Elmoth, na wschód od Doriathu.
Eöl był zręcznym rzemieślnikiem i mistrzem w kuciu mieczy. Wynalazł galvorn. Z niego zrobił sobie zbroję, którą nosił, i dwa miecze: Anglachel i Anguriel. Anglachela podarował Thingolowi jako zapłatę za to, że może mieszkać w Nan Elmoth, później miecz ten był używany przez Túrina Turambara. Anguriela zatrzymał dla siebie. Jego mistrzostwo w kuciu mieczy wywoływało zachwyt u krasnoludów i Eöl zaprzyjaźnił się z krasnoludami z Nogrodu i Belegostu w Górach Błękitnych.
Pewnego dnia w czwartym wieku Pierwszej Ery Eöl natknął się w puszczy Nan Elmoth na Aredhelę, siostrę Turgona, która wywędrowała z Gondolinu i zaginęła. Eöl zaciągnął ją głębiej do lasu i złapał w pułapkę. Aredhela została jego żoną i urodziła mu syna, Maeglina.
Eöl nienawidził Ñoldorów (za to, jak sądził, że dopuścili do powrotu Morgotha i zmącenia spokoju Beleriandu), dlatego też odmówił Aredheli powrotu do królestwa brata ze swoim synem.
W połowie lata, wiele lat później, Eöl wybrał się w podróż do Gór Błękitnych, by świętować z krasnoludami z Nogrodu. Wrócił do domu wcześniej, niż przypuszczał i zobaczył, że jego żona i syn uciekli. Gdy zdał sobie sprawę, że Aredhela i Maeglin zmierzają do Gondolinu, rzucił się za nimi w pogoń. Gdy dotarł w pobliże ukrytego wejścia do Gondolinu, został schwytany i zabrany przed oblicze króla. Został dobrze przywitany jako krewniak, ale ten, kto już się dostał do Ukrytego Królestwa, nie mógł nigdy go opuścić. Eöl, rozwścieczony tym, że utracił swoją wolność, wyrzucił zatrutą strzałkę w Maeglina. Aredhela zasłoniła syna i to ona została śmiertelnie zatruta, po czym zmarła. Eöl przypieczętował tym swój los: za karę został zepchnięty w przepaść Caragdûr.
Według późniejszych tekstów Tolkiena pochodzenie Eöla było inne. Miał być Avarim z klanu Tatyar, a nie Sindarem.

### Galion
Pojawia się w Hobbicie. Był ochmistrzem Thranduila. Jego skłonność do picia umożliwiła ucieczkę uwięzionej przez Thranduila kompanii Thorina (Galion poczęstował trunkiem dowódcę straży i gdy już obaj byli tak pijani, że stracili przytomność, Bilbo wykradł dowódcy klucze do celi).
W filmie Hobbit: Pustkowie Smauga Galiona zagrał Craig Hall.

### Galdor
Elf z Szarych Przystani, emisariusz Círdana i jego przedstawiciel na Naradzie u Elronda. W czasie obrad bardzo aktywny, sprzeciwiał się tak powierzeniu Jedynego Pierścienia Tomowi Bombadilowi (co proponował Erestor), jak i – co sugerował Glorfindel – ciśnięciu go w morskie odmęty.

### Legolas
Legolas był synem Thranduila i przedstawicielem elfów w Drużynie Pierścienia.

### Mablung
Służył w armii Thingola. Razem z Belegiem był jednym z wielkich kapitanów Sindarów. Razem z Berenem brał udział w Polowaniu na Wargów. Został dowódcą strażników Doriathu, gdy Beleg wyruszył na poszukiwanie Túrina Turambara. Gdy Morwena Eledhwen, mieszkająca wtedy w Doriath dowiedziała się o upadku Nargothrondu i o możliwości przebywania tam jej syna – Túrina Turambara – zapragnęła tam wyruszyć. Mablung został wybrany przez Thingola dla jej ochrony w podróży. Mablungowi nie udało się ochronić jej przed Glaurungiem, który spowodował, że Niënor popadła w amnezję i uciekła od niego, a Morwena przepadła na pustkowiach. Udało mu się uciec, odnalazł splądrowany Nargothrond, bez Turina. Wracając, Glaurung zostawił go przy życiu, informując o stracie Morweny i Niënor. Znalazł ponownie Niënor, lecz w czasie ataku orków, pod wpływem Glaurunga, uciekła. Pokonany Mablung wrócił do Doriathu, lecz później przez wiele lat poszukiwał ich obu.
Wyruszył do Brethilu, gdzie dowiedział się, że był tam Glaurung i tam też spotkał Túrina. Gdy ten dowiedział się, że Niënor była jego żoną i siostrą jednocześnie i że ją stracił, popełnił samobójstwo. Mablung zginął w czasie plądrowania Menegrothu przez krasnoludów, broniąc skarbca.
Mablung znaczy Ciężka Ręka. Było to prawdopodobnie tylko jego epessë, a jego prawdziwe imię nie jest znane.

### Nellas
Byłą młodą dziewczyną mieszkającą w Doriacie. Rzadko odwiedzała Menegroth, gdyż nie lubiła wielkich budowli i wolała przebywać w lesie. Gdy w Doriacie przebywał mały Túrin, Nellas pełniła rolę jego opiekunki. Gdy człowiek wyrósł, przestali się spotykać, lecz dziewczyna nadal strzegła go z ukrycia, aż do czasu jego ucieczki z Ukrytego Królestwa.
To dzięki zeznaniom Nellas Thingol poznał prawdę o śmierci Saerosa i cofnął swoje słowa, w których oskarżył Túrina o bezpodstawne morderstwo.

### Nimloth
Była córką Galathila. Poślubiła Diora i urodziła mu troje dzieci: bliźniaków Eluréda i Elurína oraz Elwingę. Wraz z mężem mieszkała opodal Lanthir Lamath, aż do czasu, gdy przenieśli się do Doriathu (505 rok Pierwszej Ery). Zginęła w czasie napaści synów Fëanora na Menegroth w 509 roku.
Jej imię znaczy Białe kwiecie.

### Oropher
Był pierwszym królem Mrocznej Puszczy. Panował w Drugiej Erze. Był ojcem Thranduila.
Dołączył do Ostatniego Sojuszu i zginął w bitwie na Dagorlad wraz z dwoma trzecimi swojej armii. Jego syn przeżył i przejął władzę w Mrocznej Puszczy.

## Inni elfowie

### Denethor
Syn Lenwego, wódz Nandorów. Poprowadził znaczną część plemienia swego ojca znad brzegów Anduiny na zachód. Po długiej wędrówce przeprawił się przez Ered Luin i dotarł do Ossiriandu, gdzie się osiedlił. Walczył w Pierwszej bitwie o Beleriand na czele znacznego zastępu elfów. Poległ otoczony przez orków na szczycie Amon Ereb.
Imię Denethor znaczy Gibki i smukły.

### Haldir, Orophin i Rúmil
Mieszkali w lasach Lothlórien, byli podwładnymi Galadrieli. Strzegli północnych granic królestwa. 15 stycznia 3019 Trzeciej Ery przy Nimrodel przywitali Drużynę Pierścienia, która podążała z Morii i zaprowadził ich do Caras Galadhon. Wkrótce Orophin i Rúmil oddalili się, zanosząc do Caras Galadhon wieści o pojawiających się w Lórien patrolach orków.
Tylko Haldir potrafił płynnie mówić Westronem. Przed spotkaniem z drużyną znał Aragorna oraz Legolasa.
W ekranizacji Petera Jacksona nigdzie nie padają imiona Orophina ani Rúmila, natomiast rolę Haldira rozbudowano. Pojawia się on nie tylko w pierwszej części trylogii, ale i Dwóch wieżach: na polecenie Elronda i Galadrieli Haldir poprowadził oddział dwustu elfów na pomoc ludziom oblężonym w Helmowym Jarze przez 10 tys. Uruk-hai. W bitwie poległ tak on, jak i wszyscy jego pobratymcy.
W postać Haldira wcielił się nowozelandzki aktor Craig Parker.

### Lenwë
Należał do Telerich prowadzonych przez Olwego. Przed przekroczeniem Anduiny wraz z synem Denethorem i gromadą innych elfów odłączył się i osiadł w dolnym odcinku rzeki, tworząc w ten sposób nowe plemię, Nandorów.

### Nimrodel
Wspominają o niej bohaterowie  Władcy Pierścieni. Więcej informacji na jej temat zawierają Dodatki do trzeciego tomu powieści oraz Niedokończone opowieści.
Pochodziła z plemienia Elfów Leśnych. Mieszkała w Lothlórien, w domu pośród gałęzi drzewa, rosnącego opodal wodospadu strumienia, nazwanego później jej imieniem. Była ukochaną Amrotha, władcy Lothlórien. Choć odwzajemniała jego uczucie, przez długi czas nie chciała go poślubić. Uważała bowiem, iż pobratymcy Amrotha (Sindarowie i Ñoldorowie) przynieśli ze sobą wojnę, przybywając z zachodu.
W 1981 roku Trzeciej Ery, gdy w Khazad-dûm uwolniono Balroga, Nimrodel (tak jak wielu innych elfów) uciekła z Lothlórien, przerażona tymi wydarzeniami. Amroth odnalazł ją na obrzeżach Fangornu. Tam, po długiej rozmowie, oboje poprzysięgli sobie miłość. Razem ruszyli dalej na południe, bowiem Amroth obiecał ukochanej, iż zabierze ją na Zachód, na Tol Eressëę. W czasie dalszej podróży do przystani Edhellond zostali jednak rozdzieleni i Nimrodel zaginęła podczas wędrówki przez Ered Nimrais.
Losy jej jak i Amrotha, były tematem wielu podań i pieśni. Jedną z nich (zaczynająca się od słów: Córeczka elfów – to jak w dzień / Gwiazdka na niebie czystym) przytoczył Drużynie Pierścienia Legolas w czasie wędrówki przez Lothlórien.
Imię Nimrodel zostało zaadaptowane do sindarinu z mowy Elfów Leśnych; znaczy Pani białej groty.

### Saeros
Niewiele o nim wiadomo, z wyjątkiem informacji na temat jego stosunku do Túrina Turambara. Jako jeden z niewielu elfów ze Śródziemia został opisany w negatywnym świetle, jako bardzo arogancki.
Saeros był jednym z Laiquendich, którzy zbiegli do Doriathu po Pierwszej bitwie o Beleriand. Przez następne pięć wieków stał się wysokim doradcą Thingola, władcy Doriathu.
W 482 roku Pierwszej Ery Túrin wracał z pogranicza Doriathu, gdzie prowadził walki. Zmęczony, głodny i zasmucony usiadł przy królewskim stole na miejscu zajmowanym zwykle przez Searosa. Saeros rozgniewał się tym przywłaszczaniem. Zasiadając naprzeciw człowieka, obraził go oraz jego matkę. W odpowiedzi na to Túrin rzucił w twarz rywala pucharem.
Następnego dnia wczesnym rankiem Saeros napadł na wracającego na pogranicze Túrina. Został przez niego pokonany, pozbawiony ubioru i przegoniony. Uciekając, spadł z przepaści. Po tym wydarzeniu Túrin, sądząc, że zostanie oskarżony o morderstwo, uszedł z królestwa Thingola.
Jakiś czas później w procesie Thingol uznał, iż Túrin jest niewinny.

### Mithrellas
Pojawia się w Niedokończonych opowieściach.
Pochodziła z plemienia Elfów Leśnych. Żyła w Lothlórien i była jedną z towarzyszek Nimrodel. W czasie ucieczki na południe (z obawy przed orkami z Khazad-dûm) zagubiła się. Odnalazł ją Imrazôr, książę Belfalas i poślubił. Mithrellas urodziła mu dwoje dzieci: Galadora i Gilmith. Później jednak potajemnie go opuściła. Jej dalszy los pozostaje nieznany.

### Ingwë
Obudził się w Cuiviénen. Był przywódcą Vanyarów, uważanym także za króla wszystkich elfów. Poprowadził swój lud do Amanu jako pierwszy. Zbudował w Tirionie Mindon Eldalieva, qya. Strzelistą Wieżę Ludu Eldarów. Zamieszkał w Taniquetilu poniżej sal Manwego.
Jego imię prawdopodobnie oznacza Pierwszy (obudził się w Cuiviénen jako pierwszy, pierwszy dotarł do Amanu, był pierwszy spośród elfów).

### Amarië
Zakochała się ze wzajemnością w Finrodzie Felagundzie. Nie poszła za nim do Śródziemia, więc Finrod nigdy z nikim się w Śródziemiu nie ożenił. Gdy został zabity, wrócił do Amarië w Amanie.

### Indis
Informacje na jej temat znajdują się w Silmarillionie. Więcej wzmianek można znaleźć w tomach X i XII Historii Śródziemia.
- W angielskim oryginale – Indis the Fair
- Przekład Marii Skibniewskiej – Indis Piękna

Była drugą żoną Finwego. Miała z nim dwóch synów, Fingolfina i Finarfina i trzy córki, Findis, Irimë i Faniel. Była również macochą Fëanora. Po uśmierceniu jej męża przez Melkora razem ze starszą córką, Findis, powróciła do swego rodzinnego plemienia Vanyarów, by tam zamieszkać. Jej matka była siostrą Ingwego.
Miała włosy koloru złotego i odznaczała się wysokim wzrostem. Znano ją z wielkiej urody i nazywano Indis Piękną.

## Kompania Thorina

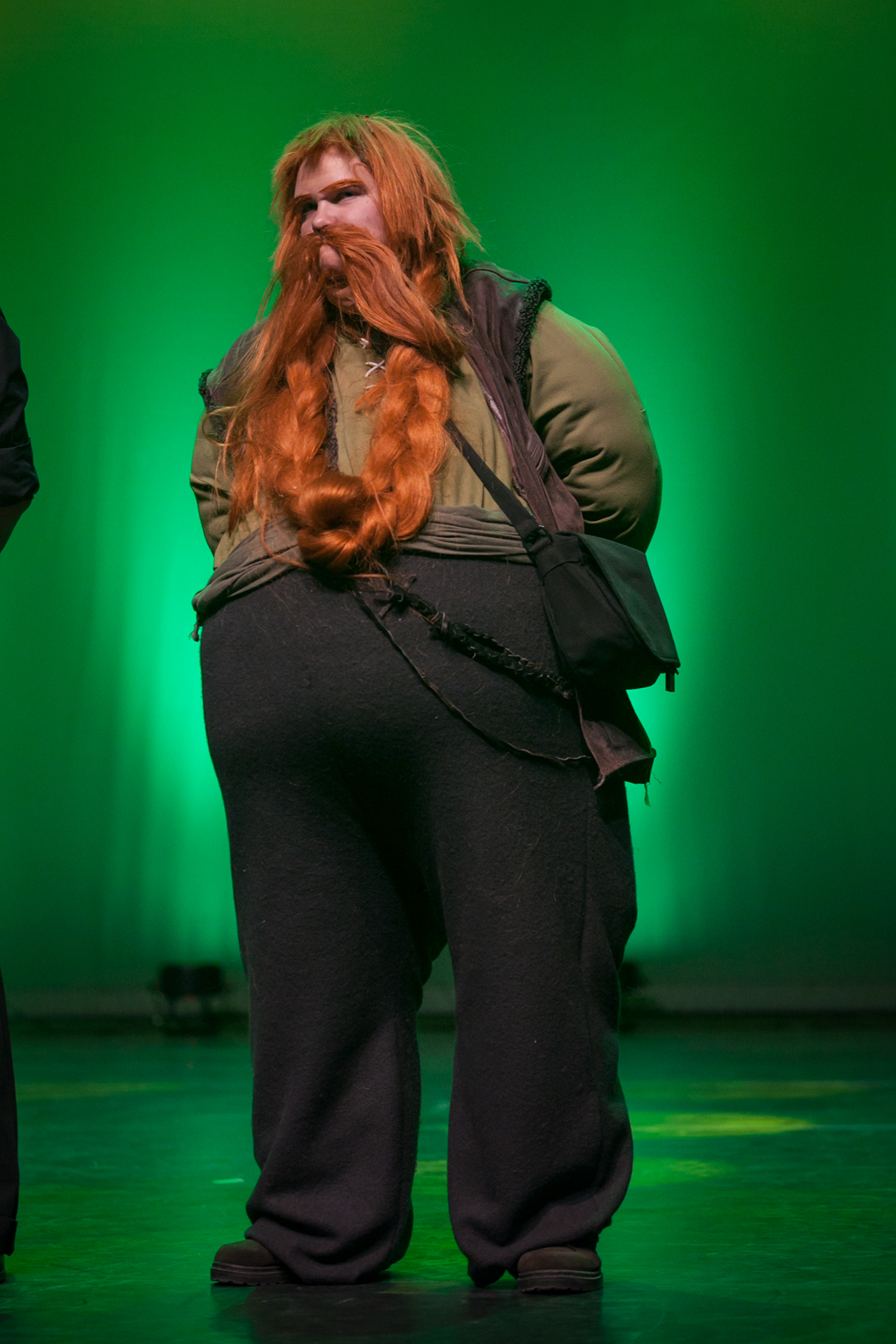
Cosplay Bombura

Kompania została zorganizowana przez Thorina w 2941 roku Trzeciej Ery. Jej celem było odbicie Ereboru spod panowania Smauga. Jej członkowie wzięli udział w Bitwie Pięciu Armii. W skład kompanii, oprócz Thorina, wchodziło jeszcze dwunastu innych krasnoludów. Za poradą Gandalfa do kompanii został dołączony hobbit Bilbo Baggins.
Imiona krasnoludów są w rzeczywistości słowami z języka staronordyjskiego. Zostały zaczerpnięte z Völuspy, jednej z pieśni zawartych w Eddzie poetyckiej, w której imiona te nosiły karły. I tak m.in. dvalinn znaczy „odrętwiały”, bálinn – „płonący”, ori – „rozwścieczony”, óinn – „straszliwy”.
Członków kompanii wymieniono w kolejności, w której zostali przedstawieni czytelnikowi Hobbita, gdy zbierali się na spotkanie w Bag End.
Wszystkie daty związane z kompanią Thorina dotyczą Trzeciej Ery, jeśli nie zaznaczono inaczej.

### Dwalin i Balin
Byli synami Fundina z Rodu Durina. Urodzili się w latach 2772 (Dwalin) i 2763 (Balin), w czasie tułaczki krasnoludów, którzy uciekli z Ereboru zajętego przez Smauga. Od 2802 roku mieszkali w Ered Luin. W latach 2841–2845 wzięli udział w nieudanej wyprawie Thráina II do Ereboru. Po odbiciu Ereboru zamieszkali w nowo odnowionym Królestwie pod Górą. Dwalin zmarł w 91 roku Czwartej Ery.

### Kíli i Fíli
Byli synami Dís z Rodu Durina, siostrzeńcami Thorina II Dębowej Tarczy. Urodzili się w Ered Luin w latach 2859 (Fíli) i 2864 (Kíli). Zginęli w Bitwie Pięciu Armii, broniąc ciała Thorina i zostali pochowani u jego boku w jaskiniach Samotnej Góry.

### Dori, Nori i Ori
Należeli do Rodu Durina. Po zakończeniu wyprawy do Ereboru osiedlili się w nim. Ori, biegle posługujący się pismem elfów, wziął udział w wyprawie Balina do Morii. Był autorem ostatnich wpisów w kronice Mazarbul. Zginął w 2994 roku, w czasie ostatniego napadu orków. Dori i Nori pozostali w Ereborze i żyli tam przynajmniej do 3018 roku, gdy Glóin opowiadał Frodowi Bagginsowi o losach członków kompanii.

### Óin i Glóin
Byli synami Gróina z Rodu Durina. Urodzili się w latach 2774 (Óin) i 2783 (Glóin). Po bitwie w dolinie Azanulbizar Glóin wraz z Thráinem i Thorinem wędrował po Dunlandzie i Eriadorze. Po zakończeniu wyprawy do Ereboru obaj bracia osiedlili się w nim. W 2989 roku Óin wyruszył wraz z Balinem do Morii, gdzie zginął przed zachodnią bramą Morii w roku 2994, porwany przez Czatownika z Wody.
Glóin natomiast pozostał w Ereborze, gdzie zajmował wysoką pozycję. W 3018 roku przybył na Naradę u Elronda, gdzie wraz z synem, Gimlim, reprezentował rasę krasnoludów. Zmarł w 15 roku Czwartej Ery.

### Bifur, Bofur i Bombur
Wywodzili się od mieszkańców Morii, lecz nie pochodzili z Rodu Durina. Po zakończeniu wyprawy do Ereboru osiedlili się w nim i żyli przynajmniej do 3018 roku. Bombur odznaczał się nieprzeciętną tuszą; w czasach akcji Władcy Pierścieni sześciu młodych krasnoludów musiało pomagać mu w przejściu z łóżka do stołu.

### Genealogia
Drzewo przedstawia koligacje siedmiu członków kompanii, pochodzących z Rodu Durina.
     członkowie kompanii
|  |  |           |           |           |           |           |           |  |  |           |           |           |           |           |           |      |      |        |        |        |        |        |        |      |      |            |            |            |            |            |            |  |  | Náin II |  |  |  |       |       |       |       |        |        |        |        |        |        |        |        |        |        |       |       |       |       |     |     |       |       |       |       |       |       |       |       |       |       |  |  |  |  |  |  |  |  |  |  |  |  |  |  |  |  |  |  |  |  |  |  |  |  |  |  |  |  |  |  |  |  |  |  |  |  |  |  |  |  |
|  |  |           |           |           |           |           |           |  |  |           |           |           |           |           |           |      |      |        |        |        |        |        |        |      |      |            |            |            |            |            |            |  |  |         |  |  |  |       |       |       |       |        |        |        |        |        |        |        |        |        |        |       |       |       |       |     |     |       |       |       |       |       |       |       |       |       |       |  |  |  |  |  |  |  |  |  |  |  |  |  |  |  |  |  |  |  |  |  |  |  |  |  |  |  |  |  |  |  |  |  |  |  |  |  |  |  |  |
|  |  |           |           |           |           |           |           |  |  |           |           |           |           |           |           |      |      |        |        |        |        |        |        |      |      |            |            |            |            |            |            |  |  |         |  |  |  |       |       |       |       |        |        |        |        |        |        |        |        |        |        |       |       |       |       |     |     |       |       |       |       |       |       |       |       |       |       |  |  |  |  |  |  |  |  |  |  |  |  |  |  |  |  |  |  |  |  |  |  |  |  |  |  |  |  |  |  |  |  |  |  |  |  |  |  |  |  |
|  |  |           |           |           |           |           |           |  |  |           |           |           |           |           |           |      |      | Dáin I | Dáin I | Dáin I | Dáin I | Dáin I | Dáin I |      |      |            |            |            |            |            |            |  |  |         |  |  |  |       |       |       |       |        |        |        |        |        |        |        |        | Borin  | Borin  | Borin | Borin | Borin | Borin |     |     |       |       |       |       |       |       |       |       |       |       |  |  |  |  |  |  |  |  |  |  |  |  |  |  |  |  |  |  |  |  |  |  |  |  |  |  |  |  |  |  |  |  |  |  |  |  |  |  |  |  |
|  |  |           |           |           |           |           |           |  |  |           |           |           |           |           |           |      |      | Dáin I | Dáin I | Dáin I | Dáin I | Dáin I | Dáin I |      |      |            |            |            |            |            |            |  |  |         |  |  |  |       |       |       |       |        |        |        |        |        |        |        |        | Borin  | Borin  | Borin | Borin | Borin | Borin |     |     |       |       |       |       |       |       |       |       |       |       |  |  |  |  |  |  |  |  |  |  |  |  |  |  |  |  |  |  |  |  |  |  |  |  |  |  |  |  |  |  |  |  |  |  |  |  |  |  |  |  |
|  |  |           |           |           |           |           |           |  |  |           |           |           |           |           |           |      |      |        |        |        |        |        |        |      |      |            |            |            |            |            |            |  |  |         |  |  |  |       |       |       |       |        |        |        |        |        |        |        |        |        |        |       |       |       |       |     |     |       |       |       |       |       |       |       |       |       |       |  |  |  |  |  |  |  |  |  |  |  |  |  |  |  |  |  |  |  |  |  |  |  |  |  |  |  |  |  |  |  |  |  |  |  |  |  |  |  |  |
|  |  |           |           |           |           |           |           |  |  | Thrór     | Thrór     | Thrór     | Thrór     | Thrór     | Thrór     |      |      | Frór   | Frór   | Frór   | Frór   | Frór   | Frór   |      |      | Grór       | Grór       | Grór       | Grór       | Grór       | Grór       |  |  |         |  |  |  |       |       |       |       |        |        |        |        |        |        |        |        | Farin  | Farin  | Farin | Farin | Farin | Farin |     |     |       |       |       |       |       |       |       |       |       |       |  |  |  |  |  |  |  |  |  |  |  |  |  |  |  |  |  |  |  |  |  |  |  |  |  |  |  |  |  |  |  |  |  |  |  |  |  |  |  |  |
|  |  |           |           |           |           |           |           |  |  | Thrór     | Thrór     | Thrór     | Thrór     | Thrór     | Thrór     |      |      | Frór   | Frór   | Frór   | Frór   | Frór   | Frór   |      |      | Grór       | Grór       | Grór       | Grór       | Grór       | Grór       |  |  |         |  |  |  |       |       |       |       |        |        |        |        |        |        |        |        | Farin  | Farin  | Farin | Farin | Farin | Farin |     |     |       |       |       |       |       |       |       |       |       |       |  |  |  |  |  |  |  |  |  |  |  |  |  |  |  |  |  |  |  |  |  |  |  |  |  |  |  |  |  |  |  |  |  |  |  |  |  |  |  |  |
|  |  |           |           |           |           |           |           |  |  |           |           |           |           |           |           |      |      |        |        |        |        |        |        |      |      |            |            |            |            |            |            |  |  |         |  |  |  |       |       |       |       |        |        |        |        |        |        |        |        |        |        |       |       |       |       |     |     |       |       |       |       |       |       |       |       |       |       |  |  |  |  |  |  |  |  |  |  |  |  |  |  |  |  |  |  |  |  |  |  |  |  |  |  |  |  |  |  |  |  |  |  |  |  |  |  |  |  |
|  |  |           |           |           |           |           |           |  |  | Thráin II | Thráin II | Thráin II | Thráin II | Thráin II | Thráin II |      |      |        |        |        |        |        |        |      |      | potomkowie | potomkowie | potomkowie | potomkowie | potomkowie | potomkowie |  |  |         |  |  |  |       |       |       |       | Fundin | Fundin | Fundin | Fundin | Fundin | Fundin |        |        |        |        |       |       |       |       |     |     | Gróin | Gróin | Gróin | Gróin | Gróin | Gróin |       |       |       |       |  |  |  |  |  |  |  |  |  |  |  |  |  |  |  |  |  |  |  |  |  |  |  |  |  |  |  |  |  |  |  |  |  |  |  |  |  |  |  |  |
|  |  |           |           |           |           |           |           |  |  | Thráin II | Thráin II | Thráin II | Thráin II | Thráin II | Thráin II |      |      |        |        |        |        |        |        |      |      | potomkowie | potomkowie | potomkowie | potomkowie | potomkowie | potomkowie |  |  |         |  |  |  |       |       |       |       | Fundin | Fundin | Fundin | Fundin | Fundin | Fundin |        |        |        |        |       |       |       |       |     |     | Gróin | Gróin | Gróin | Gróin | Gróin | Gróin |       |       |       |       |  |  |  |  |  |  |  |  |  |  |  |  |  |  |  |  |  |  |  |  |  |  |  |  |  |  |  |  |  |  |  |  |  |  |  |  |  |  |  |  |
|  |  |           |           |           |           |           |           |  |  |           |           |           |           |           |           |      |      |        |        |        |        |        |        |      |      |            |            |            |            |            |            |  |  |         |  |  |  |       |       |       |       |        |        |        |        |        |        |        |        |        |        |       |       |       |       |     |     |       |       |       |       |       |       |       |       |       |       |  |  |  |  |  |  |  |  |  |  |  |  |  |  |  |  |  |  |  |  |  |  |  |  |  |  |  |  |  |  |  |  |  |  |  |  |  |  |  |  |
|  |  | Thorin II | Thorin II | Thorin II | Thorin II | Thorin II | Thorin II |  |  | Frerin    | Frerin    | Frerin    | Frerin    | Frerin    | Frerin    |      |      | Dís    | Dís    | Dís    | Dís    | Dís    | Dís    |      |      |            |            |            |            |            |            |  |  |         |  |  |  | Balin | Balin | Balin | Balin | Balin  | Balin  |        |        | Dwalin | Dwalin | Dwalin | Dwalin | Dwalin | Dwalin |       |       | Óin   | Óin   | Óin | Óin | Óin   | Óin   |       |       | Glóin | Glóin | Glóin | Glóin | Glóin | Glóin |  |  |  |  |  |  |  |  |  |  |  |  |  |  |  |  |  |  |  |  |  |  |  |  |  |  |  |  |  |  |  |  |  |  |  |  |  |  |  |  |
|  |  | Thorin II | Thorin II | Thorin II | Thorin II | Thorin II | Thorin II |  |  | Frerin    | Frerin    | Frerin    | Frerin    | Frerin    | Frerin    |      |      | Dís    | Dís    | Dís    | Dís    | Dís    | Dís    |      |      |            |            |            |            |            |            |  |  |         |  |  |  | Balin | Balin | Balin | Balin | Balin  | Balin  |        |        | Dwalin | Dwalin | Dwalin | Dwalin | Dwalin | Dwalin |       |       | Óin   | Óin   | Óin | Óin | Óin   | Óin   |       |       | Glóin | Glóin | Glóin | Glóin | Glóin | Glóin |  |  |  |  |  |  |  |  |  |  |  |  |  |  |  |  |  |  |  |  |  |  |  |  |  |  |  |  |  |  |  |  |  |  |  |  |  |  |  |  |
|  |  |           |           |           |           |           |           |  |  |           |           |           |           |           |           |      |      |        |        |        |        |        |        |      |      |            |            |            |            |            |            |  |  |         |  |  |  |       |       |       |       |        |        |        |        |        |        |        |        |        |        |       |       |       |       |     |     |       |       |       |       |       |       |       |       |       |       |  |  |  |  |  |  |  |  |  |  |  |  |  |  |  |  |  |  |  |  |  |  |  |  |  |  |  |  |  |  |  |  |  |  |  |  |  |  |  |  |
|  |  |           |           |           |           |           |           |  |  |           |           |           |           | Kíli      | Kíli      | Kíli | Kíli | Kíli   | Kíli   |        |        | Fíli   | Fíli   | Fíli | Fíli | Fíli       | Fíli       |            |            |            |            |  |  |         |  |  |  |       |       |       |       |        |        |        |        |        |        |        |        |        |        |       |       |       |       |     |     |       |       |       |       | Gimli | Gimli | Gimli | Gimli | Gimli | Gimli |  |  |  |  |  |  |  |  |  |  |  |  |  |  |  |  |  |  |  |  |  |  |  |  |  |  |  |  |  |  |  |  |  |  |  |  |  |  |  |  |

## Inni krasnoludowie
większość krasnoludów nosi imiona pochodzące z języka staronordyckiego. Tolkien świadomie zaczerpnął je z listy karłów, fragmentu Völuspy, pieśni zawartej w  Eddzie poetyckiej. Pisarz przyjął konwencję, wedle której Władca Pierścieni ma być przekładem fikcyjnego źródła, Czerwonej Księgi. Zatem miana staronordyckie użyte zostały jako tłumaczenia imion z języka ludzi z Dale, którego krasnoludowie używali na co dzień (imiona w ich własnej mowie, poza wyjątkami, są nieznane).

### Azaghâl
Postać z Silmarillionu. Pewne wzmianki na jego temat znajdują się też w Narn i Hîn Húrin oraz w Dzieciach Húrina.
Był to władca Belegostu, krasnoludzkiego miasta w Ered Luin. Utrzymywał przyjazne stosunki z elfami. Jego własnością był pierwotnie Smoczy Hełm, który jednak podarował Maedhrosowi w podzięce za uratowanie życia, gdy został napadnięty przez orków.
Później Azaghâl przystał do Ligi Maedhrosa. Na czele swych poddanych dzielnie walczył z wojskami Morgotha w bitwie Nirnaeth Arnoediad (473 rok Pierwszej Ery). Podczas walki został powalony przez Glaurunga, lecz przed śmiercią zranił swym nożem tak poważnie smoka, że ten uciekł z pola walki. Czyn ten przyniósł władcy Belegostu wielką, pośmiertną sławę.
Imię Azaghâl pochodzi z języka khuzdûl.

### Borin
Był młodszym synem Náina II i bratem Dáina I. Urodzony w 2560 roku Trzeciej Ery, wychował się w Ered Mithrin. Gdy krasnoludowie musieli opuścić te góry (2590 rok), Borin udał się wraz z Thrórem i większością swoich pobratymców do Ereboru. Żył tam do końca swego życia, zmarł w 2711 roku.
Jego synem był Farin.

### Dís

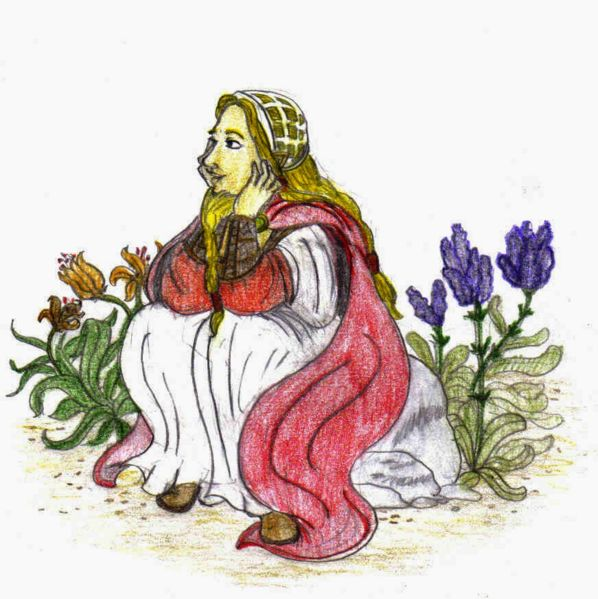
Gregor Roffalski, Dís, the dwarf-woman

Jedyna krasnoludzka kobieta, której imię pojawia się w mitologii Śródziemia.
Urodziła się w 2760 roku Trzeciej Ery. Była córką króla Thráina II i siostrą Thorina Dębowej Tarczy oraz Frerina. Urodziła się w Ereborze, gdzie żyła do 2770 roku. Wówczas to Smaug wypędził krasnoludów z ich siedziby. Dís przez resztę życia, wraz z ojcem i garstką współplemieńców tułała się po Śródziemiu. Mieszkała w Dunlandzie, a od 2802 roku w Ered Luin. Poślubiła nieznanego z imienia krasnoluda i urodziła mu dwóch synów – Fílego i Kílego.

### Flói
Postać wspomniana w Drużynie Pierścienia, pierwszym tomie Władcy Pierścieni.
Był krasnoludem z Ereboru, jednym z uczestników wyprawy Balina do Morii, podjętej w 2989 roku Trzeciej Ery. Jej celem było odzyskanie z rąk orków pradawnej siedziby plemienia Durina. W trakcie walki z przeciwnikami, Flói zabił największego spośród nich (być może trolla), lecz sam też zginął, przeszyty strzałą. Krasnoludowie pochowali go nad Jeziorem Zwierciadlanym. Jego śmierć została odnotowana w Księdze Mazarbul.
Znaczenie imienia Flói w staronordyckim jest nieznane.

### Frerin
Był młodszym synem Thráina II, a bratem Thorina Dębowej Tarczy i Dís. Urodził się w 2751 roku Trzeciej Ery, w Ereborze. Mieszkał tam do 2770 roku, kiedy to przeżył napaść Smauga na siedzibę krasnoludów. Wraz z ojcem i garstką pobratymców tułał się przez długi czas po Śródziemiu, dopóki nie osiedli się w Dunlandzie. Frerin walczył potem w wojnie z orkami. Poległ w bitwie o Azanulbizar (2799 rok), walcząc u boku ojca w straży przedniej.

### Frar, Lóni i Nali
Informacje na ich temat pojawiają się w Drużynie Pierścienia.
Trzej krasnoludowie żyjący w Trzeciej Erze w Ereborze. Wyruszyli wraz z Balinem kolonizować Morię. Zginęli podczas napadu orków na jedną z sal niedaleko sali Mazarbul w 2994 roku Trzeciej Ery. Ich śmierć została zapisana w księdze Mazarbul.

### Frór
Był drugim synem Dáina I, bratem Thróra i Gróra. Urodził się w 2552 roku Trzeciej Ery. Całe życie spędził w Ered Mithrin. Tam też zginął, wraz z ojcem, zabity przez smoka zimnego w 2589 roku.

### Fundin
Był synem Farina z królewskiego rodu Durina. Urodził się w 2662 roku Trzeciej Ery, w Ereborze. Mieszkał tam do zajęcia krasnoludzkiej siedziby przez smoka Smauga (2770 rok). Następnie, wraz z Thrórem i garstką jego pobratymców, tułał się przez długi czas po Śródziemiu, aż do czasu, gdy osiedlili się w Dunlandzie. Gdy wybuchła wojna z orkami, wziął w niej udział. Fundin poległ w ostatniej bitwie w dolinie Azanulbizar (2799 rok), walcząc w straży przedniej, którą przeciwnicy zepchnęli do lasu, rosnącego opodal Jeziora Zwierciadlanego.
Jego synami byli Balin i Dwalin.
Fundin (fundinn) po staronordycku znaczy odnaleziony.

### Grór
Był trzecim synem króla Dáina I. Urodził się w 2563 roku Trzeciej Ery. Założył krasnoludzkie królestwo w Żelaznych Wzgórzach. Zmarł w 2850 roku.
Jego synem był Náin, ojciec Dáina II Żelaznej Stopy.

### Mîm
Pojawia się w Dzieciach Húrina. Wspominany jest również w jednym z rozdziałów Silmarillionu. Był on ostatnim z Krasnoludów Poślednich.
Mîm żył wraz ze swoimi dwoma synami (Ibunem i Khimem) w Amon Rûdh pośrodku Beleriandu. W czasie, gdy w okolicy przebywał Túrin wraz z banitami, Mîm i jego synowie zostali dostrzeżeni, kiedy przemykali ukradkiem. Mîm został pojmany, zaś do jego synów strzelano z łuków.
W zamian za ocalenie życia Mîm poprowadził banitów do swych sekretnych siedzib pod Amon Rûdh. Tam, gdy okazało się, że Khim został przez nich zastrzelony, Túrin zaoferował w zamian swą pomoc Mîmowi. Dlatego Mîm tolerował banitów, lecz nie lubił ani ich ani Túrina.
Gdy do Amon Rûdh przybył Beleg Cuthalion Mîm był wściekły, gdyż nienawidził elfów, a w szczególności Sindarów. Mimo to musiał jednak tolerować tego elfa w swoim domu. Pewnego razu zbierając korzonki na zimę został złapany przez orków. Aby ocalić swoje życie, zdradził sługom Morgotha kryjówkę banitów, jemu zaś udało się uciec, choć jego ostatni syn Ibun został zabity przez orków. Później zawędrował do zrujnowanego Nargothrondu po tym, jak Túrin zabił Glaurunga zagarnął jego skarbów dla siebie.
Później do Nargothrondu przybył Húrin Thalion, który wiedział o zdradzeniu kryjówki bandytów przez Míma i zabił go mimo usilnych próśb krasnoluda. Mím jednak przeklął w ostatniej chwili skarb.

### Narvi
Postać wspomniana w Drużynie Pierścienia, pierwszym tomie Władcy Pierścieni.
Był mieszkańcem Khazad-dûm, żył w połowie Drugiej Ery. Słynął jako znakomity rzemieślnik.
Narvi znał i przyjaźnił się z Celebrimborem, władcą Eregionu. Wspólnie pracując, wykonali z ithildinu Zachodnią Bramę królestwa krasnoludów.

### Náin
Był synem Gróra, pochodził z królewskiego rodu Durina. Urodził się w 2665 roku Trzeciej Ery. Jak się wydaje, większość życia spędził w Żelaznych Wzgórzach, którymi władał jego ojciec.
Náin wziął udział w wielkiej wojnie z orkami, która miała miejsce w latach 2793 – 2799. Podczas ostatniej bitwy w dolinie Azanulbizar (2799 rok), dowodzony przez niego zastęp krasnoludów z Żelaznych Wzgórz przesądził o wyniku batalii i zwycięstwie krasnoludów. Sam Náin zginął jednak w pojedynku z Azogiem, wodzem orków.
Jego synem był Dáin II Żelazna Stopa.

### Nár
Był towarzyszem wędrówek Thróra. Orkowie z Morii posłużyli się nim jako posłańcem, powiadamiając za jego pośrednictwem resztę krasnoludów o zamordowaniu Thróra.

### Telchar
Postać wspomniana raz w Dwóch wieżach, drugim tomie Władcy Pierścieni, zaś nieco częściej przywoływana w Silmarillionie, Narn i Hîn Húrin oraz Dzieci Húrina.
Był to najsłynniejszy kowal i płatnerz swoich czasów. Pochodził z Nogrodu, krasnoludzkiego miasta w Ered Luin. Żył w drugiej połowie trzeciego stulecia Pierwszej Ery. W młodości był uczniem Gamila Ziraka.
W historii Śródziemia zasłynęły trzy dzieła Telchara : nóż Angrist, miecz Narsil i Smoczy Hełm.

## Orkowie

### Azog
Azog to przywódca orków z Morii. W 2790 roku zabił Thróra, króla plemienia Durina, który usiłował ponownie osiedlić się w siedzibie swoich przodków. Zbezcześcił jego zwłoki, wypalając na odrąbanej głowie krasnoluda swoje imię, a resztę ciała kazał poćwiartować i rzucić na pastwę padlinożernych ptaków. Rozwścieczeni tym pobratymcy monarchy rozpoczęli wojnę z orkami (2793–2799). W decydującej bitwie w dolinie Azanulbizar (w 2799 roku) Azog zabił jednego z wodzów krasnoludów, Náina, lecz sam poległ z ręki jego syna Dáina Żelaznej Stopy, gdy próbował uciec w głąb podziemi. Odciętą głowę Azoga zwycięzcy wbili na pal, a w usta wetknęli sakiewkę z paroma drobnymi monetami.
Synem Azoga był Bolg.
W filmowej ekranizacji powieści w reżyserii Petera Jacksona występuje jako Azog Plugawy. W jego rolę wcielił się nowozelandzki aktor Manu Bennett. Historia postaci została w filmie znacznie zmieniona względem książki – tu podczas bitwy w dolinie Azanulbizar Azog zabija Thróra, po czym zostaje ciężko zraniony przez Thorina, przeżywa jednak bitwę. Ponad 100 lat później to on stoi na czele goblinów prześladujących kompanię Thorina, by potem wraz z Bolgiem walczyć na służbie Saurona.

### Bolg
Był synem Azoga. Występuje w Hobbicie. W 2941 roku Trzeciej Ery objął przywództwo nad orkami z Gór Mglistych i poprowadził ich wyprawę na Erebor. Zginął w Bitwie Pięciu Armii, zabity przez Beorna.
Zwano go także Bolgiem z północy (ang. Bolg of the North).
W ekranizacji Hobbita w reżyserii Petera Jacksona w rolę Bolga wcielili się: Conan Stevens, Lawrence Makoare i John Tui.

### Golfimbul
Wzmianka o nim pojawia się w Hobbicie. Był przywódcą bandy („królem” według hobbitów) orków z góry Gram (w paśmie Gór Mglistych). Poprowadził najazd na Shire w 2474 roku. Poniósł jednak klęskę i zginął w bitwie na Zielonych Polach. Wedle hobbickich przekazów zabił go Bandobras Tuk. Miał on drewnianym kijem strącić orkowi głowę z karku (która przeleciała około 100 łokci w powietrzu i wpadła do króliczej nory – tak miała zostać wynaleziona gra w golfa, której nazwa jakoby pochodzi od imienia orka).
Imię Golfimbul może zdawać się żartem Tolkiena, nawiązującym do nazwy golf. W rzeczywistości pojawia się ono w poezji staroislandzkiej i znaczy straszny wiatr.

### Gorbag i Shagrat
Uruk-hai, dowódcy oddziałów orków z Minas Morgul i Cirith Ungol. Pojawiają się w Dwóch wieżach i Powrocie króla.
Shagrat pełnił funkcję dowódcy garnizonu Cirith Ungol co najmniej od 3017 roku Trzeciej Ery i strzegł przełęczy Cirith Ungol. Musiał uważać nie tylko na nielicznych intruzów spoza Mordoru, ale i na pajęczycę Szelobę, która atakowała jego podkomendnych. W 3017 roku, wedle rozkazów z Barad-dûr, przepuścił przez przełęcz Golluma, wysłanego na poszukiwania Jedynego Pierścienia.
13 marca 3019 roku Trzeciej Ery (w czasie Wojny o Pierścień) ich oddziały zostały wysłane na rozkaz Wodza Nazgûli na przełęcz Cirith Ungol, by sprawdziły, czy nie ma tam intruzów. Żołnierze znaleźli nieprzytomnego Froda Bagginsa, ukąszonego przez potworną pajęczycę Szelobę. W drodze do wieży Gorbag przekonywał Shagrata, że jeszcze jeden szpieg musi krążyć po okolicy, jednak po dotarciu do strażnicy Shagrat nie uwierzył Gorbagowi, nie pozwolił zabrać mithrilowej kolczugi Froda ani też torturować hobbita. Między dowódcami doszło do sprzeczki, która przerodziła się w walkę między orkami z garnizonu wieży a tymi z Morgulu. Gorbag zdołał ciężko zranić Shagrata, sam także był ciężko raniony.
Shagrat został tylko z jednym żołnierzem, Snagą, ale ten przestał słuchać dowódcy i umknął przed nim na szczyt wieży. Samotnego Shagrata zaatakował wówczas Gorbag, który – jak się okazało – przeżył wcześniejszą walkę. Tym razem komendant wieży ostatecznie go pokonał i zabił. Udało mu się następnie umknąć Samowi Gamgee, szukającemu Froda, i uciec ze strażnicy. Wraz z rzeczami Bagginsa (kolczugą, płaszczem z Lothlórien i mieczem) udał się do Barad-dûr, gdzie dotarł 17 marca. Dalsze losy Shagrata pozostają nieznane.
W ekranizacji Władcy Pierścieni reżyserii Petera Jacksona w rolę Gorbaga wcielił się Stephen Ure, a w rolę Shagrata – Peter Tait.
Losy filmowych postaci pozostają w zgodzie z literackim pierwowzorem, z wyjątkiem sceny śmierci Gorbaga. W filmie Powrót króla Gorbag, będący orkiem dużo mniejszym od innych, wraz z Shagratem i resztą orków zabiera nieprzytomnego Froda do wieży. Podczas przeszukania jeńca Shagrat żąda oddania mu kolczugi. Dochodzi do bójki między oddziałami Gorbaga i Shagrata, w której giną one prawie w całości, a dowódcy zostają ciężko ranni. Następnie Shagrat z kilku żołnierzami trafia na Samwise’a Gamgee. Shagrat ucieka przed Samem, a hobbitowi udaje się pokonać pozostałych orków. Gdy Sam rusza dalej po Froda, Shagrat z kolczugą w ręce wymyka się na zewnątrz (ta ostatnia scena jest pokazana tylko w wersji reżyserskiej filmu, wydanej na DVD). Na szczycie wieży Gorbag postanawia zabić Froda, jednak w ostatniej chwili Sam przebija Gorbaga Żądłem.

### Grisznák
Był dowódcą grupy orków z Mordoru, która zaatakowała Drużynę Pierścienia. Posiadał pewną wiedzę o Jedynym Pierścieniu. Pojawia się w Dwóch wieżach, drugiej części Władcy Pierścieni.
Połączył się z bandą Uglúka z Isengardu i razem zaatakowali Drużynę Pierścienia pod Amon Hen (26 lutego). Gdy orkowie zabili Boromira i pojmali hobbitów Merry’ego Brandybucka i Pippina Tuka, Grisznák usiłował skierować cały oddział na wschód. Planował bowiem dotrzeć do Anduiny, gdzie oczekiwał Nazgûl na skrzydlatej bestii. Wraz z nim Grishnákh miał zabrać cennych jeńców do Mordoru. W tym celu podsycał spory pomiędzy mniejszymi orkami a Urukami Sarumana. Wraz ze swoim oddziałem uszedł tymczasowo ku pobliskiemu lasowi, jednak wraz z oddziałem Ugluka zostało „kilku większych i odważniejszych orków z Północy”, mimo iż też byli zwykłymi orkami. Wkrótce Grishnakh powrócił, tłumacząc się, iż nie może porzucić owych kilku towarzyszy. Podczas dalszego marszu oddział Grisznáka trzymał się jednak oddzielnie, być może, jak wspomina narrator, była to część tajemnego planu Grishnakha.
Ostatecznie jednak oddział Rohirrimów Éomera otoczył orków na skraju Fangornu. Wtedy Grisznák, korzystając z nieobecności strażników, zaczął obszukiwać hobbitów w poszukiwaniu Pierścienia. W końcu porwał obu jeńców. Udało mu się wymknąć z obozu, lecz został zauważony przez Jeźdźców Rohanu i zabity, natomiast Merry z Pippinem zdołali zbiec (29 lutego).
Grisznák był typowym orkiem z Mordoru, przysadzistym, silnym, o szerokich barach, bardzo długich ramionach i krzywych nogach. Dokładny opis chwili w rozdziale „Uruk-hai”, w której stoi twarzą w twarz z Uglukiem, ukazuje, że Grishnakh był mu równy wzrostem oraz miał jasną skórę, mimo iż czarnoskóry Ugluk, powstały ze skrzyżowania człowieka z orkiem przez Sarumana, miał postawę wyprostowaną, a Grishnakh przypominał małpę.
Uzbrojenie Grisznáka było typowym dla orków – zakrzywiony miecz oraz czarny, ząbkowaty lub poszczerbiony nóż z rękojeścią rzeźbioną na kształt orkowej głowy.
ekranizacji Władcy Pierścieni w reżyserii Petera Jacksona, w rolę Grisznáka wcielił się Stephen Ure. Podobnie jak innym orkom z Mordoru, Wētā Workshop nadała mu wygląd chorego i przedwcześnie podstarzałego. Pojawia się on w filmie Dwie wieże. Losy tej postaci zostały zmienione w stosunku do literackiego pierwowzoru.
W wersji kinowej Grisznák pojawia się dopiero w scenie, która ma miejsce w obozowisku na obrzeżu Fangornu. Razem z pomniejszymi orkami zamierza zamordować hobbitów, by ich zjeść. Podczas sprzeczki Uglúk zabija jednego z buntowników, a w tym samym czasie Merry i Pippin, korzystając z zamieszania, starają się uciec. Jednak Grisznák ich dopada, lecz nagle zostaje raniony włócznią – to Jeźdźcy Rohanu niespodziewanie atakują orków. W bitewnym zamieszaniu ork uparcie ściga hobbitów aż w głąb Fangornu. Gdy udaje mu się pochwycić Meriadoka – ginie, zmiażdżony przez Drzewca.
W wersji rozszerzonej filmu, wydanej na DVD, dodano jeszcze scenę przyłączenia się Grisznáka i innych orków z Mordoru do grupy Uglúka. Ma to miejsce już po ataku na Drużynę Pierścienia. W spotkaniu z nimi Uglúk oznajmia, iż jeńcy trafią do Sarumana. Grisznák i jego kompania przyłączają się więc do Uruków, zwłaszcza że orkowie wyczuwają pościg Aragorna.

### Lagduf i Muzgasz
Pojawiają się w Powrocie króla.
Byli to dwaj orkowie stacjonujący w wieży Cirith Ungol pod dowództwem Shagrata. Kiedy między ich dowódcą a Gorbagiem wybuchła sprzeczka, a wskutek tego bratobójcza walka między orkami byli ostatnimi żołnierzami, oprócz Snagi i samego Shagrata, ze swojego oddziału. Próbowali uciec przez bramę, lecz padli od strzał orków Gorbaga.

### Snaga
Pojawia się w Powrocie króla.
Ork z oddziału Shagrata stacjonujący w wieży Cirith Ungol. Kiedy wybuchła walka między dwoma oddziałami orków, Snaga był ostatnim żołnierzem, jaki pozostał z oddziału Shagrata. Dowódca kazał mu zanieść wieść o zdarzeniach z wieży do stolicy, lecz Snaga odmówił powrotu na dół z obawy przed Oddziałem Gorbaga, który strzegł wyjścia i ponownym spotkaniem na swej drodze Samwise’a Gamgee, którego zobaczył jako wielkiego wojownika elfów. Zdecydował się pozostać w bezpiecznej kryjówce na wieży. Kiedy usłyszał śpiew Sama i odpowiadający mu głos Froda, poszedł uciszyć więźnia, tym samym pozwalając dostać się Samowi na wyższe piętro po drabinie, którą przyniósł ork. Został zaatakowany przez Sama, gdy ten zobaczył, jak ork bije jego pana nahajką. Snaga próbował uciec, lecz potknął się o klapę w podłodze i skręcił kark, spadając.

### Uftak
Służył w wieży Cirith Ungol. Złapała go pajęczyca Szeloba. Mimo że jego kompani wiedzieli o tym, że jest uwięziony, nie pomogli mu w ucieczce z obawy przed gniewem Szeloby i tym, że też mogą zostać złapani. Najprawdopodobniej potem zmarł (dokładna data jest niejasna).

### Uglúk
Był przywódcą oddziału Uruk-hai Sarumana, który zaatakował Drużynę Pierścienia. Pojawia się w Dwóch wieżach.
Wysłany został z Isengardu w celu zaatakowania Drużyny Pierścienia i pojmania każdego napotkanego hobbita (bowiem jeden z nich, Frodo Baggins, niósł Jedyny Pierścień). Po drodze połączył swój oddział z grupami orków z Morii i Mordoru (tymi ostatnimi dowodził Grishnákh). 26 lutego 3019 roku zaatakował pod Amon Hen Drużynę: jego podwładni zabili Boromira oraz pojmali hobbitów, Meriadoka Brandybucka i Peregrina Tuka.
Uglúk poprowadził następnie swój oddział przez stepy Rohanu, z powrotem do Isengardu, trzymając się rozkazów Sarumana. Po drodze musiał tłumić bunty orków z Morii, którzy chcieli zabić hobbitów i wrócić do kopalni. Toczył również spory z Grishnákhiem, domagającym się marszu do Mordoru. 29 lutego 3019 roku oddział Uglúka został wytropiony przez éored Rohirrimów pod wodzą Éomera. Jeźdźcy ścigali orków aż do granic Fangornu, gdzie udało im się ich otoczyć, a następnie kompletnie rozbić ten oddział orków. Sam Uglúk zginął w pojedynku z Éomerem.
Postać Uruka pojawia się w ekranizacji filmowej Dwóch wież, gdzie wcielił się w nią Nathaniel Lees. Uglúk dowodzi oddziałem po śmierci Lurtza. Prowadzi swoich podkomendnych aż na obrzeża Fangornu, gdzie grupa pomniejszych orków z Mordoru, domaga się odpoczynku. Dochodzi do sprzeczek, gdy kilku wygłodniałych żołdaków chce zgładzić jeńców, by ich zjeść. Uglúk zabija jednego z nich, gdy nagle grupa zostaje zaatakowana przez Rohirrimów i w rezultacie unicestwiona.
W wersji reżyserskiej filmu dodano scenę przyłączenia się orków z Mordoru do grupy Uglúka, która w filmie ma miejsce już po ataku na Drużynę Pierścienia.

### Wielki Goblin
Pojawia się w Hobbicie. Był przywódcą orków z Gór Mglistych; jego siedziba leżała w pobliżu Wysokiej Przełęczy. Jego podwładni pojmali członków Kompanii Thorina. Gdy przyprowadzili ich przed jego oblicze, ten zaczął ich przepytywać o cel podróży. Rozwścieczony widokiem elfickiego miecza Orcrista, który był w posiadaniu Thorina, rzucił się na krasnoluda, lecz zginął, z zaskoczenia zabity przez Gandalfa.
W angielskim oryginale został nazwany the Great Goblin.
W ekranizacji Hobbita   w reżyserii Petera Jacksona Wielkiego Goblina zagrał Barry Humphries.

## Zwierzęta

### Ancalagon
Występuje w Silmarillionie. Zwany Czarnym był pierwszym i największym ze skrzydlatych smoków ognistych. W czasie Wojny Gniewu wraz z innymi smokami próbował bronić królestwa Morgotha przed armią Valarów. Zginął zabity przez Eärendila, a jego ciało spadło na Thangorodrim.
Jego imię pochodzi z sinadrinu i znaczy dosłownie paszcza-rwąca.

### Bezimienny Drozd
Nieznany z imienia stary drozd pojawiający się w Hobbicie. Pochodził ze starożytnego rodu przyjaźniącego się z ludźmi z Dale i krasnoludami. Usłyszał od Bilba informację o słabym punkcie w pancerzu Smauga, dzięki czemu pomógł później Bardowi w zabiciu potwora.

### Carc
Był krukiem zaprzyjaźnionym z krasnoludami z Ereboru i ojcem wodza kruków, Roaka. Żył ok. 2770 roku Trzeciej Ery. Pojawia się w Hobbicie.

### Carcharoth
Żył w Pierwszej Erze. Był wilkiem wyhodowanym przez Morgotha, także przez niego własnoręcznie żywiony surowym mięsem, stał się największym i najgroźniejszym z wilków na Ardzie. Czuwał bezustannie przy Bramach Angbandu.
Podczas wyprawy Berena i Lúthien po Silmarile odgryzł Berenowi rękę u wrót Angbandu, połykając klejnot. Palący go od wewnątrz Silmaril dawał mu jeszcze większą moc, dzięki której zabijał z furią ludzi i elfów napotkanych w Dorthonionie i Doriath.
Został zabity w 468 roku Pierwszej Ery przez wilczura Valarów, Huana w Doriath.
Jego imię tłumaczono jako Anfauglir i Czerwona Paszcza.

### Czatownik z Wody
Czatownik był potworem źyjącym w jeziorze położonym u stóp wejścia do Khazad-dûm.

### Draugluin
Draugluin to wilkołak, protoplasta wilczej armii Morgotha. W czasie Wojny o Klejnoty służył Sauronowi na Tol-in-Gaurhoth, gdzie też został zabity przez Huana. Beren przebrany w jego skórę dotarł do Angbandu razem z Lúthien.

### Glaurung
Smok Glaurung występuje w Silmarillionie i Dzieciach Húrina. Żył w Pierwszej Erze. Brał udział w bitwach Dagor Bragollach i Nirnaeth Arnoediad, przyczynił się do zniszczenia Nargothrondu. Został zabity przez Túrina Turambara.

### Gwaihir
Był władcą Orłów pod koniec Trzeciej Ery. Pojawia się tak we Władcy Pierścieni, jak i – choć nie wymieniony z imienia – w Hobbicie.
Żyjący wraz ze swymi poddanymi w północnej części Gór Mglistych Gwaihir – potomek Thorondora – miał bystry wzrok i był najszybszym spośród Wielkich Orłów Śródziemia swoich czasów. Wystarczająco potężny, by przewieźć na swym grzbiecie człowieka był, tak jak i reszta orłów, istotą rozumną, zdolną do mowy.
Przyjaźnił się z Gandalfem od czasu, gdy ten uleczył jego zatrutą ranę. W 2941 roku Trzeciej Ery uratował Gandalfa i kompanię Thorina przed orkami. Poprowadził też orły do Bitwy Pięciu Armii, w jakiś czas po której został Królem Wszystkich Ptaków. Wiosną 3018 roku TE Gandalf poprosił Radagasta, by przyjazne mu ptaki szpiegowały ruchy Saurona, służąc jako zwiadowcy i posłańcy. Gdy doszła ich wieść o ucieczce Golluma z elfiej niewoli w Mrocznej Puszczy, Gwaihir zaniósł ją – na prośbę Radagasta – do Isengardu. Tam wypatrzył Gandalfa, uwięzionego przez Sarumana na szczycie Orthanku, i zabrał go do Rohanu. W 3019 roku TE poszukiwał czarodzieja na prośbę Galadrieli – odnalazł go na szczycie Celebdilu, wyczerpanego po zwycięskiej walce z Balrogiem, i poleciał z nim do Lothlórien. Obserwował też dolinę Anduiny, dostarczając informacji o losach Drużyny Pierścienia. Wziął wreszcie udział w bitwie pod Morannonem, po której uratował Froda i Sama ze stoków Orodruiny.
Jego imię znaczy w sindarinie Pan Wiatrów.
W ekranizacji Petera Jacksona wielki orzeł pojawia się, aczkolwiek nie wymieniony z imienia, po dwakroć. W pierwszej części trylogii wezwany przez Gandalfa pomaga mu – unosząc na swym grzbiecie – w ucieczce ze szczytu Orthanku. Z kolei w końcówce Powrotu króla Orły dołączają do sztandarów Zachodu w bitwie pod Morannonem, odpędzając Upiory Pierścienia dosiadające skrzydlatych bestii. Po zwycięstwie, zgodnie z książkowym pierwowzorem, Gwaihir z dwoma towarzyszami (jednym z nich był jego brat Landroval, drugim Meneldor) odnajdują niziołków i lecą z nimi do Minas Tirith.

### Huan
Żył w Pierwszej Erze, zginął w 468 roku. Był wielkim wilczarzem, jednym z myśliwskich psów Valara Oromego, który ofiarował go księciu Ñoldorów Celegormowi. Gdy Ñoldorowie pod wodzą Fëanora zbuntowali się, Huan podążył wraz ze swoim panem do Śródziemia.
Huan dostał od Valarów specjalny dar, który pozwalał mu trzy razy w życiu przemówić. Przepowiednia głosiła również, że zabić może go jedynie największy wilk, jaki kiedykolwiek istniał.
Gdy Celegorm i jego brat Curufin schwytali Lúthien, Huan przemówił po raz pierwszy i pomógł jej uciec, po czym poszedł wraz z nią do Tol-in-Gaurhoth, gdzie więziony był jej ukochany, Beren. Tam zabił on wszystkie wilkołaki Saurona i pokonał jego samego, również w postaci wielkiego wilka. Huan wrócił do swego pana, podczas gdy Lúthien i Beren udali się do Doriath. Po drodze napotkali jednak Celegorma i Curufina, wygnanych przez Orodretha z Nargothrondu. Gdy Curufin próbował zabić Lúthien, Huan zwrócił się przeciwko swemu panu.
Wtedy przemówił po raz drugi, mówiąc Berenowi i Lúthien, w jaki sposób mogą niepostrzeżenie dostać się do fortecy Morgotha, Angbandu, by zabrać mu Silmaril. Gdy udało im się skraść Melkorowi klejnot, rękę z Silmarilem odgryzł Berenowi wilczur Carcharoth. Huan i Beren zdołali w końcu go zabić, lecz wilczarz został śmiertelnie ranny. Przemawiając po raz ostatni, pożegnał się z Berenem.
Huan miał cechy nieprzynależne zwierzętom: rozumiał mowę (przynajmniej sindarin, możliwe, że także quenyę), jego węch i wzrok były niezawodne, był odporny na czary i nie sypiał.

### Landroval
W przekładzie Marii Skibniewskiej – Landrowal.
Żył w Trzeciej Erze, był orłem z Gór Mglistych, bratem Gwaihira. Pojawia się jedynie w Powrocie króla, gdzie opisany jest jako jeden z najwspanialszych z orłów północy, szlachetnych potomków starego Thorondora. Wraz z bratem poprowadził swych pobratymców na pomoc siłom Zachodu walczącym w bitwie pod Morannonem. Po jej zakończeniu był jednym z trzech orłów, które uratowały Froda Bagginsa i Samwise’a Gamgee ze stoków Góry Przeznaczenia.
W ekranizacji Petera Jacksona Gwaihir wraz z dwoma innymi orłami ratuje Froda i Samwise’a, co pozostaje w zgodzie z książkowym pierwowzorem. W żadnym miejscu nie padają jednak ich imiona.

### Meneldor
Był jednym z orłów zamieszkujących w Trzeciej Erze Góry Mgliste. Jak Landroval, pojawia się jedynie na kartach Powrotu króla. Jako młody i chyży wybrany został przez Gwaihira, aby wraz z nim i Landrovalem podjął próbę odnalezienia Froda i Sama na stokach Góry Przeznaczenia.
Jego uwzględnienie w ekranizacji Petera Jacksona jest identyczne, co Landrovala.

### Roak
Urodził się w 2788 roku Trzeciej Ery. Pojawia się w Hobbicie jako wódz wielkich kruków z Ereboru. Był synem Carca, zaprzyjaźnionym z krasnoludami. W 2941 roku był doradcą i posłańcem Thorina Dębowej Tarczy, powiadomił go o śmierci Smauga i wysłał kruki, by sprowadziły krasnoludów z Plemienia Durina do Ereboru. Jego imię zapisuje się także Roäc.

### Thorondor
Był Królem Orłów i Królem Wszystkich Ptaków, największym z ptaków żyjących kiedykolwiek na obszarach Ardy (żył w Pierwszej Erze). Został opisany w Silmarillionie. Rozpiętość jego skrzydeł wynosiła 180 stóp. Wielokrotnie wspomagał Ñoldorów, m.in. pomógł Fingonowi uwolnić Maedhrosa ze ściany Thangorodrimu, ranił Morgotha ratując ciało Fingolfina przed zbezczeszczeniem. Wraz z Orłami Manwego wziął udział w Wojnie Gniewu.
Gnieździł się razem ze swymi poddanymi na iglicach Crissaegrimu w górach Echoriath, a podobno kiedyś nawet na Thangorodrimie. Był długowieczny lub nieśmiertelny. Gdy Beleriand uległ zatopieniu, najprawdopodobniej odleciał na Najdalszy Zachód.
Jego imię w sindarinie znaczy dosłownie orzeł-wysoki. Quenejską formą jego imienia było Sorontar.

### Scatha
Wzmianka o nim pojawia się w Powrocie króla. Scatha napadał na krasnoludów oraz Éothedów. Został zabity przez króla Rohirrimów, Frama, który zagarnął skarby smoka, zrabowane wcześniej krasnoludom. Wywołało to spór pomiędzy nim a rodem Durina.

### Smaug
Występuje w Hobbicie. Największy latający smok Trzeciej Ery i ostatni znany z imienia. Zajął Erebor w 2770 roku, a został zabity w 2941 roku przez Barda Łucznika z Dal.

### Szeloba
Był to olbrzymi pająk pożerający wszystkie żywe istoty, które weszły do jej jaskini. Na wskroś przesiąknięta złem, nie była jednak sługą Saurona.

### Thuringwethil
Żyła w Pierwszej Erze, jest opisana w Silmarillionie jako wampirzyca (→ warg), posłanniczka Saurona w Tol-in-Gaurhoth. Prawdopodobnie pochodziła z Majarów. Przyjęła postać ogromnej nietoperzycy, której skrzydła były zakończone żelaznymi szponami. Lúthien, przebrana w jej skórę, przedostała się wraz z Berenem do Angbandu.
Jej imię w sindarinie znaczy kobieta tajemnego cienia.

### Ungolianta
Była prawdopodobnie Majarem w służbie Melkora, lecz na Ardzie działała niezależnie. Po upadku Utumno ukryła się w Avatharze pod postacią ogromnej pajęczycy. Żywiła się światłem, jednak budując coraz ciaśniejszą pajęczynę zaczęła głodować.
Melkor namówił ją, by pomogła mu zniszczyć Drzewa Valinoru i pozbawić Aman ich światła. Gdy wysysała z nich soki i zatruła je, wyruszyła do Formenos, skąd Melkor zabrał Silmarile.
Przez cieśninę Helcaraxë przeszli do Lammoth w Śródziemiu, gdzie zażądała Silmarilów do pożarcia i odbyła z nim walkę o klejnoty. Przegnana przez Balrogów osiedliła się w Nan Dungortheb, wśród Ered Gorgoroth. Tam spłodziła liczne potomstwo. Zakończyła swój żywot prawdopodobnie pożerając siebie samą.

## Inne postacie

### Tom Bombadil
Występuje w pierwszej części powieści Władca Pierścieni oraz jest głównym bohaterem w zbiorze wierszy Przygody Toma Bombadila.
Tolkien nie zostawił o nim żadnych większych informacji. Było to działanie celowe: w jednym z listów Tolkien pisał, że każdy świat musi mieć swoje tajemnice, a Bombadil jest jedną z nich. Robert Foster sugeruje, że mógł on być Majarem. Inni komentatorzy analizujący twórczość Tolkiena dopatrują się w nim Valara lub wręcz samego Eru.
Tom Bombadil miał kasztanowatą brodę. Nosił niebieski kubrak, żółte buty i  wysoki kapelusz. Żył razem ze Złotą Jagodą w Starym Lesie, pomiędzy Bucklandem a Bree. Gościł Froda Bagginsa, Samwise’a Gamgee, Meriadoka Brandybucka oraz Peregrina Tuka w ich wędrówce z Shire do Bree i uratował ich przed upiorami z Kurhanów.
Wiadomo, że był jedną z najstarszych istot na świecie. Pamiętał czasy, kiedy na ziemi jeszcze nie było zła, oraz gdy elfowie szli za Oromem do Amanu. Kiedy Frodo zapytał Bombadila, kim jest, ten odpowiedział mu, że jego imię jest jedyną odpowiedzią i że był wcześniej, niż cokolwiek innego.
Po założeniu Jedynego Pierścienia pozostał odporny na jego moc. Na naradzie u Elronda stwierdzono, że nikt nie miał wpływu na Bombadila i że dla niego Pierścień miał tak małe znaczenie, że mógłby go zgubić lub o nim zapomnieć.
Elfowie nazywali go Iarwain Ben-adar (Najstarszy i niemający ojca), krasnoludowie – Fornem, zaś ludzie z północy – Oraldem.

### Złota Jagoda
Jest opisana jako córka rzeki, znaleziona w sitowiu przez Toma Bombadila. Miała długie, jasne włosy i była obdarzona pięknym, czystym głosem. Mieszkała wraz z Tomem Bombadilem w jego domu w Starym Lesie. Lubiła tańczyć i śpiewać sama, albo w duecie z Bombadilem.

## Grupy postaci

### Biała Kompania
Informacje na jej temat znajdują się w Powrocie króla, trzeciej części Władcy Pierścieni.
- W angielskim oryginale – White Company
- Przekład Marii Skibniewskiej – Biała Kompania
- Przekład Jerzego Łozińskiego – Biały Orszak
- Przekład Marii(inne języki) i Cezarego Frąców(inne języki) – Biała Kompania

Była to gwardia przyboczna Faramira, namiestnika Gondoru i księcia Ithilien. Sformowana została w 3019 roku Trzeciej Ery po pokonaniu Saurona w Wojnie o Pierścień. Pierwszym jej dowódcą był Beregond. Biała Kompania stacjonowała w Emyn Arnen i towarzyszyła Faramirowi w wojennych wyprawach.
Brak dokładniejszych informacji o składzie czy organizacji tej gwardii. Nazwa formacji pochodzi od barwy tła sztandaru namiestników.

### Umarli z Dunharrow
Pojawiają się w Powrocie króla.
- W angielskim oryginale – Dead Men / Shadow Host / Men of the Mountains
- Przekład Marii Skibniewskiej – Umarli / Zastęp Cieni / Lud Gór
- Przekład Jerzego Łozińskiego – Umarli / Zastęp Cieni / Mieszkańcy gór
- Przekład Marii(inne języki) i Cezarego Frąców(inne języki) – Umarli / Zastęp Cieni / Lud z Gór

Były to duchy ludzi z plemienia górali z Ered Nimrais, żyjących w trzecim tysiącleciu Drugiej Ery. Zwano ich wtedy Ludem Gór. Byli spokrewnieni z Dunlendingami. To oni wznieśli budowle w Dunharrow i podziemne tunele w górach, m.in. drogę prowadzącą z Dunharrow do Erech, później nazwaną Ścieżką Umarłych (ang. Paths of Dead).
Po założeniu królestwa Gondoru zawarli z nim sojusz i złożyli przysięgę Isildurowi na Erech. Gdy jednak rozpoczęła się wojna z Sauronem, górale i ich wódz (Król Umarłych, zwany też Królem Gór, ang. King of the Dead lub King of the Mountains) odmówili dopełnienia przysięgi, bowiem wcześniej (za Czarnych Lat) byli poddanymi Saurona i oddawali mu cześć. Isildur rzucił więc na nich klątwę: jeśli Gondor zwycięży, to Lud Gór miał nie zaznać spokoju po śmierci, dopóki ponownie nie zostanie wezwany do walki i dopełnienia przysięgi przez potomka Isildura. Przerażeni klątwą górale nie ośmielili przyłączyć się do wojsk Saurona. Uciekli w wysokie partie Ered Nimrais i stronili od ludzi. Z czasem wyginęli, ale zgodnie z klątwą nie zyskali spokoju.
Jako duchy musieli pozostać w Ered Nimrais. Przez kolejne stulecia Trzeciej Ery nawiedzali okolicę góry Dwimorberg i Erech. Nikomu nie pozwalali zbadać Ścieżki Umarłych, sprowadzając śmierć na śmiałków, którzy tam się zapuścili, tak jak Baldor, syn króla Rohanu, Brega.
W czasie Wojny o Pierścień w 3019 roku Aragorn II z Szarą Drużyną ruszył na tę ścieżkę. Chciał wykorzystać Umarłych do walki z wojskami Saurona. Jako że był spadkobiercą Isildura, udało mu się przedostać przez podziemną drogę i dotrzeć na Erech, gdzie wezwał Umarłych. Stamtąd ruszył z nimi przez południowe prowincje Gondoru do Pelargiru. Tam Umarli pokonali Korsarzy z Umbaru i zdobyli ich flotę. Aragorn uznał, że dopełnili przysięgi i pozwolił odejść zjawom, które zniknęły ze Śródziemia (13 marca 3019 roku).
Umarłych nazywano też Zastępem Cieni, Wiarołomcami, martwymi, zapomnianym ludem.
W ekranizacji Władcy Pierścieni reżyserii Petera Jacksona Umarli pojawiają się w filmie Powrót króla. Sceny z ich udziałem różnią się nieco od literackiego pierwowzoru (same postacie zjaw zostały zagrane przez aktorów, a następnie komputerowo naniesione). Część z nich pojawia się tylko w wersji reżyserskiej (rozszerzonej) filmu, wydanej na DVD.
W filmie, gdy Aragorn z Legolasem i Gimlim dociera do tajemniczej budowli we wnętrzu podziemi, pojawiają się zjawy, które ich otaczają. Aragorn żąda od nich dopełnienia przysięgi i rzuca im wyzwanie. W pewnym momencie wszystkie duchy znikają i na trzech wędrowców spada lawina ludzkich czaszek. Udaje im się wydostać na zewnątrz. Kiedy widzą na wodach Anduiny statki Korsarzy, pojawia się Król Umarłych, który obiecuje stanąć do walki. Później ukazane jest zdobycie wrogiej floty, a następnie udział Umarłych w bitwie na polach Pelennoru, gdzie walnie przyczyniają się do pokonania sił Saurona. Po zakończeniu batalii Aragorn pozwala im odejść.